# Persönlichkeiten, Baumeister und Handwerker im Kloster Dobbertin

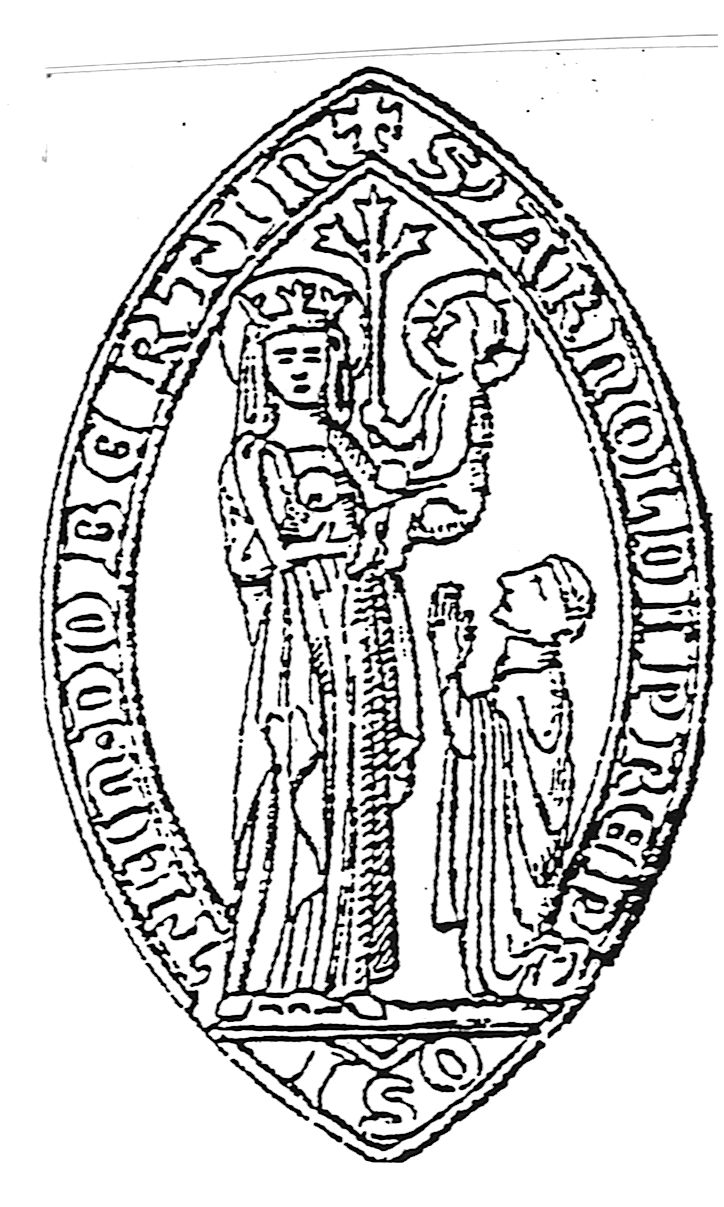
Siegel vom Klosterpropst Arnold 1302

Die Persönlichkeiten, Baumeister und Handwerker im Kloster Dobbertin machten das Kloster zum größten Wirtschaftsbetrieb Mecklenburgs. Eine Auswahl von bisher bekannten Persönlichkeiten, Beamten, Künstlern, Architekten, Baumeistern und Handwerkern, die in den letzten 800 Jahren im Dobbertiner Nonnenkloster, dem späteren Landeskloster und im Klosteramt tätig waren.

## Geschichte in Zahlen

### 13. Jahrhundert
- 1227 Thedelin/Theodoricus, prepositus fratum Dobrotin, nach 1231 Propst im Kloster Rühn.[2][3]
- 1243 Prepositus Olricus/Ulrich.[4]
- 1256 Prepositus Volrad/Volrath.[5][6]
- 1277 Heinricus/Heinrich de Barse, vorher Kaplan im Kloster.[7]

### 14. Jahrhundert
- 1300 Johann, Prepositus in Dobertyn,[8] mit Siegel.[9] Eine Priorin Gertrud wurde erstmals auf einer Urkunde als Priorissa Gertrudes im Nonnenkloster erwähnt.[9][10]
- 1302 Klosterpropst Arnold/Arnoldus mit Siegel.[11]
- 1308 Johannes Stime war bis 1325 Cellar.
- 1309 Kaplan Tietmar/Dithmarus mit Siegel.[12]
- 1322 Prepositus Erdwin/Erdwanus.[13][14]
- 1328 Johannes Rostock war in Dobbertin Schullehrer während der Amtszeit von Propst Erdwanus.[15]
- 1329 Borchard/Burchard, Prepositus de Dobertn, war 1322 noch Domherr zu Lübeck.[16]
- 1331 Johannes wurde als Fürsorger des Krankenhauses genannt.[17] Der Lübecker Ludolf von Dale war 20 Jahre in der Patronatskirche zu Goldberg Pfarrer und vermachte in seinem Testament seine wertvollsten Bücher den Dobbertiner Nonnen.[18][19]
- 1334 Prepositus Konrad/Conradus.[20]
- 1336 Dietrich/Thydericus Vryl, Prepositus in Dobbertyn mit Siegel, kam als Priester von St. Marien zu Rostock, war später Kanoniker in Bützow.[21][22]
- 1337 Hermann Steinweg war Küchenmeister.
- 1343 Johann Kuppentin war bis 1347 Küchenmeister.[23] Priorin war Adelheid von Plessen.[24]
- 1350 Prepositus Ekhardt/Eghardius mit Siegel.[25]
- 1360 Gerhard/Gerhardus von Bengerstorp war bis 1342 Prior in Doberan, kam nach Dobbertin und war von 1381 bis 1387 Propst zu Güstrow.[26][27]
- 1362 Prepositus Odberto/Odbertius.[28]
- 1365 Das Nonnenkloster Dobbertin bat wegen der Verwüstung seiner Güter und des Verfalls seiner Gebäude den Rat von Lübeck wiederholt um Unterstützung.[29] Priorissa war bis 1382 Oda.[30]
- 1368 Kaplan Bartholdus von Wanzenberg war 1371 im Auftrag der avignonesischen Kurie tätig.[31]

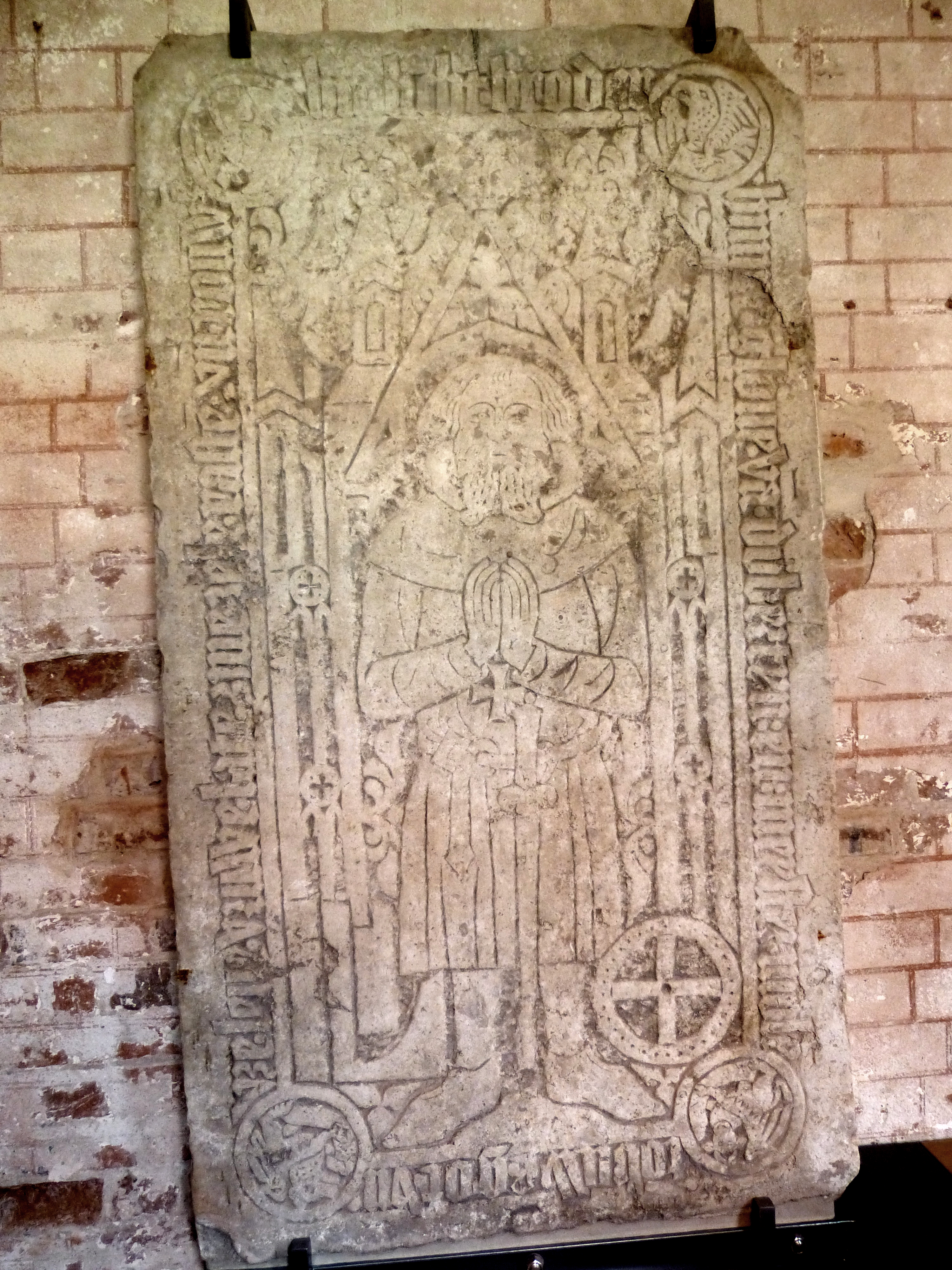
Grabplatte für den Mühlenbauer Hinrik Glove von 1371 im südlichen Kreuzgang (2017)

- 1371 Der Mollen (Mühlen) Bauer Bruder Hinricus schenkte sein Haus samt Besitz in Dobbertin den Nonnen im Kloster. Seine Grabplatte von 1371 steht heute noch im südlichen Kreuzgang des Klosters.[32][33][34][35]
- 1382 Präpositus Nicolaus Mezstorp war vorher Stiftskanoniker in Güstrow. Seine Grabplatte von 1471 steht heute noch im südlichen Kreuzgang.[36][37]
- 1387 Bernhard Holle, Beichtvater der Klosterfrauen von Dobbertin. Seine bei bauarchäologischen Grabungen 2001 im Klosterinnenhof gefundene Grabplatte steht im Durchgang neben dem Refektorium.[38][39][40]
- 1392 Priorin im Nonnenkloster war bis 1402 Rixa von Werle, Tochter Herzogs Johan III. von Werle-Goldberg, sie war seit 1378 als Nonne im Kloster Dobbertin.[41]

### 15. Jahrhundert
- 1409 Priorin im Nonnenkloster war bis 1428 Adelheid von Weltzien aus Alt Sammit.
- 1418 Nicolaus Scharbow war 1408 noch Kanonikus in Güstrow.[42]
- 1425 Prepositus Hinrich Voss/Hinrico Vos.[43][44]
- 1430 Die in Eiche geschnitzten sich im Güstrower Museum befindenden drei Jünger Johannes, Jakobus und Petrus einer Ölberg-Gruppe aus der Klosterkirche werden einer Rostocker Werkstatt zugeordnet.[45]
- 1435 Mathias von Weltzien war bis 1443 Propst in Dobbertin, vorher in Güstrow.[46][47]
- 1437 Administrator Waldemar von Moltke.
- 1441 Henning Warborch als Küchenmeister.[48]
- 1446 Peter Kassow/Petrus Cassow, Beichtvater der Jungfrauen, Vikar am St. Jacobi-Altar in der Klosterkirche.[49]
- 1448 Priorin war bis 1466 Ermegard von Oldenburg.[50]
- 1450 Kopf eines Grabchristus und Vesperbild, in Eiche geschnitzt,[51] die Werkstatt unbekannt.[52]
- 1456 Magister Nicolaus Behringher/Beryngher war auch Abgesandter des mecklenburgischen Herzogs in Lübeck, ab 1460 in Güstrow zu finden.[49]
- 1470 Hl. Anna Selbdritt, in Eiche geschnitzt, die Werkstatt ist unbekannt.[53]
- 1476 Präpositus Helmhold von Flotow / Helmold Vlotowen.[54]
- 1480 Barthold Moller war bis 1485 Propst im Nonnenkloster, 1529 Theologieprofessor und Rektor an der Universität Rostock.[55][56]
- 1489 Johannes von Thun war von 1486 bis 1488 Propst im Kloster Rehna, danach bis 1504 Propst im Nonnenkloster, von 1498 bis 1499 noch Dekan der Kollegiatstiftkirche zu Güstrow und bis 1506 als Johannes III. Bischof zu Schwerin.[57][58][59]
- 1491 Actuarius Procurator Joachim Stoißlos.[60]
- 14998 Priorin im Nonnenkloster war bis 1508 Sophie von Wangelin.[61]

### 16. Jahrhundert
- 1501 Küchenmeister Johannes Graetzen.
- 1508 Priorin im Nonnenkloster war bis 1522 Anna von Detzin/Dessin.[61]
- 1510 Johannes van Horn wurde durch den Konvent zum Propst gewählt, aber nicht bestätigt.[62]
- 1511 Magister Bruno Bruns war Kaplan.[63]
- 1523 Der Dobbertiner Propst Heinrich Moller gehörte zum Prälatenstand bei der Unterzeichnung der Urkunde über die Union der Landstände 1523 in Rostock.[64]
- 1524 Propst Michael Pawli[65] musste Hopfen und Malz kaufen, um auf Johannis die Mauersleute zu löhnen.
- 1531 Propst Henning von Pentz, danach bis 1550 Propst im Kloster Sonnenkamp.[66] Priorin war bis 1549 Catharina von Oertzen.[61]
- 1539 Beichtvater Nicolaus Hermanni, danach Pfarrer in Goldberg.[67]
- 1550 Amtsverweser Joachim von Kleinow war ab 1553 Amtsmann.[68] Propst Andreas Eberlein wurde schon 1525 erwähnt und bei der Kirchenvisitation eingeschätzt: er sei ein bose Predicante, ein ungeschickter Mensch, im Examen allzeit übel bestand, fast alt und unfleißig.[69][70]
- 1547 Mit Beginn der Reformation in Mecklenburg wollte Catharina von Oertzen ihr schweres Amt als Priorin niederlegen, sie starb am 6. April 1549 noch im katholischen Kloster.
- 1552 Schäferknecht Henning Brest.
- 1556 Herzog Ulrich von Mecklenburg war im Nonnenkloster Dobbertin, um dort die abgotterey bei den Nunnen abzuschaffen.
- 1557 erster Klosterhauptmann wurde Jürgen Georg von Below auf Kargow als Hofmarschall und Hofrat beim Herzog Ulrich in Güstrow.[71][72] Johannes Graetzen war Küchenmeister. Priorin im Nonnenkloster war bis 1569 Elisabeth von Hobe, die mit ihren 30 Nonnen die Klostervisitationen während der Reformation zu ertragen hatte.[73][74]
- 1562 Kaplan Michael Sudecow.[75] Sandpropst Joachim Thomas in Röbel. Klosterhauptmann war Joachim von Kleinow.[76]
- 1568 Amtsverwalter Hans Göden.[77]
- 1569 Landrat Hans Ernst von Linstow auf Bellin war Visitator zur Beseitigung katholischer Umtriebe im Kloster Dobbertin.[78] Landrat Claus von Oldenburg auf Gremmelin und Vietgest war bis 1591 Prokurator.[79] Dietrich von Plessen auf Zülow war sechs Jahre Provisor, entging einer Hochverratsklage.[80] Notarius Joachim Reich und Notarius Christoph Friedricus.[80] Als letzte Priorin im Nonnenkloster wurde Elisabeth von Hagenow eingesetzt, die nach 10 Jahren um ihre Entlassung bat.[81]
- 1570 erster evangelische Pastor war Joachim Krüger/Kroger.[82][83][84]
- 1572 Christopher Howitz war mit Bauangelegenheiten beim Hofmarschall und Klosterhauptmann Joachim von der Lühe auf Püttelkow.[85] Im Kloster lebten noch 17 Nonnen, 21 Unbetuchte, neun Konversen und sieben Dienstmädchen.
- 1577 Küchenmeister Michael Koch.[86]
- 1581 als erste Domina, eine auf Lebenszeit gewählte Vorsteherin des Konvents im Damenstift des Klosters Dobbertin wurde Margarethe von Pritzbuer genannt.
- 1582 Archimagistro Nicolaus Schröder als Amtsschreiber.[87] Pastor Peter Röbelmann/Petrus Robelmanus.[88]

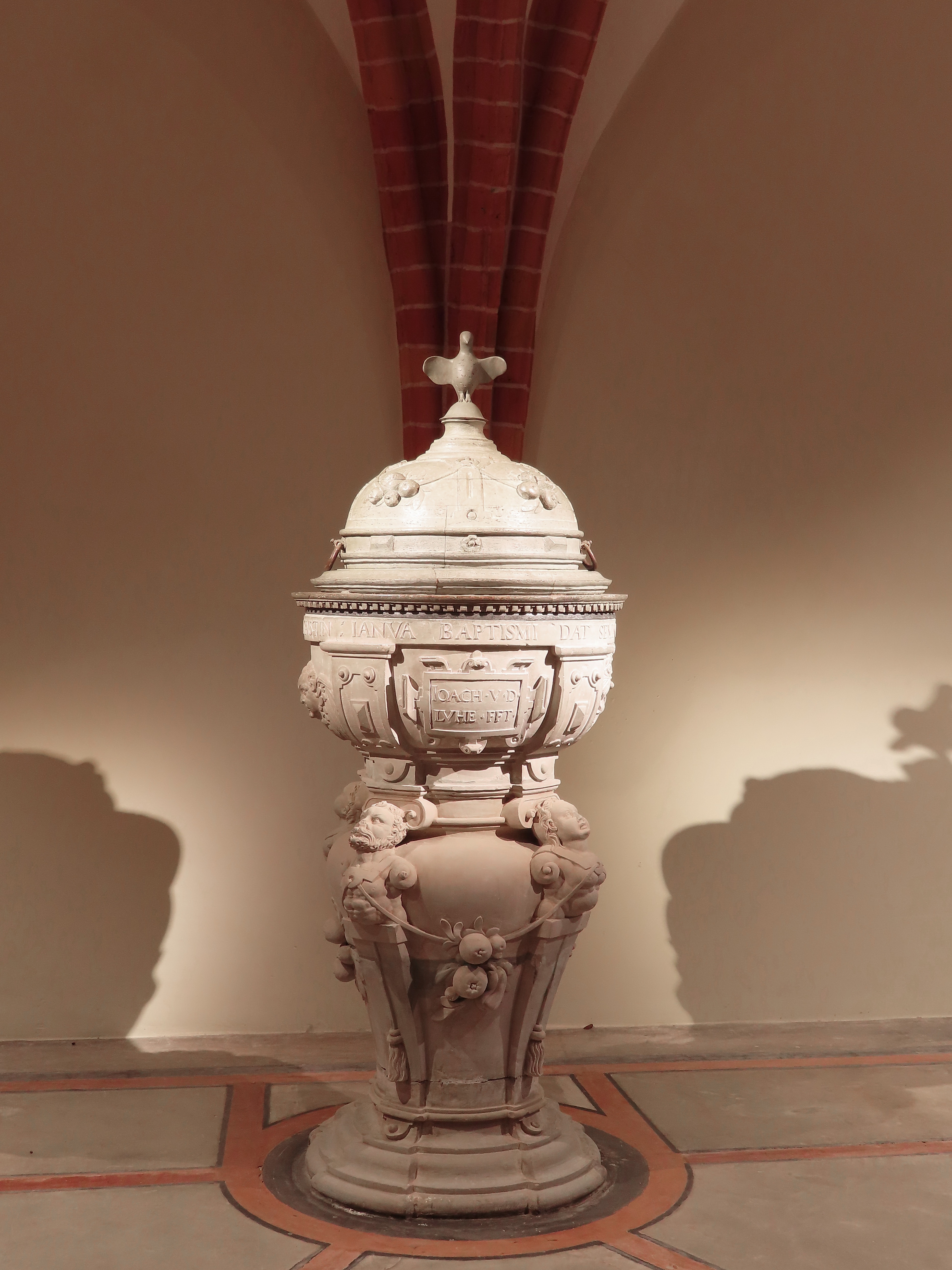
Sandsteinfünte (1586) von Philipp Brandin mit restauriertem Eichendeckel und geschnitzter Taube (2020)

- 1586 das Taufbecken in Vasenform wurde durch den niederländischen Bildhauer Philipp Brandin gefertigt und vom Geheimen Hofmarschall und Klosterhauptmann Joachim von der Lühe gestiftet.[89][90]
- 1588 Klosterhauptmann war bis 1601 Joachim von Bassewitz auf Levetzow bei Wismar.[91][92][93] Wurde 1602 Dompropst in Schwerin und dort 1610 wegen Unfähigkeit abgesetzt, er sei zu alt und tue Zuviel andere Dinge. Schmied Heinrich Holste übernahm die Schmiede in Dobbin.
- 1589 Achim Storm und Chim Wendt aus Spendin. Fischer Chim Stridt, Schuster Hans Weltzien.
- 1590 Holzdiebstahl bei den Paradiekoppeln durch Chim Schroder. Schuster Hans Weltzien gestorben.
- 1591 Dorfschulze Achim Röpke, Landreiter Marcus Schulze, Marcus Gluder ist Krüger in Kläden
- 1592 Valentin Hogede, Ziegler aus Bellin errichtete einen Kalkofen in Dobbertin.[94] Pawel Pralow wurde Bäckerknecht.
- 1593 Bierbrauer Jurge Schwirig wurde wegen schlechten Bierbrauens entlassen. Zwischen Fischer Claus Grube und Drescher Chim Schult Schlägerei im Krug zu Dobbertin.[95] Achim Eckelbach hatte Streit mit dem Dobbertiner Dorfschulzen Hinrich Hahne, Klädener Müller war Achim Hasse, Landreiter Chim Roddelin.
- 1594 Bartold Köhne/Berthold Koenen war bis 1602 Küchenmeister.[96]
- 1595 Während der Amtszeit des Klosterhauptmanns Joachim von Bassewitz und Pastor Peter Röbelmann wurden bei Hexenprozessen nach Folterung Anna Fischer, Anne Stindemann, Lena Hovemann wegen Hexerei und Zauberei auf dem Scheiterhaufen auf dem Gerichtsberg westlich von Spendin verbrannt.[97][98] Landreiter zu Dobbertin war Chim Roggelin, Grobschmied Kaspar Holtze. Klosterhauptmann Joachim von Bassewitz wurde als Abgesandter an den Königlichen Hof nach Schottland geschickt.
- 1596 Hans Glave Müllerknecht, Lubbeke Jägerjunge, Schmied Chim Holze.
- 1597 Landrat Johann von Cramon auf Woserin wurde Provisor.[99]
- 1598 Große Schlägerei auf dem Dobbertiner Markt, beteiligt waren Chim Krause, Hans Weltzien und die Belower Brüder Frentz und Chim Chutte.
- 1599 Peter Jentz war Müller in Kläden.

### 17. Jahrhundert
- 1600 Actuarius Cyrianus Hertel.[100] Befehl Kaiser Rudolf II. zur Aufnahme und Versorgung mit Unterhalt des kaiserlichen Laibtrabanten Paul Steyrer auf Lebenszeit.[101]
- 1601 der scheidende Klosterhauptmann Joachim von Bassewitz und spätere Dompropst zu Schwerin gab der Priorin Ilse von Dessin 200 Gulden für seine Töchter Abel und Elisabeth im Kloster Dobbertin.
- 1602 Klosterhauptmann war Levin von Linstow auf Gaarz.
- 1603 die Hexenprozesse wegen Teufelsbuhlschaft gegen Anna Bolten und Anne Ortmann aus Dobbertin endeten mit Todesurteil durch Verbrennung.[102]
- 1608 Hofmeister Cuno Wulfrath von Bassewitz bei Herzog Ulrich in Güstrow wurde Provisor.[103][104]
- 1610 Provisor war Joachim von Oldenburg auf Gremmelin.
- 1612 Klosterhauptmann war bis 1622 Joachim von Oldenburg.[105] Unter Gemeine Ausgabe Geld ..Dem Schmied fuer Nagel zu gedachten Fenster . Domina Magdalena von Schack.[106] Mühlenmeister Hinrich Hardern brachte Korn aus der Klostermühle dem Armenhaus.[107][108] Provisor wurde Gebhard von Moltke auf Toitenwinkel, der 1633 auf dem Landtag zu Malchin abgewählt wurde, weil er sich im Exil zu Lübeck aufhielt.[109][110][111]
- 1622 Georg von Linstow auf Gaarz und Glave wurde Klosterhauptmann.[112][113]
- 1624 Claus Lowens aus Güstrow bekam vom Dobbertiner Klosteramtsgericht die Bestallung als Scharfrichter für die Hexenprozesse.[114] Diebstahl des Viehirten Claus Greschkow. Thies Steinkopp aus Dobbertin schwört dem Klosteramtsgericht, nachts nicht mehr auf diebische Weise auf dem Klosterwasser zu fischen. Claus Thies bekennt am 24. Juli 1624, nachdem er wegen eines großen Verbrechens in Klosterhaft geraten ist, den Landreiter Hans Schulze als Gendarm nicht mit unnützen Scheltworten, Mord und Totschlag zu bedrohen.
- 1629 neuer Klosterhauptmann wurde Matthias von Bülow auf Neverin.
- 1630 der ehemalige Klosterhauptmann Hofrat Georg von Linstow auf Gaarz und Glave war Wallensteins Appelationsgerichtsrat in Güstrow. Hardenack von Bibow auf Westenbrügge wurde durch den Konvent zum neuen Klosterhauptmann gewählt, doch das Wahlrecht stand der Ritter- und Landschaft zu. Landreiter als klostereigener Polizist war Hans Schulze, Viehhirte Claus Greschkow.
- 1631 Küchenmeister Lorenz Eggert.
- 1632 Klosterhauptmann war bis 1634 Hardenack von Bibow auf Bibow.
- 1634 Domina im Damenstift war Luci Eva von Ditten.[115]
- 1635 Geheimrat Paschen von der Lühe auf Thelkow wurde als Präsident beim Hof- und Landgericht zu Güstrow zum neuen Klosterhauptmann gewählt.[116]
- 1636 Küchenmeister Cyriaci Hartel.
- 1637 Der Hexenprozess gegen Ilse Plagemann aus Dobbertin wurde in Anwesenheit des Klosterhauptmanns Paschen von der Lühe und des Küchenmeisters Cyrialus Hartel nach mehrfacher Folter eingestellt.
- 1638 Petrus Zander wurde mit nur 19 Jahren Pastor in Dobbertin und war wohl der jüngste Prediger in Mecklenburg.[117] Schuster Bartolomäus Lembke war auch Küster.
- 1640 Pastor Petrus Zander war mit 21 Jahren als Abgesandter des Klosters Dobbertin am 12. August 1640 bei der schwedischen Königin Christina in Stockholm. Neben einem Schutz- und Schirmbrief brachte er von der schwedischen Reichskammer noch 100 Reichstaler für das Kloster mit nach Dobbertin.[118] Küchenmeister war Jacob Strese.
- 1644 Klostersyndicus Doctore Joachim von Nessen aus Güstrow[119] war bis 1679 Syndicus im Klosteramt.[120]
- 1645 auf dem Klosteramt waren ein Bauknecht, der Fischer Hans Drewes, ein Gärtner, ein Jäger, ein Förster und der Schweinehirte Junge Chim tätig.[121]
- 1647 Amtsschreiber Johann Börding.
- 1648 Notarius Martin Badinger aus Güstrow.
- 1649 Heinrich Hardern war Müller zu Dobbertin.[122] Schulmeister war Johann Friedericus Colerius in Dobbertin.[123] Küster war Bartolomäus Lembke, ein Schuster.[122]
- 1652 Contract mit Müller Thies Frauken zu Dobbertin.[124] Es gab Ermittlungen gegen den Schäferknecht Henning Brest wegen Mordversuch an Klädener Müller.[125]

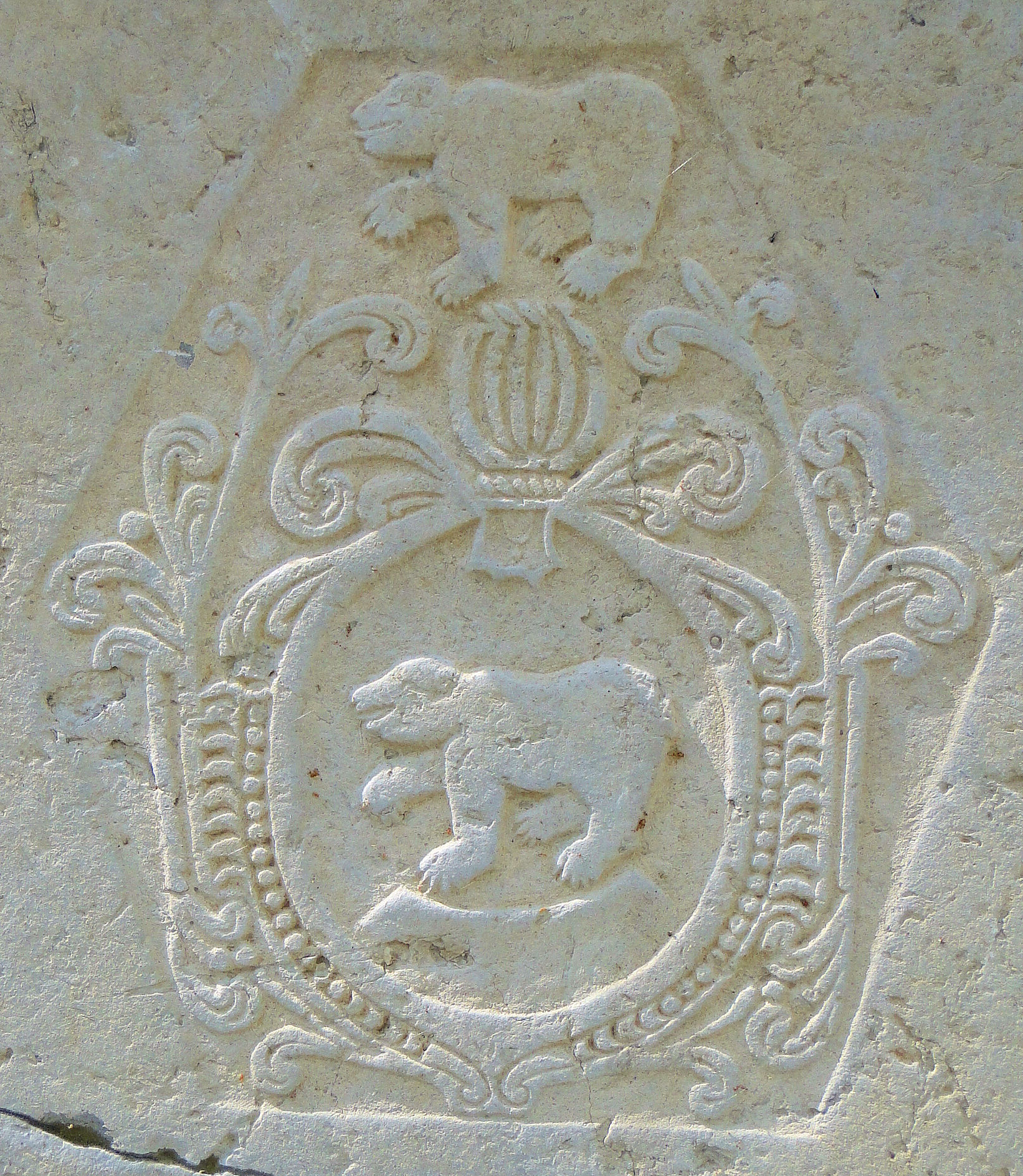
Klosterhauptmann Cord von Behr, Grabplatte 1660 am Klosterhauptmannshaus (2011)

- 1653 Churdt von Behr auf Gresse wurde Klosterhauptmann.[126] Provisor Daniel von Plessen auf Hoikendorf war Landrat und Hofmeister des Prinzen Christian Ludwig von Mecklenburg.[127][128]
- 1659 Landrat Christoph Friedrich von Jasmund auf Cammin war bis 1674 Klosterhauptmann.[129][130]
- 1660 Amtsschreiber Johannes Börding gestorben.[131]
- 1661 Küchenmeister Arnd Kalsow war 1669 und 1674 an Hexenprozessen in der Sandpropstei beteiligt.[132] Amtsschreiber war Johann Christoph Theil.
- 1662 Notarius Johann Christoph Theil.[133]
- 1665 Notarius Chhowieg war in Sietow.
- 1672 Orgelbauer Johann Gade...Attestatum wegen wohlgebauter Orgel in der Dobbertinschen Closter Kirche.[134] Küster war der Fischer Bartholdomäus Lembke, danach auch als Organist Johannes Duncker.
- 1673 Sandpropst Hieronymus Christoph Gerlach aus Röbel war Zeuge im Hexenprozess.[135] Bauknecht Paschen Cordes. Prozess gegen die angebliche Hexe Catarina Granzow im Klosteramtsgericht.[136] Dorfschulze Johannes Duncker spielte als Organist auch die Orgel in der Klosterkirche.
- 1674 Maurer Erdmann baute das Müllerhaus zu Dobbertin. Ziegelmeister Otto Petersen belegte daß Er mit seinen eigenen Pferden die Erde beybringet, daß Er zu 2 Oeffen Holtz zum Brennen geschlagen habe, daß Er 9000 Dach, 9750 Mauersteine und 5 last Kalck dieses Jahr gebrandt hat, Grobschmied Joachim Turitz. Das Schuster-Hauß wüest, ist aber vom Ambt ein hauß dahin gebauet, worin der Organist undt Schulmeister wohnet.[137]
- 1675 Rohr- und Strohdecker Lorentz Nelßen die Dächer auf dem Neuen Hoeff etwaß ausbeßern müßen, Bauknecht Hans Sülk und Jacob Glundern alß Handt langern, Zimmerleute Lorenz Braun und Jochen Frücken am hiesigen bauhauß gearbeitet und einen Schlagbaum fürs Ambt gemacht.[138] Amtsschreiber Samuel Christian Ahrens, Jacob Dome ist Müller in Kläden.
- 1676 Maurermeister Erdmann mit Verleumdungsklage gegen Küchenmeister Arend Kalsow.
- 1679 Joachim von Nesen aus Güstrow war 35 Jahre Syndicus im Klosteramt Dobbertin.[139]
- 1680 Amtsschreiber war Johann Lucow.
- 1681 Ziegler fertigen 1860 schon 4600 Mauersteine auß hiesigen Closters Ziegelofen in Dobbertin, die der Herzog Gustav Adolf aus Güstrow haben gnedigst abholen laßen. Trotz Mahnungen am 18. April 1681, am 22. Oktober 1682 und am 7. August 1683 erfolgte durch die Amtsverwalter zu Güstrow keine Bezahlung. Das Klosteramt setzte daraufhin alle Zahlungen an den Herzog aus.[140]
- 1682 Landrat Hans Georg von Petersdorff auf Witzin war bis 1691 Provisor.[141][142] Klostersyndicus Paul Kistenmacher. Schneider Johann Stralendorff.
- 1687 gegen den Kirchendiener Andreas Schmitt gab es vor dem Klosteramtsgericht einen Prozess wegen Diebstahls von Kirchengeld.
- 1688 Anklage gegen Fischer Eickelberg wegen Diebstahls.
- 1690 Zieglermeister Christian Grimm in Lähnwitz.
- 1691 Landrat Philipp Cuno von Bassewitz auf Prebberede und Dalwitz und Rittmeister Magnus Friedrich von Barner auf Bülow wurden Provisoren.[143]
- 1695 Anna Leveke von Bülow aus Groß Siemen lebte 52 Jahre im Damenstift, davon 20 Jahre als Domina.
- 1699 am 28. März 1699 starb Arendt Kalsow, er war 38 Jahre Küchenmeister im Klosteramt. Danach war Johann Erdtmann bis 1713 Küchenmeister, er wurde 1710 im Feldlager bei Wismar durch den dänischen General Jürgen von Rantzau in Arrest genommen.[144][145]

### 18. Jahrhundert
- 1702 Während der Nordischen Kriege forderte der schwedische Oberst Baron von Mardenfeld für seine Kompanien vom Klosteramt 45 Pferdegespanne, darunter 9 Wagen für sich, seinen Regiments-Quartiermeister, den Priester und Feldscher mit Gesellen.[146] Amtsschreiber war Ernst Heinrich Erdtmann.
- 1704 Inventarium der Mühle mit Müller Gustaff Rogelmann.[147] Dorfschulze Thies Ekelberg, Leinwebergeselle Franz Braß, Rademachergeselle Michel Gaefke, Amtsschreiber Ernst Heinrich Erdtmann.[148]
- 1705 Gründung des Dobbertiner Schützenvereins mit Küchenmeister Johann Heinrich Erdtmann vom Klosteramt. Wolff war Klostersyndicus in der Sandpropstei.[149]
- 1706 Elisabeth Augusta von Finecke aus Woosten war 17 Jahre Domina im Damenstift.
- 1707 Maurer Siegmund Walter aus Dobbertin, Kontrakt mit Küchenmeister Johann Erdtmann zum Umdecken der Klausurgebäude und der Kirche auf Steindächer, solange es dem Closter Ambte anstehet und gefällt. Neben dem Lohn gab es jährlich eine Tonne Bier auff seine Persohn.[150]
- 1708 im Klosteramtsgericht fand ein Prozess gegen Gustav Kötelmann wegen Unzucht und Schwängerei der Schulzentochter Catharina Ekelberg statt.
- 1709 Klosterhauptmann war Landrat Oberstleutnant Joachim von Bassewitz auf Wahrstorf und Lütten Walmsdorf. Organist Samuel Rik war ein zanksüchtiger Mann, der mit den meisten im hiesigen Dorf schon in Streitigkeiten gelebt hatte. Klage des Schneiders Johann Peter Harms zu Dobbertin gegen Anna Catharine Godehausen wegen Ansprüchen eines angeblichen Eheversprechens.[151]
- 1710 Schneider Johann Peter Harms, Prozess gegen Pagel Passehl wegen Viehdiebstahl.
- 1711 Maurermeister Christoffer Grahl aus Goldberg Kamine und Schornsteine in der Küche der Domina Augusta von Finecken a. d. H. Woosten oberhalb des Remters vom Keller bis zum Dach.
- 1712 Grobschmied Jochim Turitz. Pförtner Peter Marckgraffe wegen des entlaufenen Diebes gerügt.[152] Notarius Johann Crull/Crullen.[153]
- 1713 Küchenmeister Johann Joachim Friese.[154]
- 1715 Arendt Jacob Zedewig war Braumeister.[155]
- 1718 Amtsschreiber Johann Eyller gestorben. Syndicus war bis 1738 Hofrat Christoph Knövennagel.[156][157] Notari Poppe und Küchenmeister Johann Crull.[156]

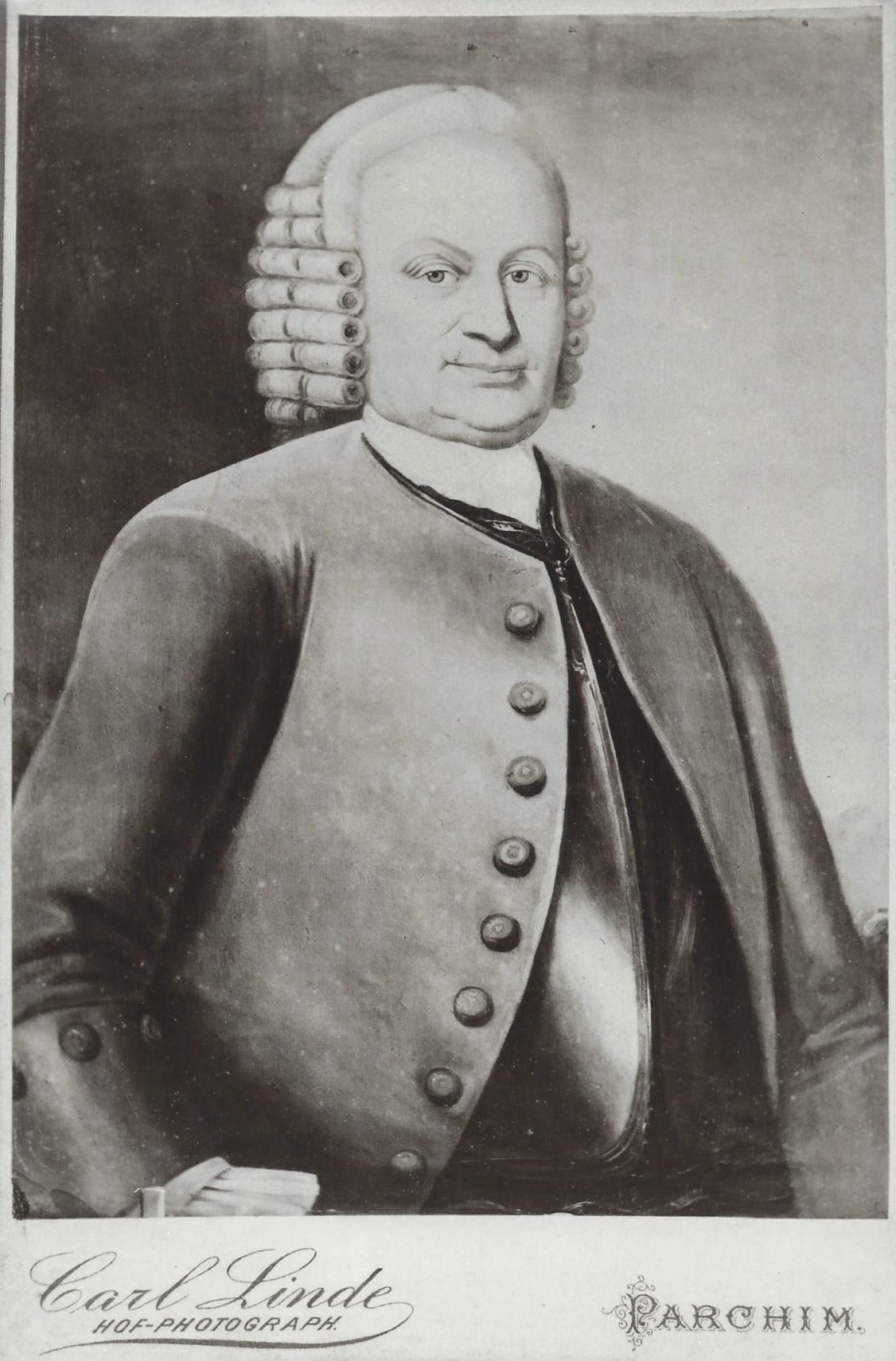
Provisor und Klosterhauptmann Jobst Hinrich von Bülow

- 1719 Claus Moller war Landreiter im Klosteramt. Maurer Walter war beim Abbruch drei alter Klosterhäuser dabei.[158] Gärtner Wittmann.
- 1720 Küchenmeister Johann Crull rechnet mit den Zimmerleuten und Maurer Walter ab, die die im Kloster die alten Zellen herunter gebrochen.[159]
- 1721 Hauptmann Jobst Hinrich von Bülow auf Woserin wurde Provisor.[160][161][162] Küchenmeister Georg Nicolaus Gutzmer war nur drei Jahre im Amt.[154]
- 1722 Dietrich Krummerfeld, der Sohn des Dorfkrüger widersprach Pastor Wilhelm Heerder auf der Kanzel.
- 1723 Johann Joachim Ledens war seit 1720 Braumeister.[163]
- 1724 Küchenmeister war die nächsten 22 Jahre Christian Gottlieb Crull.[154]
- 1726 Maurer Walter erhielt für die Ausmauerung und das Ausweißen der Clostergänge 23 Taler und 8 Groschen.[164] Amtsschreiber Jacob Giese. Notarius Gulowen und Amtsschreiber Jacob Giese.
- 1727 Krüger Krummerfeld war Gastwirt in Dobbertin mit Mietvertrag bis 1756. Amtsschreiber Johann Joachim Guhl.
- 1728 Glashüttenmeister Leutnant Christian Gundlach hatte bis 1740 die Glashütte Hohen Pritz am Kukuksee.[165]
- 1730 Der alte Bau-Knecht Lorentz hatte am 29. September seine Werkzeuge und Geräte an den neuen Bau-Knecht abgeliefert.[166]
- 1736 Amtsnotarius Johann Joachim Schröder war 22 Jahre im Amt,[167][168] als  Ältermann der Dobbertiner Schützengilde 1752 Schützenkönig und Organist in der Klosterkirche. Küster Johann Glei.
- 1737 Dorfschulze Johann Heinrich Gaetke, Klostersyndicus Christoph Andreas Schmidt, Bäcker Kanter, Schuster Schlien, Tischler Andressen und Pickers, Schneider Gleyn, Schmied Thürtz.
- 1738 Magister Carl Christian Behm wurde durch Wahlbetrug des Provisors Jobst Hinrich von Bülow auf Woserin zum Priester in Dobbertin gewählt.[169][170][171] Amtsschreiber beim Wahlbetrug zur Predigerwahl war Amtsnotario Johann Schröder, Müllermeister Christoph Seidel.
- 1739 Amtsschreiber David Christan Schmieteow.[172]
- 1742 Pastor Christian Hintzmann wurde als liebenswürdiger Prediger in sein Amt eingeführt.
- 1743 Paul Kasten war Zieglermeister in Lähwitz. Fischer Joachchim Friedrich Köpke und Ernst Wilhelm Siggelkow.
- 1744 Notarius Johann Gottlieb Queck blieb nur ein Jahr im Klosteramt.
- 1745 Maurermeister Finkenwirth, Zimmerermeister Matthias Sengebusch beim Brau- und Brennhaus, Müllermeister Christoph Seickls aus Dobbertin,[173] Zieglermeister Christoph Eichstaedt in Lähnwitz. Contract auf drei Jahre mit dem Brauer Jacob Cords im Brauhaus.[174]
- 1746 Henning Friedrich Graf von Bassewitz auf Prebberede[175] war von 1746 bis 1749 Dobbertiner Klosterhauptmann. Davor war er Kaiserlich Römisch-Deutscher sowie Russischer Geheimer Rat, Herzoglich Holstein-Gottorpscher Präsident des Geheimen Rates und Oberhofmeister. 1714 und 1724 war er in St. Petersburg beim Zaren Peter I. und 1725 bei der Zarin Katharina I.[176] Carl Dietrich von Thomstorff auf Rotspalk wurde durch Losentscheid Provisor.[177] Notarius Knöchel wurde durch Paul Schmidt zum Organist ausgebildet.[178] Uhrmacher Nicolaus Christian Voß aus Güstrow Aufsicht und Unterhaltung der Turmuhr. Amtsschreiber Wiechmann.
- 1747 Der Halb-Meister (Abdecker) Gottfried Christoph Bachmann erhielt bis 1751 eine freie Wohnung mit Garten, Pferd und ein Paar gute Handschuhe. Er hatte im ganzen Klosteramt bei Seuchen und Viehsterben das Abdecken von Horn-Vieh und Pferden vorzunehmen. Orgelbauer Paul Schmidt[179] aus Rostock. Frachtfahrer Bruhn führte den Transport der Orgel aus Rostock nach Dobbertin durch. Bildhauer Johann Andreas Klinkmann aus Schwerin. Maler Ezechiel Bromann hatte auf dem Fräulein-Chor Altar, Stühle und Wappen zu fertigen.[179] Drechsler Grünwald, Glaser Köhnke aus Goldberg für Bleiglasfenster. Tischler Hans Andreßen und Peter Pickers fertigten die Stühle, das Orgelgestell und die Adelslauben mit Türen. Zimmerermeister Seydell, Sägemänner Gustav Jacobs und Guhl Eichenholz zu Stämmen und Brettern für die Orgel.[179] Von 1747 bis 1760 war Erster Bürgermeister Hofrat Johann Gustav Storch aus Güstrow Syndicus im Klosteramtsgericht.[180][181] Engel Paschen Friese war 22 Jahre Küchenmeister.[182][183]
- 1748 erfolgte die Verleihung der ersten Schützenkette an die Dobbertiner Schützengilde durch den Klosterhauptmann Jobst Hinrich von Bülow auf Woserin.[184] Dorfschulze war Johann Heinrich Gätcke.
- 1749 am 12. November lieferte Kupferschmied Jacob Lankow aus Güstrow nach dem Kontrakt mit dem Provisor Jobst Hinrich von Bülow dem Kloster in 30 Wochen eine kupferne Sprütze und die Pfanne (Wasserbehälter) mit Lederschläuchen. Das war die erste Feuerspritze im Klosteramt Dobbertin.[185] Krüger Kummersfeldt. Johann Rohde war bis 1753 Schulmeister in Dobbertin.[186][187] Mietvertrag mit Johann Christoph Sadler für die Wohnung auf dem Pferdemarkt während der Besuche der Klosterdamen in Güstrow. Weber Baumann, Schneider Johann Peter Hermsen.

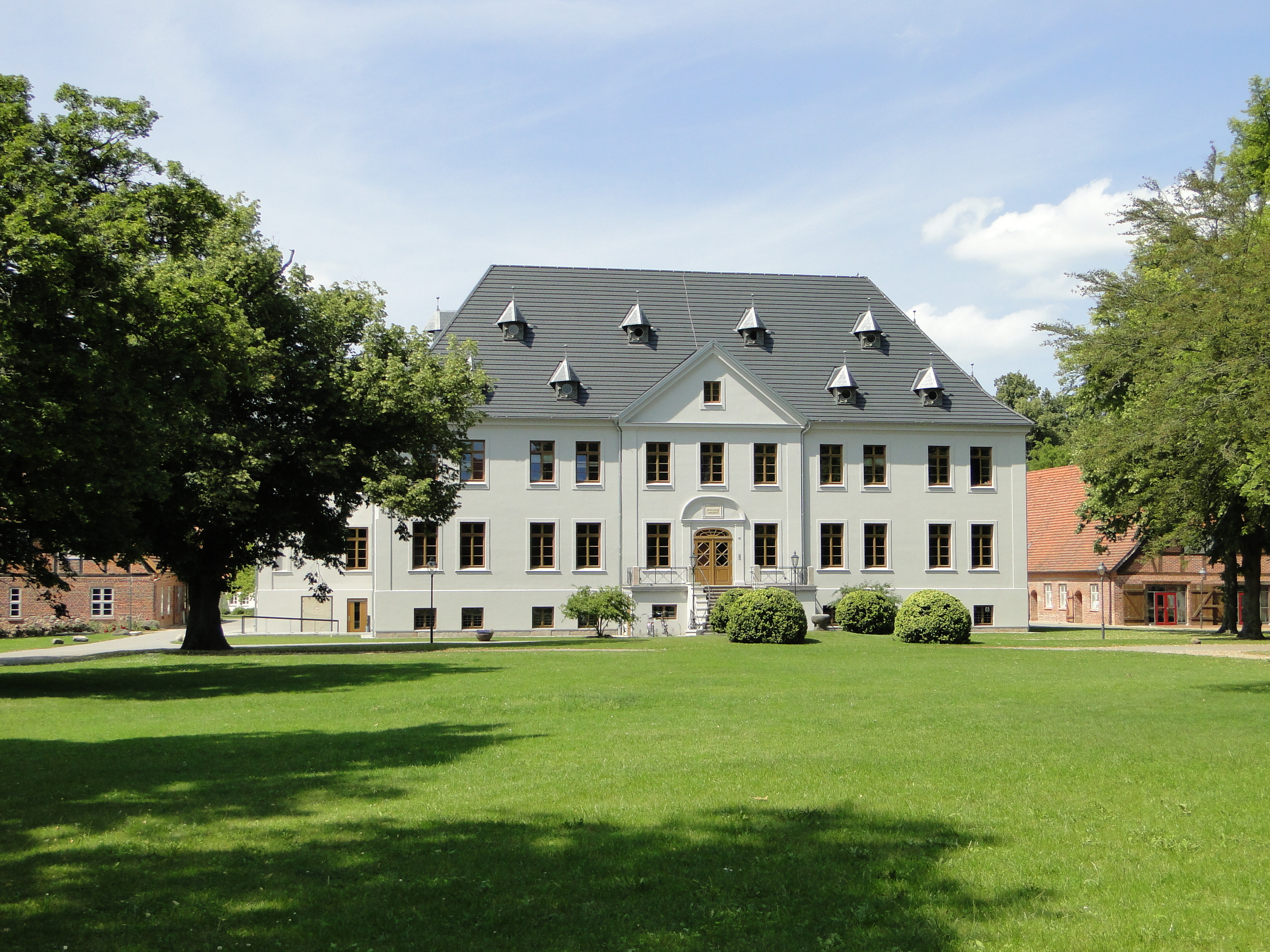
1751 - 1756 als Neues Amtshaus erbaute Klosterhauptmannshaus (2017)

- 1750 Johann Dietrich von der Osten zu Karstorf wurde Provisor.[188] Glashüttenmeister Jacob Caspar Müller war seit 1745 in Mühlenhof, danach Johann Christian Seitz, Besitzer der Glashütten war das Klosteramt Dobbertin. Beichtvater Christoph Kahlbom hatte 13 arme Leute im Dobbertiner Armenhaus zu betreuen.[189]
- 1751 Bauverwalter Johann Jörs, Bauknecht Jochen Possehl, Maurermeister Johann Finkenwirth, Maurergesell Jürgen Uhlmann, Zimmererbursche Jürgen Böttger, Glaser Könhke aus Goldberg, Töpfer Wahl aus Röbel, Klempner und Kannengießer Carstens aus Güstrow, Tischler Peter Pickers und Hans Andreßen aus Dobbertin, Zimmerermeister Gebbin und Seydel, Kleinschmied Johann Bedol, Grobschmied Caspar Turitz, Weber Christian Schult, Böttcher Jochen Hinrich Hins, Krüger Dietrich Kummerfelt, Landreiter Jacob Sülke als klostereigner Polizist.[190] Kleinschmied Christopher Schultz verübte Gewalttätigkeiten gegen Schlossergesellen Johann Joachim Henn. Förster Jochen Jacobsen aus Kläden. Paul Albrecht war aus dem Gefängnis ausgebrochen, nachdem er eine Mauer durchbrach. Amtsjäger Friedrich Zander, Nachtwächter Andreees Trilhosen, Schliesser Johann Schomacker, Kutscher Johann Ebergrün, Gärtner Andreas Brene, Diener Tobias Corin, Küchenmeister Paschen Engel Friese.
- 1752 Maurer Walter ...für geleistete Arbeit am hiesigen Armenhaus und die Unterhaltung der Klosterdörfer ... Zimmerermeister Jensen. Amtsnotarius Johann Joachim Schröder wurde Schützenkönig und war Organist in der Klosterkirche. Klosterhauptmann Jobst Hinrich von Bülow stiftete die silberne Königskette mit einem Schild, auf dem das Wappen der von Bülow, der Name des Schützenkönigs mit der Jahreszahl eingraviert waren.[191]
- 1753 Zieglermeister Johann Köpcke aus Lähnwitz und Wahler aus Mestlin, Amtsbäckermeister Johann Friedrich Boll. Artur Theodor Max Friedrich Engel wurde Amtsschreiber.[192]
- 1754 Kontrakt mit Zimmerermeister Ahrens Scheune für Ziegelei Lähnwitz und Zimmerermeister Grohnwaldt für neue Klädener Mühle. Mart-Musikant Pentz aus Parchim. Kleinschmied Christopher Schulz, Koch Joachim Hinrich Prangen.
- 1755 Nach Hauptregister Auf das Neue Amts-Haus im Kloster (heute Klosterhauptmannshaus) Maurer Walter, Stein-Hauer Wulff aus Wismar für Fundamente, behauene Quadersteine am Sockel und Treppen-Steinen, Maurermeister Finkenwirth, Zimmerermeister Grebbin und Jansen, Säger Plükhahn, Soltwedel und Sehrran lieferten zugeschnittene Dielenbretter, Tischler Andres fertigte die Haustür, Töpfer Wahl, Grobschmied Turitz, Schlosser Bremer aus Teterow, Malermeister Bromann aus Rostock. Am 8. Juli 1755 Juli hatte Töpfermeister Christian Martin Ettling aus Güstrow zweimal im Jahr alle im Kloster befindliche Ofens, sowohl die Eisernen alle Kachell-Ofens, im gleichen die Ofens im Amts-Küchenmeisters, Amt Schreibers. Bau Verwalters, Pastoren, Organisten, Pastoren Wittwen und Armen Hauses zu reinigen.[193] Schornsteinfeger Jacob Rehwoldt aus Schwerin und Güstrower Uhrmacher Nicolaus Christian Voß fertigte die die große Amtsuhr und die kleineren in den Amtsstuben.[194] Das Neue Mühlen Hauß errichteten Säger Hinrich Soltwedel, Rüthall, Eickholtz, Johann Fründt und Consorten, Maurer Finckenwirth, Schmied Podolff, Tischler Andres, Zimmerer Grebbin. 1755 Oktober 29, übernahm der Schornsteinfegermeister Jacob Rehwoldt aus Schwerin die Reinigung sämtlicher Schornsteine im Kloster und auf dem Amte, imgleichen des Korn-Verwalter und Mühlen-Hauses, auch die Wohnungen vor dem Amte, der beyden Armen Häuser, des Prediger, Prediger Witwen, Organisten und Küster Hauses. Braumeister und Krugpächter war Friedrich Christian van der Wall, Amtsbäckermeister war Johann Friedrich Boll.
- 1757 Oelgard Anna Ilsabe von Krusen aus Bredenfelde war 35 Jahre Domina im Damenstift und wurde 91 Jahre alt.[195] Maurermeister Fickenwirth aus Dobbertin, Säger und Holz-Hauer und Mühlen-Bauer Johann Timmermann aus Dobbertin, Herr Hahn aus Wismar für angelieferten Terrazzo, Zieglermeister Wahler aus Mestlin, Zieglermeister Köppen zu Lähwitz. Kupfer-Schmied Jacob Lanckow aus Güstrow für Feuerspritze. Amtssecretarius Haase hatte beim Einzug in das Neue-Ambts-Hauß die transportablen Schränke mit dem Dobbertinschen Ambts-Archiv im guten Zimmer in gehörige Ordnung zu setzen.[196] Amtsschreiber und Ältermann der Schützengilde Johann Schröder. Der Bauverwalter ist abgegangen, einen Kornschreiber gab es nicht und der jetzige Amtsschreiber war nicht im Stande, den Funktionen vorzustehen. Dem Dorfschulzen zu Dobbertin seien künftig keine Vergütung mehr zu zahlen, um den Pastor in die Kirche zu fahren.[197]
- 1758 Bauverwalter am Klosterbauhof abgegangen (verstorben), Maurermeister Finkenwirth aus Dobbertin wurde eingesetzt. Amtsschreiber Johann Georgius Mühlenbruch.
- 1759 Nach Hauptregister am Neuen Amts-Korn-Haus im Kloster (heute Technikgebäude) Säger Johann Fründt, Zimmerermeister Grebbin, Maurermeister Lohnberg, Töpfer Fritsche, Kleinschmied Rodloff, Krüger Wiencken war Gastwirt in Dobbertin.

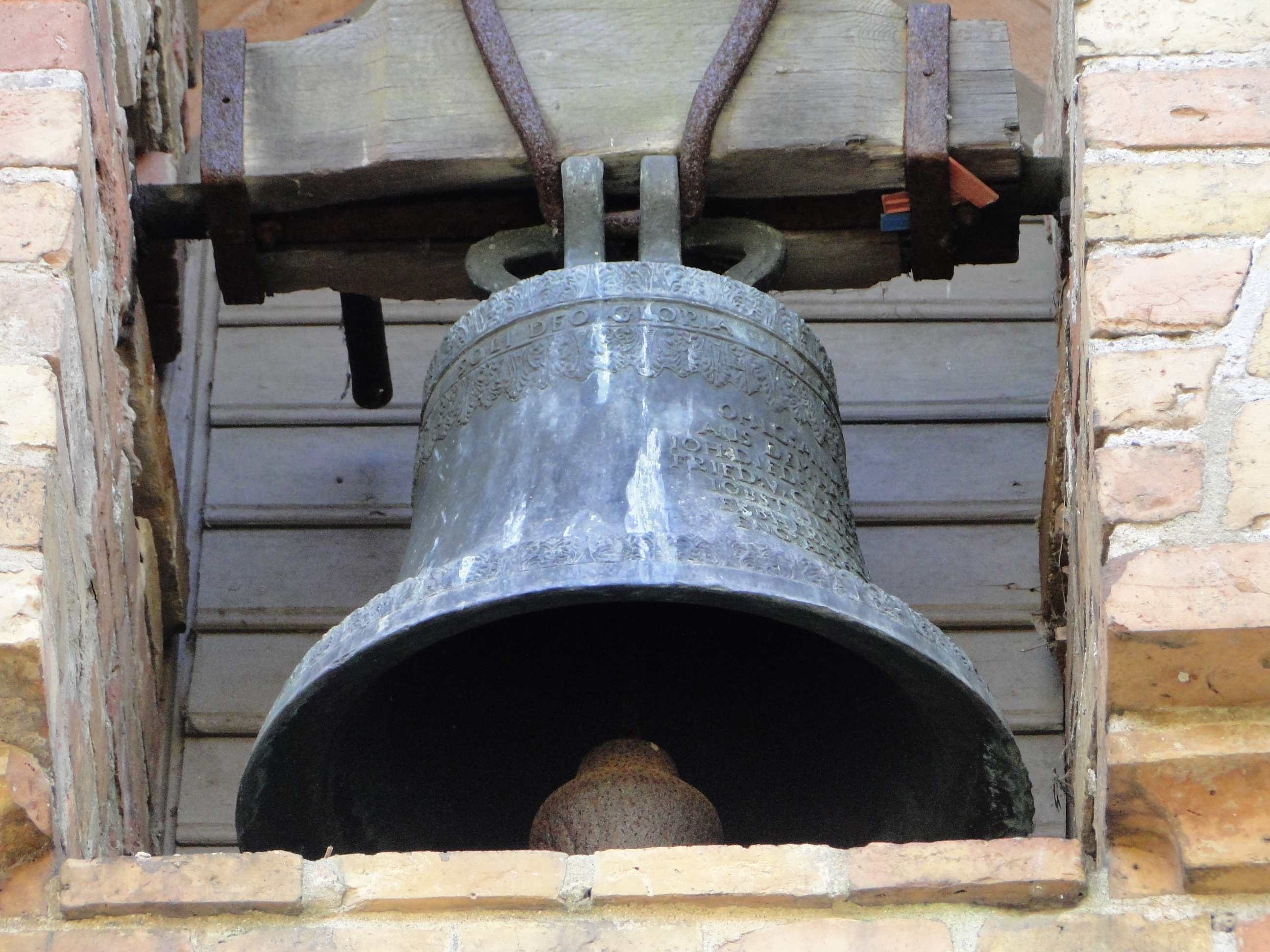
Älteste noch vorhandene Bronzeglocke von 1760 der Klosterkirche (2011)

- 1760 Am 25. Juli wurden Heinrich Fründt und Joachim Karl Krüger als Landreiter vereidigt.[198] Maurermeister Hamann, Schlossergeselle Johann Joachim Schwenn, Webergeselle Johann Daniel Milhan. Glockengießer Schulz aus Rostock goss die älteste noch erhaltene Bronzeglocke der Klosterkirche, die heute am Giebel der Friedhofskapelle zu Dobbin hängt.[199]
- 1761 Polnischer und Sächsischer Hauptmann August Friedrich von Stralendorff auf Gamehl wurde Provisor.[200][201]
- 1762 Johann Dietrich von der Osten auf Karstorf wurde als Klosterhauptmann 1768 wegen betrügerischen Konkurs steckbrieflich gesucht und saß bis 1773 in der Festung Dömitz.[202][203] Johann Peter Zander war als Hof- und Landgerichtsrat zu Güstrow im Klosteramt und Klosteramtsgericht Dobbertin als Syndicus, ein selbstständiger Rechtsbeistand, tätig.[204] Am 18. Dezember übernahm Maurermeister Friedrich Sasse aus Plau für den nach Güstrow gezogenen Maurermeister Lonberg das Verstreichen und Weißen sämtlicher Häuser der Konventualinnen.
- 1763 Michael Preuße ist mit 33 Jahren der Müller in Dobbertin. Webergeselle Johann Daniel Milhan vom Schulzen Johann Gätcke vor brutaler Werbung für die preußische Armee geschützt.[205] Notarius Christian Schwovig aus Güstrow.
- 1764 Schlosser Diederich Podolff, Schmiedemeister Sigmund Gastmeyer, Landreiter Andreas Ladwig, Schütze Joachim Löwe vom Forstamt, Bartholomeus Lembke war Fischer und Jakob Sternberg Bauer in Dobbertin.

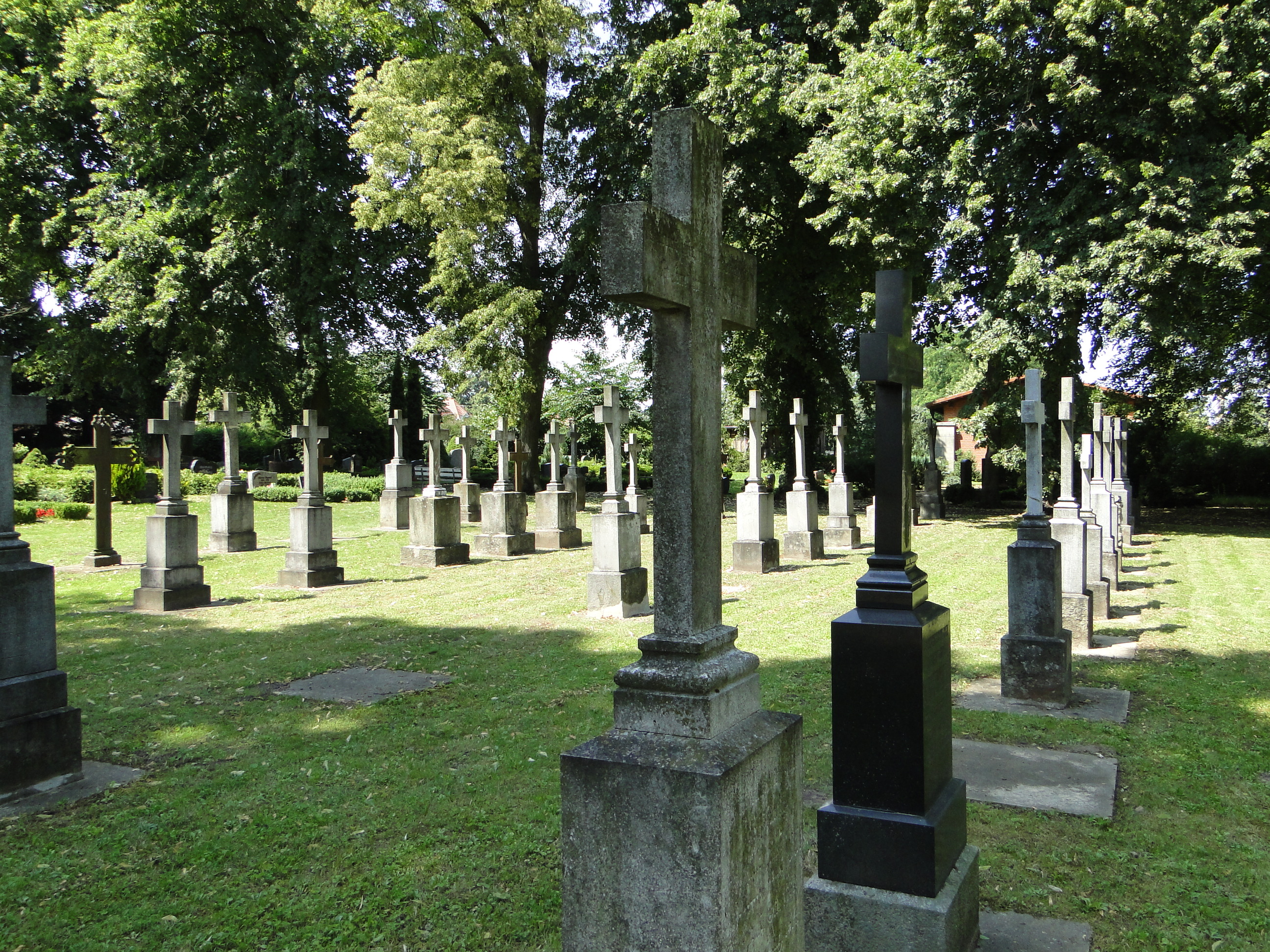
Grabkreuze der Konventualinnen (2017)

- 1765 Am 28. September versprach Zimmerermeister und Pumpenmeister Johann Petrie aus Neukalen bey freyen Unterhalt und Nachtlager die drei Pumpen alle halben Jahre im guten Zustand zu halten. Die neue Friedhofsanlage, der Klosterfriedhof wurde am Weg zum Kloster geweiht.
- 1766 Braumeister Joachim Andreas Lehsten übergab nach Inventarium vom 30. August 1766 die Geschäfte an Herrn Sasstaedt und Brauer Matthias Malchow, Amtsschreiber Johann Georgius Mühlenbruch, Actuar Johann Joachim Schröder, Schlachtermeister Christian Koch, Schuster Gutschmidt. Conrad Jacobs zu Güstrow vermietete dem Klosteramt Zimmer in Güstrow.
- 1767 polnischer und sächsischer Hauptmann August Friedrich von Stralendorff auf Gamehl wurde Klosterhauptmann.[206][207] Amtsschreiber Albrecht Johann Carl Casimir Voigt.
- 1768 Kammerjunker Hans Friedrich Christian von Krakevitz auf Briggow wurde Provisor.[208][209] Der während seiner Amtszeit verschuldete Klosterhauptmann Dietrich von der Osten wurde wegen betrügerischen Konkurses steckbrieflich in ganz Mecklenburg gesucht.[210][211]
- 1770 Franz von See als Feldvermesser den Plan von Mestlin nebst Ruest. Handgreiflichkeiten mit dem Dobbertiner Gastwirt Pester wegen verweigertem Gastrecht gegenüber dem jüdischen Händler Mosis Euron.[212]
- 1772 Ofenmeister Georg Malm aus Schwerin, Uhrmacher Nicolaus Christian Voß aus Güstrow, Zimmerermeister Sydow aus Güstrow. Amtsjäger Wilhelms. Notarius Johann Heinrich Böhme.
- 1773 Zieglermeister Bernhard Christoph Eichstedt aus Lähnwitz unterzeichnete den Kontrakt mit dem Klosteramt, Uhrmacher Samuel Hoffer aus Sternberg. Förster und Gastwirt Rudolf Jacobsen aus Kläden, Bäcker Boll aus Dobbertin, aus dem Goldberger Stadtgefängnis entwichene Schneider Guthmei, Chirurg Liefers und Weber Jacob Jantzen aus Goldberg, Syndicus Johann Peter Zander aus Güstrow, Klosterhauptmann August Friedrich von Strahlendorff.[213] Dorfschulze Johann Duncker war auch Organist.
- 1774 Hauptmann Adam Phillip Mathias von Flotow auf Reetz wurde Provisor.[168] Am 13. Mai ist ...der Bauknecht auf dem Klosterbauhof eingegangen (verstorben). Uhrmacher Samuel Hoffer aus Sternberg für die Aufsicht und Unterhaltung der großen Turm-Uhr. Ziegelmeister Bernhard Christoph Eichstedt aus Lähnwitz.
- 1775 Landrat Kammerjunker Adolph Friedrich von Raven auf Golchen wurde Provisor.[168] Schornsteinfeger Schleichert aus Bützow, Schlachter Koch pachtet für ein Jahr den halben Amtsgarten.[214] Brauer Martin Haldrow.
- 1776 Maurermeister Friedrich Gäsge und Zimmerermeister Johann Heinrich Grebbien aus Dobbertin machten einen Kostenanschlag für die baufällige Kirche zu Woserin.[215] Töpfer-Meister Christian Martin Ettling aus Güstrow.[216] Amtsschreiber Johann Adolph Weber. Zieglermeister Johann Ernst Eckstedt in Lähnwitz hatte noch bis 1811 einen Kontrakt mit dem Klosteramt. Brauer Martin Haldow, Maurermeister Hannemann. Schlachter Christian Koch, Schuster Guthschmidt, Schneiderin Podolff. Postillion Peters verunglückte mit seinen Pferde auf der Lohmer Brücke.
- 1777 Glasermeister Wendt und Glaser Neckermann, Maler Josef Holzbrügge, Stroh- und Rohr-Decker Nienkargen, Maurermeister Friedrich Sasse aus Plau. Amtsjäger Burmeister, Landreiter Fründt, Hausbote Carin, Fischer Nehls, Hirte Jacobs, Ochsenknecht Johann Koepke, Klosterbäcker Boll, Schmiedemeister Dietrich Gastmeyer mit Pachtkontrakt bis 1785, Mühlenpächter Johann Heinrich Grebbin mit Pachtkontrakt bis 1785[217] Kammerjäger Geertz. Uhrmacher Nicolaus Christian Voss aus Güstrow hatte die Aufsicht und Unterhaltung der großen Thurm-Uhr hieselbst und auch die beyden Stuben Uhren, bey der Frau Domina und im Amts-Hause.
- 1778 Gottfried Hartwig von Weltzien auf Benthen mit Tannenhof wurde Provisor.[218] Zimmerermeister Johann Heinrich Grebbin in Dobbertin. Amts Registrator und Actuarius Johann Joachim Schröder war auch Organist und Ältermann im Schützenverein, Maurermeister Hannemann, Tischlermeister Johann Ernst Fritzscher.
- 1779 Verleumdungsklage Tischlermeister Fritzscher gegen Maurermeister Sasse. Anzeige des Jägers Gundlach gegen den Teerschweler und Krüger Heinrich Mitteldorf wegen Aneignung gepfändeten Viehs.
- 1780 Klage Töpfermeister Graebe gegen Maurermeister Sasse wegen eines mutwillig zerbrochenen Maßstock.[219] Kontrakt über Ziegelei mit Ziegelmeister Johann Köppen aus Lexow.[220]
- 1781 Glashüttenmeister waren in Schwarzer Hof Christian Martin Brauer und Heinrich Grambow.[221]
- 1782 Von 1782 bis 1808 war Advocat und Procurator Enoch Zander als Hof- und Landgerichtsadvokat zu Güstrow Syndicus im Klosteramtsgericht zu Dobbertin.[222][223] Maurergeselle Zander, Tischlermeister Fritzscher, Johann Christian Hintz hatte Einbruch ins Kloster verübt. Verurteilung des Dienstmädchens Dorothea Christins Garling wegen Entlaufen aus dem Untertanenverhältnis.
- 1783 Mühlen- und Zimmerermeister Grebbin, Maurermeister Sasse,[224] Tischlergeselle Johann Christian Behr.
- 1784 Kammerjunker Hans Friedrich Christian von Krakewitz war bis 1790 Klosterhauptmann.[225][226] Maurermeister Moltzahn und Zimmerermeister Schliemann für Arbeiten im Kloster. Schornsteinfeger Schleichwert aus Bützow, Glase Köhn aus Goldberg, Töpfer Gräber aus Plau, Stroh- und Rohrdecker Kröger, Böttcher Möllendorff, Tischlermeister Schmidt, Glaser Uckermann. Klosterbäcker Podolph aus Dobbertin hatte den Klädener Forstwagen geklaut.
- 1785 Mühlenpächter Ernst Christian Bormann mit Pachtkontrakt bis 1794.[227] Chirurg Selle gestorben. Actuarius Jacob Heinrich Giesecke war als Amts-Registrator im Klosteramt noch als Organist in der Klosterkirche tätig,
- 1789 Zieglermeister Wurlich in Lähnwitz, Bäcker Podolff.

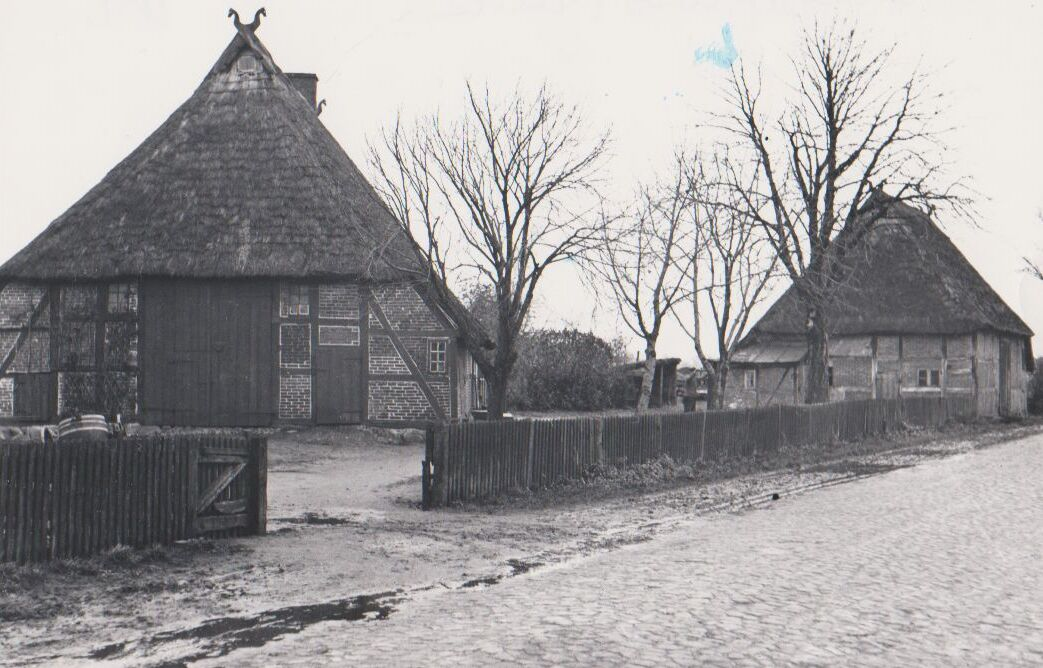
Älteste erhaltene Bauernhaus Mauck von 1787 mit Scheune(1938)

- 1790 Gottfried Hartwig von Weltzien auf Benthen wurde Klosterhauptmann. Grobschmied Sigmund Gastmeyer, Kleinschmiedemeister Brandt, Schmied Rohloff aus Goldberg, Tischlermeister Schmidt, Maurermeister Moltzahn, Zimmerermeister Schliemann. Post-Expediteur Rathschlag für Belieferung der Briefe zuständig.[228] Johann Christian Lierow war Gutspächter in Kleesten. Sandsteinobelisk auf dem Klosterfriedhof für den am 1. November 1790 verstorbenen Klosterhauptmann Hans Friedrich Christian von Krakewitz auf Briggow.[229][230] Gärtner Friedrich Jobst Jarmatz. Küchenmeister Carl Friedrich Friese, Actuar Jacob Heinrich Giesecke, Organist Schroeder.

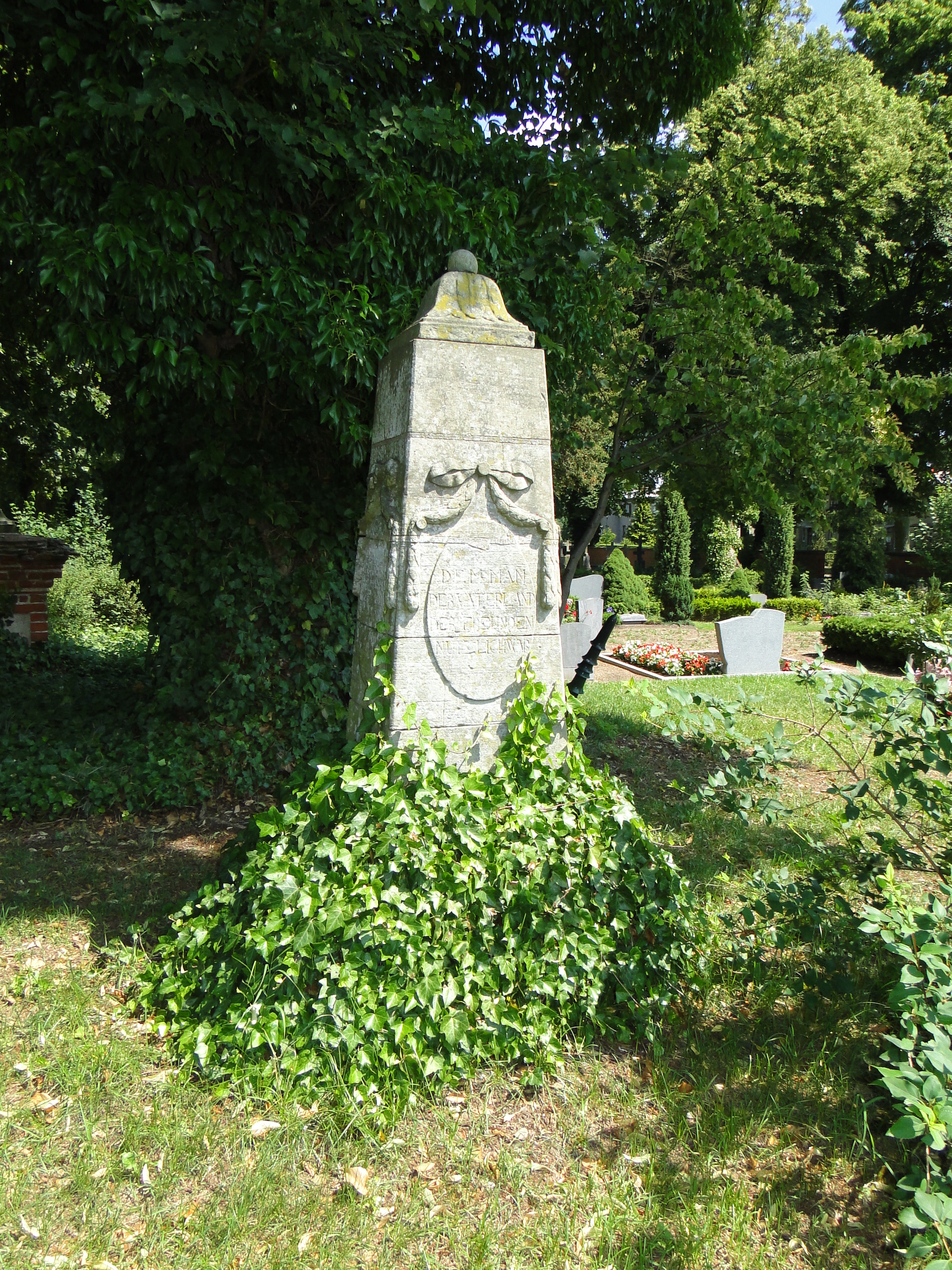
Sandsteinobelisk 1790 vom Klosterhauptmann von Krackewitz (2017)

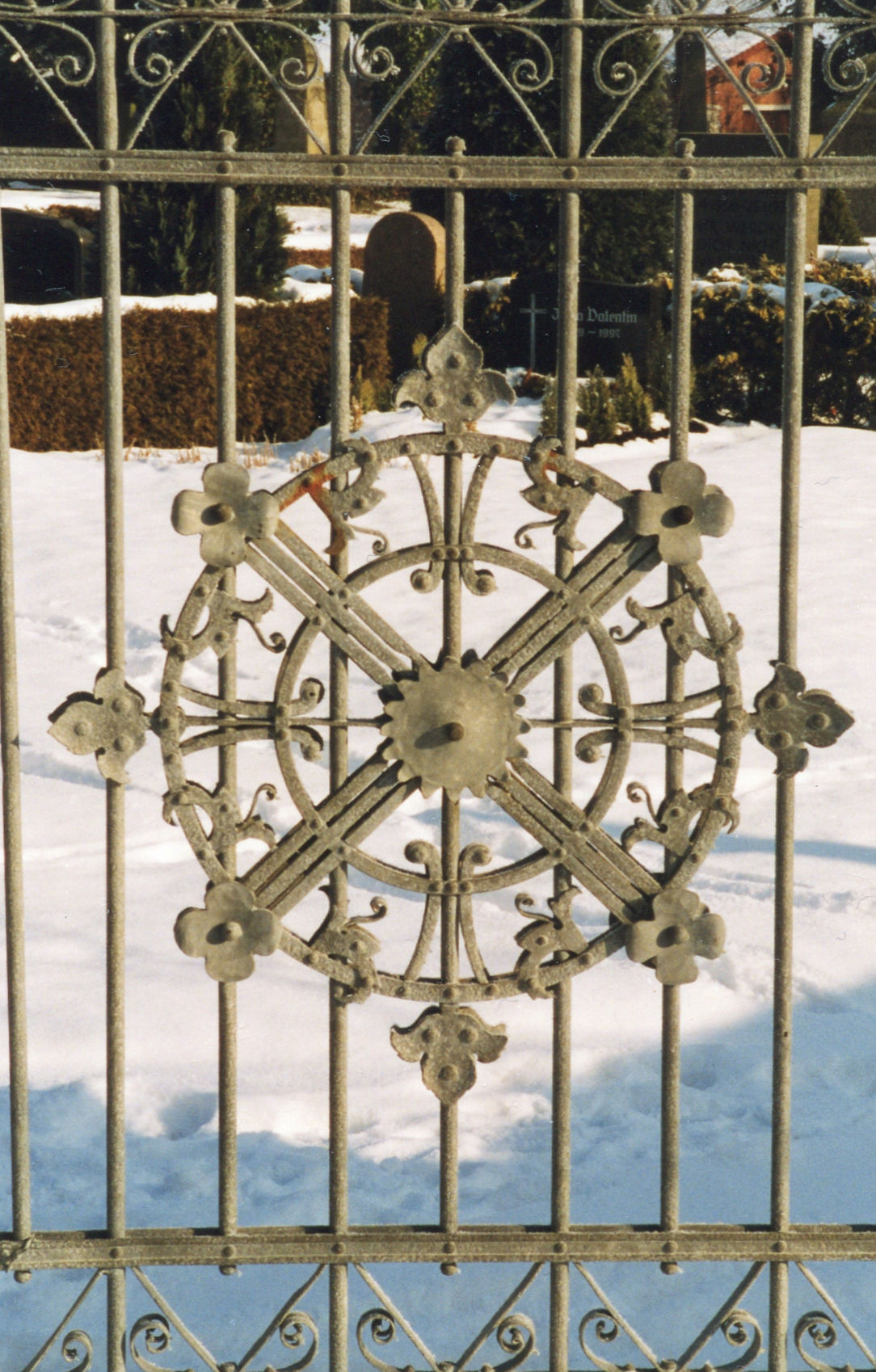
Schmiedearbeit am Eingangstor zum Klosterfriedhof (2011)

- 1791 Hauptmann Ferdinand Vollrath Friedrich von Meerheimb auf Reinstorff war Provisor.[168] Prozess gegen Maurerlehrling Heinrich Möller wegen Beihilfe zur Entweichung aus der Leibeigenschaft.[231] Mühlenmeister war Bormann, Drechsler Johann Heinrich Adolph Reusch, Holzdiebstahl durch Knecht Johann Dietrich Eickelberg. Am 14. August 1791 verstarb der Dorfschulze und Kirchenvorsteher Carl Friedrich Gätcke.[232] Amtsfischer Johann Joachim Köbek.
- 1792 Zieglermeister Fritzlicher, Drechsler Johann Heinrich Adolph Ruesch, Schlachtergeselle Georg Christian Peters.
- 1793 Amtsschreiber Hansen gestorben.
- 1794 Maurermeister Johann Ludwig Fründt aus Goldberg, Tischlermeister Johann Ernst Fritsche, Mühlenpächter Jacob Bormann[233] Amtsschreiber Caspar Friedrich Böttcher.
- 1796 Hartwig Lierow ist Gutspächter in Spendin. Amtsjäger Haase, Mühlenmeister Bormann, Amtsaktuar Jacob Heinrich Gieseke war auch Organist.
- 1797 Orgelbauer Heinrich Schmidt in Dobbertin verstorben, Schustergeselle Johann Friedrich Buck.[234] Schustergeselle Johann Friedrich Buck, Teerschweler Heinrich Mitteldorff. Forstfrevel beim Förster Gundlach im Dobbertiner Holz.
- 1798 Witwe vom Maurermeister Moltzan heiratet Maurermeister Johann Lübcke. Mühlenmeister Bormann. Klage gegen den Holzwärter Kohlscharren.
- 1799 Landrat und Kammerherr Adam Otto von Vieregg auf Steinhausen war Provisor.[168]

### 19. Jahrhundert
- 1800 Die Aufziehung der Klosteruhr erfolgte durch den Koch Erich.[235] Küchenmeister war bis 1808 Friedrich Wilhelm Heinrich Mühlenbruch.[236] Notar Jacob Heinrich Gieseke war auch Organist.[237]
- 1801 Tätliche Vergreifung des Knechts Lutter am Landreiter Klebenow als klostereigener Polizist.[238] Amtsjäger Haase, Amtsbäcker Boll, Kutscher Johann Luckman, Landreiter Nicolaus Joachim Klevenow aus Dobbertin.
- 1802 der Koch Johann Christopher Erich des Erblandmarschalls und Klosterhauptmann Hartwig Friedrich August von Lützow ist im Alter von 60 Jahren am Nackenschlag gestorben.[239]
- 1803 Zimmerermeister Jochim Schliemann aus Dobbertin gestorben, Amtsbote Jarnatz, Kuhhirte Zülck, Müllermeister Bormann. Da der zweite Lehrer Popp aus Dobbertin ein Fahrrad hatte, musste er wegen Lehrermangels Nachmittags in Kläden unterrichten.[240]
- 1804 Zieglermeister Schatz aus Woserin in Mestlin, Zimmerermeister Plog, Dobbertiner Müller war Bormann, Schneidermeister Richter, Amts-Actuarius Jacob Heinrich Giesecke war auch Organist.
- 1805 Daniel Friedrich Bünger kam 1805 als Koch zum neuen Klosterhauptmann Rittmeister August Friedrich von Lowtzow[241] auf Klaber nach Dobbertin, sein Bruder Wilhelm Bünger war Gärtner im Klosteramt, Schmiedemeister Fritz Hagen, Bäckermeister Joachim Friedrich Bornemann. Schützenkönig wurde Schlachtermeister Putzbach aus Dobbertin mit Kronenschuss. Krugpächter Carl Christian Krüger.
- 1806 Tischlermeister Johann Ernst Fritsche aus Dobbertin 1811 gestorben. Mühlenmeister Carl Pingell mit Pachtkontrakt bis 1818.
- 1807 Auseinandersetzung zwischen dem Pastor Samuel Dietrich Hoppe und dem Küster Behrens über die Bestellung des Pfarrackers.[242]
- 1808 der Dobbertiner Gastwirt Krugpächter Carl Christian Krüger hatte Schulden bem Klosteramt. Johann Heinrich Gieske war mit 72 Jahren noch Organist. Kutscher Carl Lau, Amtsschreiber Carl Christian Krönicke.
- 1809 Hofrat A. G. Ehlers zu Bützow wurde auf dem Landtag am 3. November 1808 in Rostock als Syndicus im Klosteramtsgericht bestätigt.[223] Notar Johann Gottlieb Graupner kam aus Malchin.[243] Küchenmeister Johann Adolph Christoph Schlüter war nur ein Jahr im Klosteramt tätig.
- 1810 Gerichts- und Polizeidiener Joachim Friedrich Wichmann, Schmied Binock, Nachtwächter Wavratz, Maurergeselle Dietrich Gustav Heinrich Knaack. Küchenmeister Johann Christoff Ludwig war nur zwei Jahre im Klosteramt.
- 1811 Landrat Anton Christoph von Wickede auf Gorschendorff wurde zum Provisor gewählt, aber erst ein Jahr später in sein Amt eingeführt.[168] Pastor Samuel Dietrich Hoppe, Küster J. Behring. Chirurg Willgohs.
- 1812 Pastor Friedrich Heinrich Birkenstädt aus Granzin.[244] Küchenmeister Gustav Hartwig Schulze aus Zierstorf.
- 1813 Krugpächter Krüger aus Dobbertin, Landreiter Joachim Carl Krüger wurde vereidigt, Forstinspektor Wilhelm Otto Struwe, Amtsschreiber Johann Christoph Friedrich Behrns.
- 1814 Maurermeister Ludwig Fründt, Zimmerermeister Johann Heinrich Daniel Rönnfeldt aus Goldberg und Tagelöhner Joachim Biermann arbeiten in Kleesten. Rademacher Heinrich Ahrens.
- 1815 Bäckermeister Polthier.
- 1816 Amtsschreiber Möller.[245] Nach 40 Dienstjahren erhielt Schullehrer Behrens zusätzlich ein Gnadengehalt von 12 Scheffel Roggen.[246]
- 1817 Klosterarzt Julius Sponholz. Privatlehrerin Fräulein Junge hat sich verheiratet, daraufhin wurde ihr gekündigt. [26][247]
- 1818 Rittmeister Ferdinand von Raven auf Müsselmow und Holzendorf war bis 1830 Klosterhauptmann.[248] Sein zwei Meter hohes gusseisernes Grabkreuz steht auf dem Klosterfriedhof Dobbertin. Der Mühlenpächter Dettmann hatte bis 1824 einen Pachtkontrakt, danach Frau Dettmann bis 1830. Chirurg und Wundarzt Johann Christian Willgohs.[249]
- 1819 Dorfschulze Carl Gaetke,[250] Gerichtsdiener Friedrich Köhn, Amtsjäger Carl Pflughardt, Amtsregistrator Johann Behres, Maurermeister Johann Lübcke, Zimmerermeister Johann Owstin, Kuhhirte Dunker, Schulmeister Wilhelm Lachmeyer, Zieglermeister Johann Jochen Ernst Möller in Lähnwitz, Maurergeselle Eickelberg.
- 1820 Landrat Hans Dietrich von Blücher auf Sukow war 41 Jahre als Provisor im Klosteramt.[168] Otto Struve wurde Postmeister, war seit 1813 Forst-Inspektor im Klosterforstamt, Mühlenpächter Dettmann.
- 1821 Major Heinrich Franz von Barner auf Bülow und Klein Görnow war bis 1836 Provisor und wird auf der Erinnerungstafel in der Turmvorhalle der Klosterkirche genannt.[168]
- 1822 Geheime Hofrat und Bürgermeister zu Güstrow Carl Heinrich Christoph Trotsche war bis 1836 Syndicus und Amtsrichter in Dobbertin.[251][252][253] Bäckermeister Polthier.
- 1823 der 19-jährige Georg Adolph Demmler legte erste Entwürfe für den Bau eines neuen Glockenturmes an der Klosterkirche vor.[254]

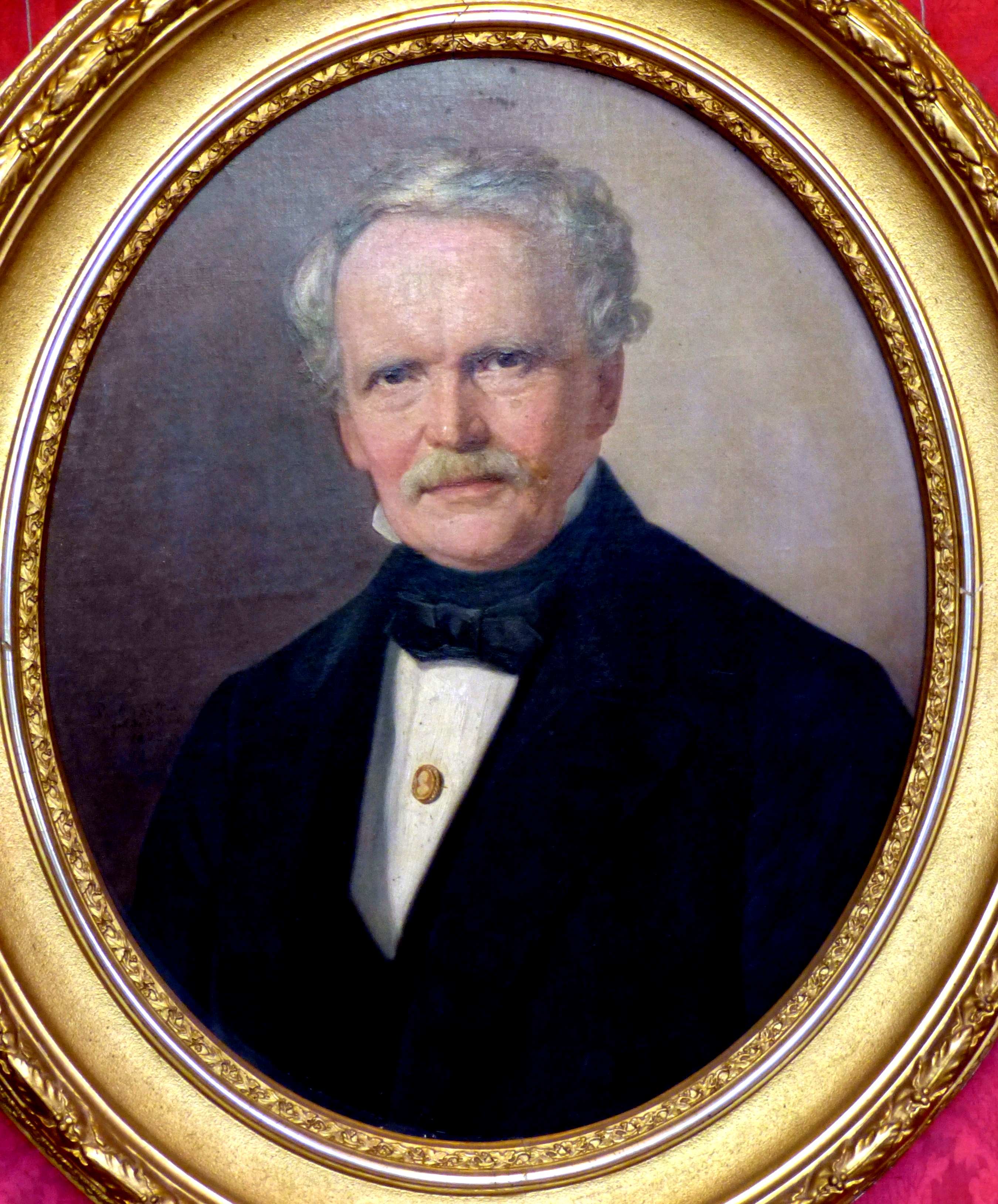
Georg Adolf Demmler 1873

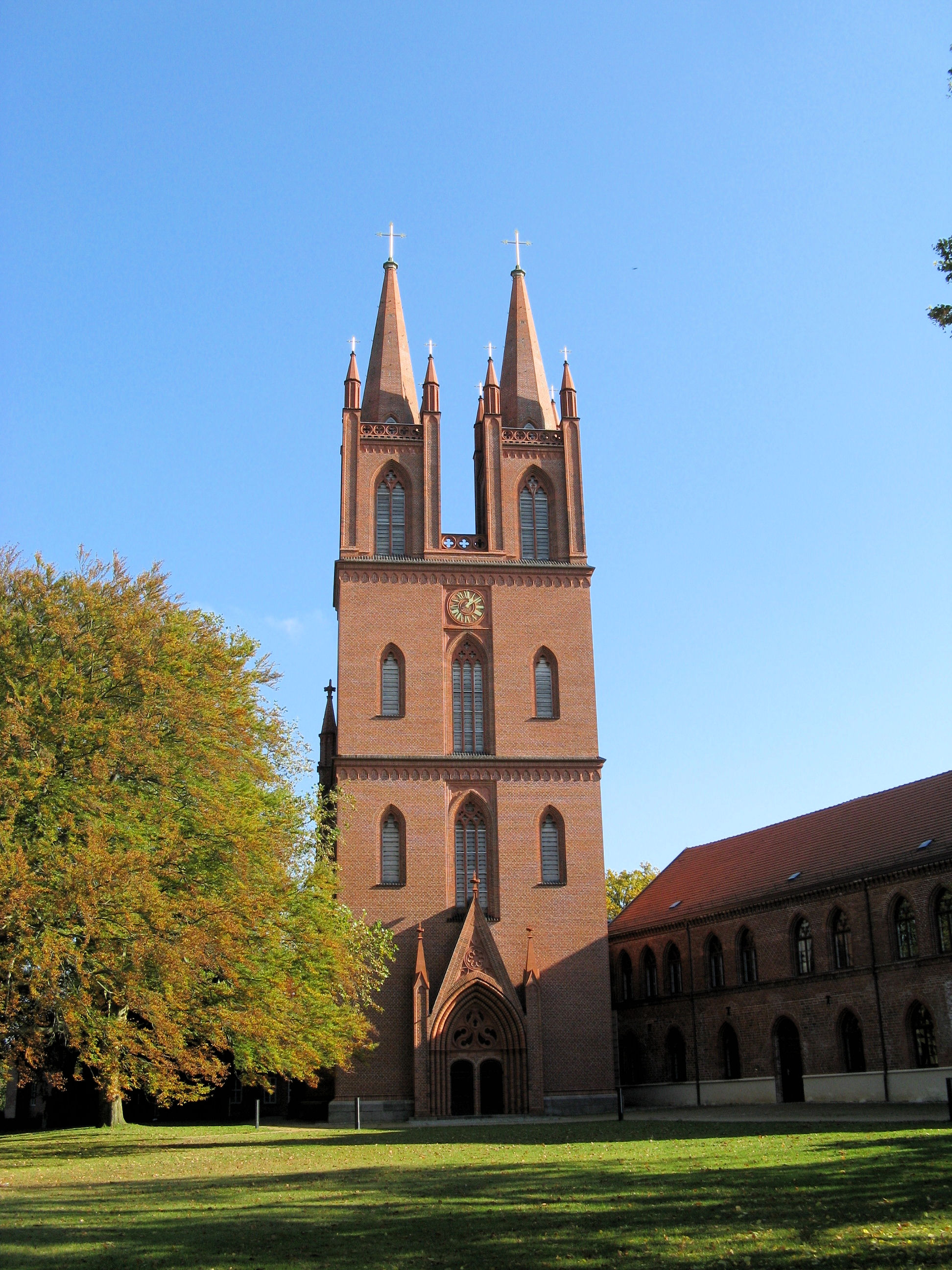
Klosterkirche mit Doppeltürmen (2009)

- 1825 Baumeister Georg Adolph Demmler erhält am 9. Februar den Auftrag zum Turmbau der Klosterkirche.[255] Amtsschreiber Otto Carl Christian Wiencke.
- 1826 Mühlenmeister Quade, Zimmerermeister Orstien.

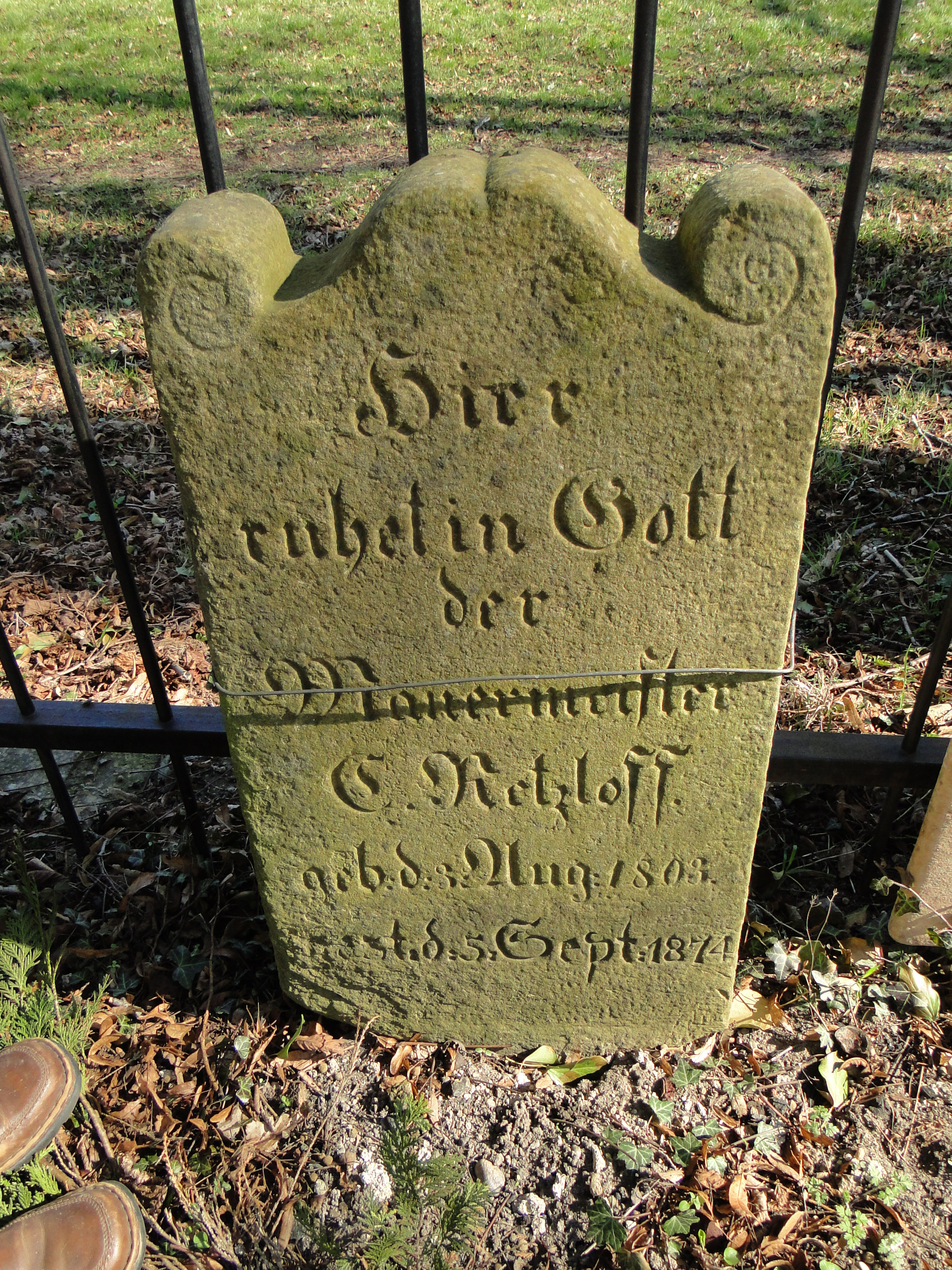
Grabplatte des Amtsmaurermeister Christian Retzloff, heute in der Turmvorhalle der Klosterkirche (2017)

- 1827 Schmiedemeister Carl Ludwig Maasch aus Dobbertin wurde ab Oktober 1827 Schulmeister in Darze. Hauslehre beim Klosterhauptmann Victor von Oertzen war cand. theol. Ernst Kurzhauer.[256]
- 1828 wurde der ehemalige Forst-Inspektor Amtsberg neuer Post-Expediteur.
- 1829 Dobbertiner Maurergeselle Christian Johann Friedrich Retzloff, der spätere Amtsmaurermeister, war mehrere Jahre in der Fremde gewesen. Er wurde durch den Regierungsbaukonducteur und späteren Schweriner Schlossbaumeister Georg Adolph Demmler als Polier für den Turmbau vorgeschlagen,[257] der 1837 vollendet wurde (Gedenkplatte in der Turmvorhalle).
- 1829 Maurermeister Blanck in Roetz, Sietow und Lexow.
- 1830 am 26. Juni trug Regierungsbauconducteur Demmler vor, dass für den Bau des Thurmes förderlich sein würde, wenn ein guter Polier angestellt, und ihm die Derection übergeben würde. Den Nutzen dieser Einrichtung ansehend, war der hiesige Maurergeselle Retzloff, der mehrere Jahre in der Fremde gewesen, etwas zeichnen kann, und Lust und Liebe zur Sache verrieth, hiezu angenommen, und der Maurer Meister Lübcke damit bekannt gemacht.[258] Maurermeister Wilhelm Lübcke, Maurergeselle Retzloff, Köhn und Eckelberg, Zimmerermeister Owstien, Tischler Petrow und Larisch, Schlosser Schulz, Brand und Krugmann, Böttcher Staack, Töpfer Ahrens, Rademacher Moltzan und Wolgst, Glaser Köhnke aus Goldberg, Hirte Dieckmann und Oldag.[259] Mühlenpächter Quade, Forstinspektor Carl von Amsberg bis 1836, vorher Postmeister im Klosteramt. Sein Sohn Julius von Amsberg war Jurist und bis 1904 Minister für auswärtige Angelegenheiten des Großherzoglichen Hauses. Schneidermeister Carl, Emil, Otto, Adolf Boy.

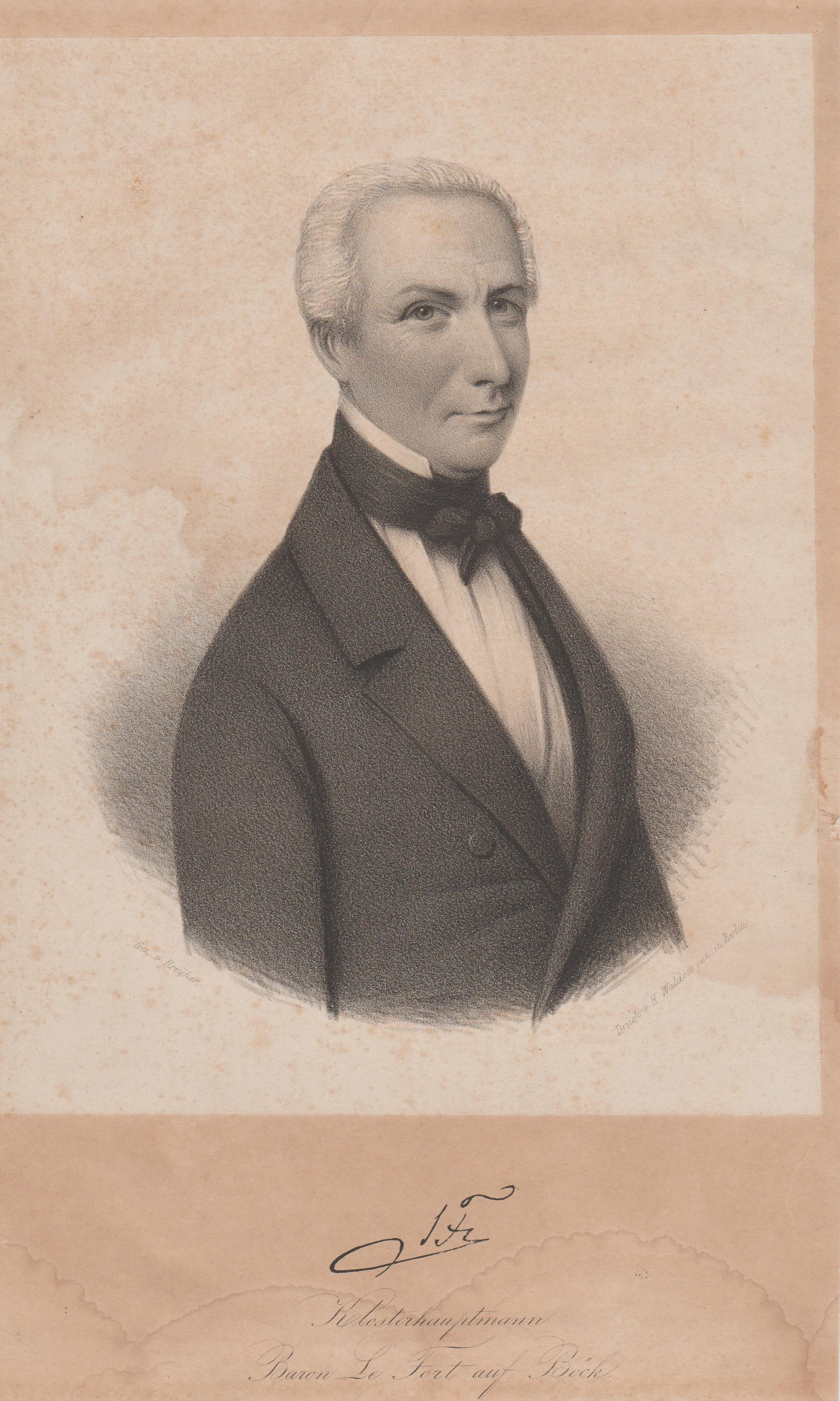
Lithografie von Carl Peter Johann von Le Fort, Klosterhauptmann

- 1831 Schmiedemeister Dietrich Daniel Sigmund Gastmeyer gestorben.
- 1832 Töpfer Fellbrick, Schmied Trense, Schlosser Brandt, Landvermesser Kammer-Ingenieur Heinrich Christian Stüdemann.
- 1833 Anstellung eines Bauschreibers.[260] In Dobbertin waren Maurer Retzloff, Tischler Larisch und Petrow, Schornsteinfeger Otto, Zimmerermeister Owstien, Nagelschmied Schau, Grobschmied Trense tätig. Arzt Ebeling verließ Dobbertin.
- 1834 durch Brand zum Jahresende verlor Weber Dancker sein Haus mit Werkstatt.[261]
- 1836 Als Handelsherr und Kaufmann in London und Amsterdam leitete Carl Peter Johann Baron von Le Fort auf Wendhof und Boek als Klosterhauptmann 18 Jahre lang die Amtsgeschäfte im Klosteramt.[262][263][264] Landbaumeister Gustav Wilhelm Voß war für die Ämter Goldberg und Plau zuständig. Kammeringenieur Heinrich Christoph Stüdemann zu Ruest. Mühlenpächter H. Quade mit Pachtkontrakt bis 1848. Klärung des Gesuch des Kochs Schack und seiner Familie auf Unterstützung, ob er eigentlich Diener des Klosteramtes oder der Klosterhauptmänner war.[265] Der Geheime Kanzleirat Carl Jacob Heinrich Burmeister zu Güstrow war 46 Jahre als Klostersyndicus im Klosteramtsgericht tätig.[266][267]
- 1837 Nach Fertigstellung der der Doppelturmanlage wurde dem Maurermeister vom Klosterbauhof Christian Johann Retzloff der Titel eines Amtsmaurermeisters verliehen.[268] Landrat Johann Jacob von Leers auf Schönfeld war Provisor.[168] Advocat Adolph Julius Heinrich Ludwig Seitz zu Güstrow war Klostersyndicus.[269] Amtsschreiber wurde Ludwig Lierow aus Spendin.
- 1838 Hedwig Elisabeth von Quitzow aus Severin (Domsühl) war 35 Jahre Domina im Damenstift und wurde 96 Jahre alt.[270] Post-Expediteur Adolph Levin. Pastor Christian Heinrich Mahn kam aus Rostock.[271]
- 1839 Der weitere äußere Umbau der Klosterkirche wurde nach Demmlers Plänen durch den Klosterhauptmann Carl Peter Baron von Le Fort auf Boek genehmigt.[272][273]
- 1840 Zieglermeister Reinhold aus Mestlin übernahm die Ziegelei in Lohmen. Hofgärtner und Gartenbaumeister Carl Schweer aus Ludwigslust legte Entwürfe für den neuen Klosterpark mit einem Rasentennisplatz im Groten Werder vor.[274]

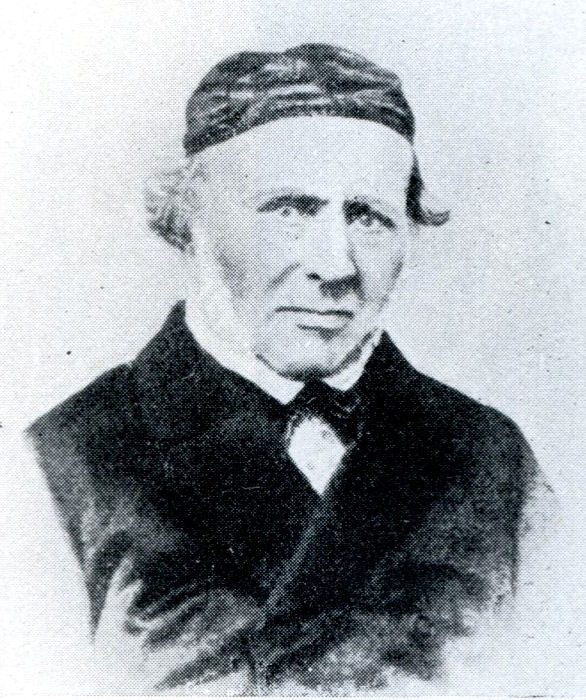
Klostersyndicus Hofrat Christian Engel 1850

- 1841 Gerichtsdiener Hoefke, Landreiter Krüger, Klosterbote Jarmatz, Amtsgärtner Bünger, Amtsbäcker Heuckendorf, Hirte Sternberg, Nachtwächter Köhnke, Amtsschreiber Ludwig Lierow, Küchenmeister Behrens.[275] Schlachtermeister Heinrich Christian Bernhard Putzbach. Geheime Hofrat und Bürgermeister Christian Engel in Röbel war Klostersyndicus in der Sandpropstei.[276][277]
- 1843 Georg Adolf Demmlers Honorar für den 1840 fertiggestellten Turm- und Kirchenbau wurde auf dem Landtag am 8. November 1843 genehmigt.[278] Küster Rose erhielt finanzielle Unterstützung für seinen Sohn auf dem Schullehrer–Seminar in Ludwigslust.[279]
- 1844 John Brinckman war nach seiner Rückkehr aus Amerika ab 5. November 1844 vier Jahre Hauslehrer beim Klosterhauptmann Carl Peter Johann Baron von Le Fort im Klosterhauptmannshaus für seine zwei Söhne.[280] Inschrift WK an der Westseite des Langhauses, Nordseite Kirchturm eingeritzt.[281]
- 1845 Vice-Landmarschall Johann Heinrich Carl von Behr auf Hindenberg war 20 Jahre Provisor. Sein Namensschild befindet sich im westlichen Kreuzganggewölbe.[282] Baumeister Heinrich Reincke war bis 1874 tätig. Küster Rose und Gerichtsdiener Hoefke hatten die Turmuhr aufzuziehen, Postmeister war bis 1884 Carl Johann Wiese, ab 1879 auch als Notar für das Klosteramt tätig. Schornsteinfeger Otto aus Bützow. Forstinspektor Adolph Levin, von 1833 Postmeister im Klosteramt, dort wegen Ungehorsam abgelöst.
- 1846 es wurde ein tüchtiger Techniker für verstorbenen Amtszimmerermeister gefordert.[223] Da Chirurgus Günther gestorben war, wurde ein Kontrakt mit Julius Sponholz als Kloster-Amtsarzt bis 1872 vereinbart.[283]
- 1847 statt eines Technikers wurde ein Zimmermann eingestellt.[284] Kontrakt mit Zimmerermeister Deyer aus Warin am 8. Juni 1847 bis 1852.[285] Gastwirt Sandberg, Müllermeister Quade, Klosterbäcker Heukendorf, Apotheker Bösefleisch, Amtschirurg Willgohs verstorben. Forstinspektor Levin wegen wiederholter Pflichtvergessenheit mit Hinweis auf eine Kündigung ernstlich verwarnt.[286]
- 1848 Maurermeister Retzloff, Maurer Köpcke, Eickelberg, Schulz und Ullerich, Zimmerermeister Dreyer, Zimmerer Owstien, Schlosser Brandt, Schmied Trense, Tischler Petrow, Glaser Köhnke, Schornsteinfeger Otto aus Bützow. Schullehrer und Kantor Johann Metelmann wanderte 1857 nach Amerika aus. Lehrer Friedrich Ullerich hieß in Dobbertin nur Aulerich, er hatte die angedachte Revolution einiger Tagelöhner mit seinen Läuschen beendet.[287] Klosterhauptmann Johann Carl Peter Baron von Le Fort setzte vom Klosteramt für den Schützenkönig ein Sonderpreis aus: Es solle ihm ein vierspänniger Wagen voll geworbenes Fuder Heu frei vor die Thüre gefahren werden. Neuer Klosteramtsarzt Julius Sponholz aus Goldberg.[288]
- 1849 ... dem Gustav Willgohs an landtagsmäßiger Unterstützung zur Erlangung der Bildhauerkunst in Berlin 58,16 Courant.[289] Zieglermeister Reinhold aus Lohmen, Müller aus Mestlin und Sievert aus Lexow, Ziegler Möller und Köpke aus Lähnwitz, Mühlenbauer Quade in Dobbertin, bis 1864 Forstinspektor Julius Garthe, danach von 1865 bis 1902 sein Sohn Theodor Garthe. Webermeister Dankert war Ältermann in der Schützengilde. Sandberg war Wirt vom Dorfkrug.
- 1850 Küchenmeister Friedrich Behrens war seit 1825 im Amt. Kammer-Ingenieur Stüdemann für die Regulierung (Vermessung) der Grenzen zu Ruest und Hohen Pritz, Ingenieur Zebuhr für die Vermessung der Mildenitz. Sattlermeister Eichbaum aus Goldberg bei Reparatur der Klosterkutsche, Gastwirt Sandberg verantwortlich für Klosterfuhren.

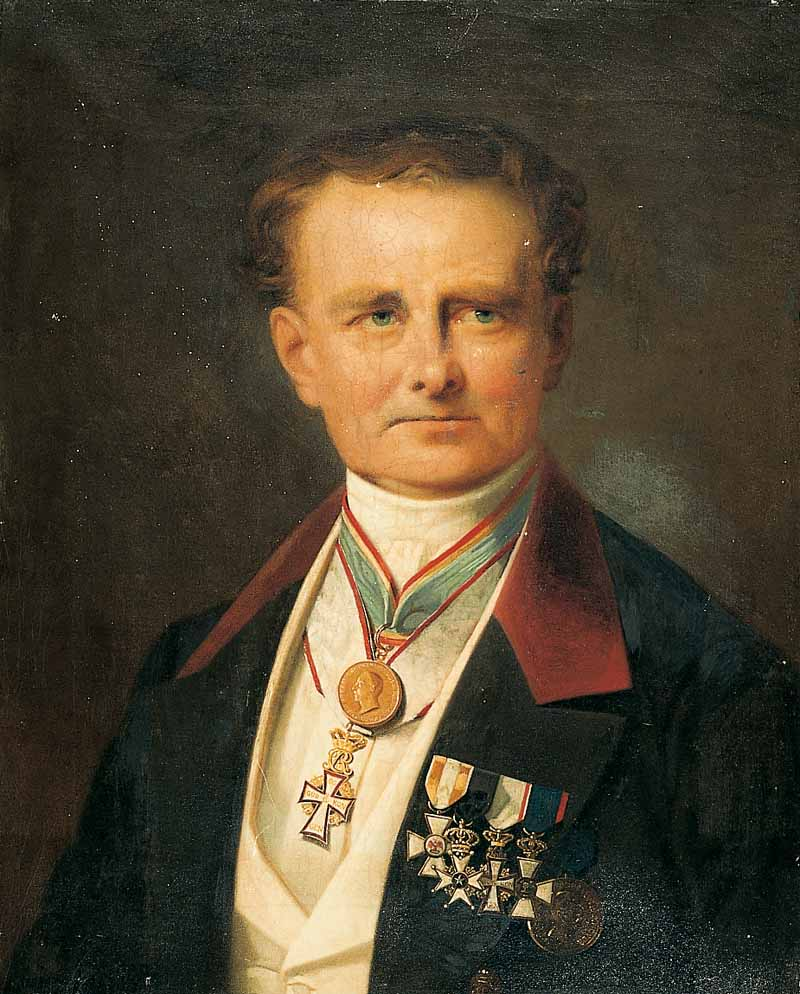
Georg Christian Friedrich Lisch 1865 mit Orden

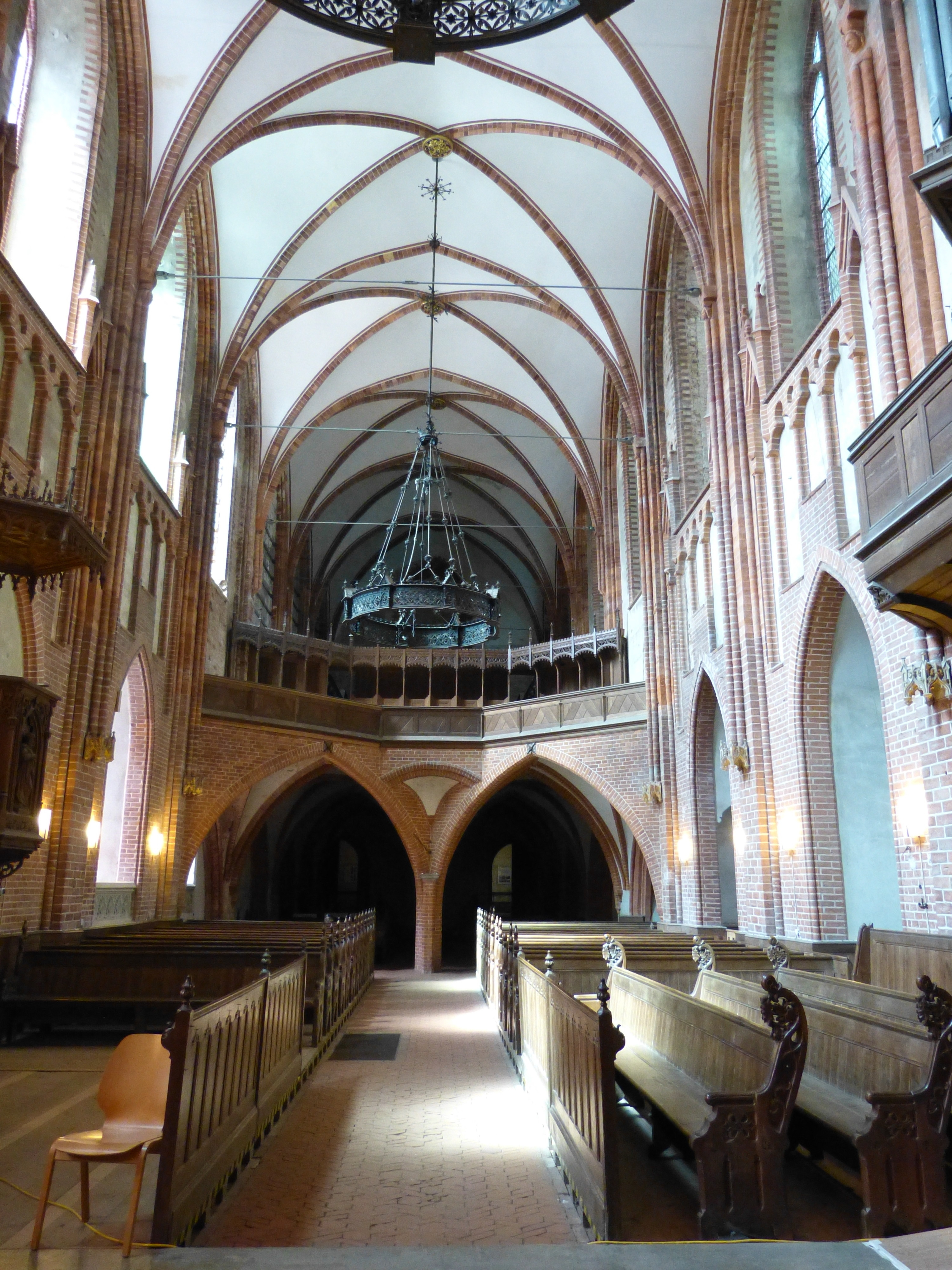
Blick zur Nonnenempore in der Klosterkirche (2014)

- 1851 Mühlenbauer Quade an Mühlenbauer Paetow aus Dobbertin, Pachtkontrakt bis 1857 mit aufgehobenen Mühlenzwang.[290] Entwurfszeichnung von Dreyer für den Neubau eines Post- und Predigerwitwenhaus. Lehrer und Küster Röse. Amtsjäger Wendland. Inschrift Mauerziegel an der Kirche mit 1851 P. UPLEGER: 51.
- 1852 Baumeister und Privatarchitekt Heinrich Thormann aus Wismar fertigte Entwürfe für das Posthaus in Dobbertin und für eine Scheune in Neuhof.[291] Kontrakt mit dem Archivrat Georg Christian Friedrich Lisch in Schwerin zur fachlichen Mitwirkung und restauratorischen Betreuung beim inneren Kirchenumbau in Dobbertin.[292] Zieglermeister Johann Joachim Friedrich Bartels auf der Lohmer Ziegelei. In Dobbertin tätig Maurer Retzlaff, Zimmerermeister Dreyer,[293] Schmied Thiede und Kliefoth, Glaser Köhnke, Schlossermeister Brandt, Töpfer Schulz, Maler Trenck, Tischler Larisch und Petrow. Zimmerermeister Johann Heinrich Daniel Rönnfeldt und Maurermeister Ludwig Fründt aus Goldberg in Woserin tätig. Müller Paetow. Thormann baute bis 1853 eine Scheune in Neuhof. Küchenmeister Johann Christoph Friedrich Behrens, auch Organist, 1852 ganz erblindet und wurde nach 37 Amtsjahren 1854 pensioniert.[294]
- 1853 Mit dem Baumeister Heinrich Thormann wurde ein Kontrakt für die innere Restauration der Klosterkirche abgeschlossen.[295] Organist Küchenmeister Behrens. Ahrendt war Lehrer, Organist und Küster. Gerichtsdiener Höfke zum Aufziehen der Turmuhr und stoßen der Glocke eingesetzt. Maurermeister Christian Retzloff, Tischler Petrow, Uhrmacher Ahrens aus Goldberg, Orgelbauer Sauers Kontrakt genehmigt.[296] Zum Umbau der hiesigen Mühle wurde der Mühlenbaumeister Dannenberg beauftragt. Neben Klosterprediger Mahn war Lehrer Arendt der erste Lehrer an der Dobbertiner Bildungsanstalt zur Ausbildung junger Leute zu Landschullehrern im Klosteramtsgebiet.[297]
- 1854 Julius Otto Freiherr von Maltzan auf Wartenberg und Penzlin wurde auf dem Landtag in Sternberg am 16. November 1853[298] zum neuen Klosterhauptmann gewählt und 1854 in sein Amt eingeführt. Er hatte besondere Verdienste und hohe Anerkennung beim inneren Kirschumbau bis 1857. Hofbaurat Theodor Krüger aus Schwerin wirkte bis 1857 am inneren Kirchenumbau mit Entwürfen zur Kanzel und dem Flügelaltar mit.[299][300] Amtsjäger Milhahn, Landreiter Buckow mit Reitpferd verunglückt.[301] Gerichtsdiener wurde Höfke.[302]
- 1855 Kontrakt mit dem Orgelbauer Ernst Sauer aus Friedland über die Lieferung und Aufstellung einer Orgel zu Ostern 1857 abgeschlossen.[303] 1855 Gustav Willgohs fertigte die Entwürfe für die vier Kanzelfiguren Moses, Jesaja, Paulus und Johannes in der Klosterkirche.[299][304] 1855 Gaston Lenthe Entwürfe zum Altarbild und dem mittleren Chorfenster in der Klosterkirche.[305][306] Pastor Martin Johann Carl Friedrich Pleßmann aus Ludwigslust.[307][308]
- 1856 Gustav (Adplphus Frederik) Willgohs fertigte die vier Evangelisten Matthäus, Markus, Lukas und Johannes auf den Stelen um Chor der Klosterkirche.[309] Consul W. Hermes aus Wismar lieferte die aus Wales gekommenen Schieferplatten für das Kirchendach.[310][311] Maurermeister Huth und Zimmerermeister Hustaedt aus Mirow, Pächterhaus in Gerdshagen durch Baumeister Rudeloff aus Güstrow.
- 1857 Amtsmaurermeister Christian Retzloff, Maurergesellen Köpcke, Eickelberg, Ullerich, Hamann, Schulz, Amtszimmerermeister Heinrich Dreyer, Schlosser Brandt, Schmied Hagen und Vetermark, Tischler Larisch und Petrow aus Dobbertin, Böttcher Stiegmann, Stellmacher Moltzan, Töpfer Schuldt, Maler Trenck, Glaser Köhnke aus Goldberg, Sattlermeister Ahrens aus Goldberg, Nagelschmied Beese aus Goldberg waren auch an der Kirche und dem Pfarr- und Küstergebäude in Kirch-Kogel tätig. Baumeister Civilingenieur Corlett aus Güstrow. Zieglermeister Goldberg zu Lohmen, Müller zu Mestlin und Bröcken zu Poppentin für Ziegel in Lexow. Schiffbaumeister Schoenemann aus Rostock baut ein Damenboot.[312] Am 11. Oktober 1857 fand die feierliche Wiedereinweihung der Klosterkirche statt.[313] Zur Kirchweihe spielte an der neuen Sauer-Orgel der Schweriner Staats-Telegraphist Johann Friedrich Wilhelm Burmeister.[314] 1857 konservatorische Aufarbeitung und Sicherung des spätmittelalterlichen gestickten Kaselkreuz von 1520 durch Friedrich Lisch. Rahmen und Aufspannung Tischler Christiansen, Glaser Alpenroth, Hofvergolder Freitag, Kaufmann A. Voss für Samt zur Unterlage.[315] 1857 der Schweriner Glas- und Porzellanmaler Ernst Gillmeister malte das mittlere Chorfenster mit Christi Himmelfahrt in der Klosterkirche.[298] 1859 Probleme mit dem Orgelbauer Sauer wegen mancherlei Mängel und neue, aber nicht bewährte Erfindungen. Orgelbaumeister Ladegast aus Weißenfels war als Revisor in der Klosterkirche zu Dobbertin.[316]
- 1858 Tischler Larisch erhielt für 18 gedrechselte Stangen zum Aufhängen der Wappenschilder verstorbener Konventualinnen und der Aufhängung 25,32 Courant ausgezahlt. Küster Ahrend war auch Organistin der Kirche und beim Schullehrer-Seminar. Pastor Friedrich Pleßmann leitete die Bildungsanstalt für klostereigene Landschullehrer.[317] Inschrift am Mauerziegel der Kirche E. EULERS 1878.
- 1859 Orgelrevisor und Organist Wangemann aus Loitz, Orgelbaumeister Ladegast Weissenfels, Actuarius Lierow.
- 1860 Baumeister Gottfried Wilhelm Rudeloff aus Güstrow Kostenanschlag für den Neubau eines Damenhauses auf zwei Etagen mit drei Wohnungen,[318] Schlachtermeister Andras Christian Putzbach, Amtsjäger Kaphengst, Amtsgärtner Pech, Forstinspektor Garthe. Torfmeister Biermann aus Dobbertin untersuchte Torfvorkommen. Krämer Bornemann. Reparatur des Amtsbootes durch Schiffs-Zimmermann Schroeder aus Wismar.

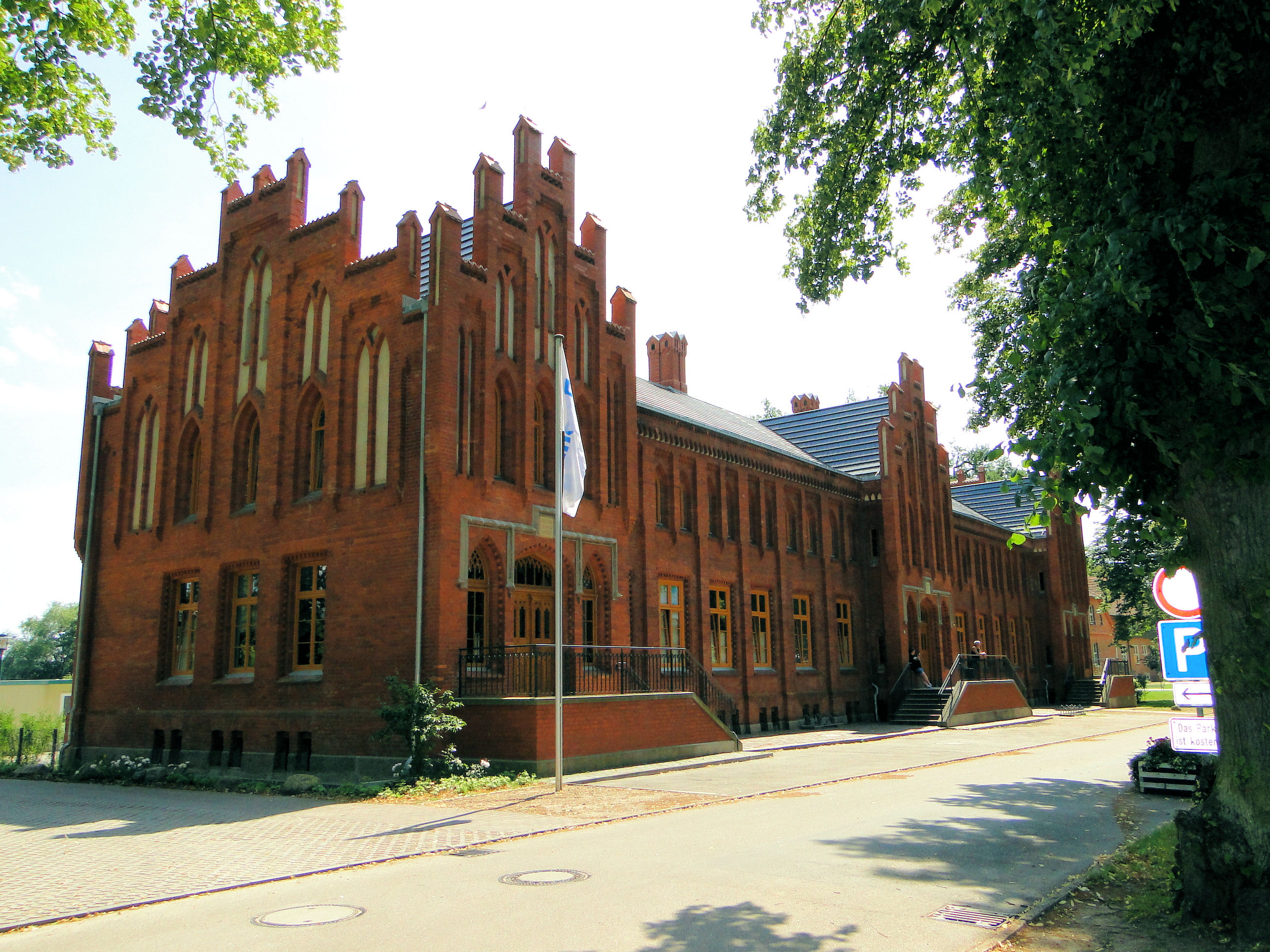
Damenhaus X. Nordseite (2017)

- 1861 Baumeister Gottfried Wilhelm Rudeloff aus Güstrow, Kostenanschlag für Neubau von drei Damenwohnungen an der Lindenstraße (heute Haus X.)[319] Baukondukteur Gustav Wilhelm Voss aus Schwerin, Wasserbaumeister Garthe aus Parchim, Amtsgärtner Pech, Großuhrmacher E. Rössner aus Berlin fertigte die Kirchturmuhr, Ingenieur Zehbur mit Baugrunduntersuchungen im Kloster, Straßenbaumeister Düffke aus Rostock, Juwelier Hampel in Berlin fertigte 20 Stiftsorden nebst Etui,[320] Hofvergolder Collignon aus Rostock restaurierte die alten Ölgemälde im Konventsaal bei der Domina Hedwig von Quitzow. Sattler Ahrens reparierte die Feuereimer aus Leder und die Spritzenschläuche und Kupferschmied Treu die Feuerspritze. Feuer in der Brennerei von Gastwirt Timm. Goldberger Schlachtermeister Koopmann nach einem längeren Plausch im Dobbertiner Dorfkrug auf der Rückfahrt mit seinem Pferdewagen polizeiwidrig durch das Kloster gejagt.[321] Syndicus Hofrat Burmeister aus Güstrow, Gerichtsdiener Höfke. Während der Sanierung des ehemaligen Pforthauses 1994 fand der Restaurator Andreas Baumgart am Gurtbogen hinter der Eingangstür eine Inschrift vom Malergesellen Hans Hönig vom 2. Oktober 1861.[322]

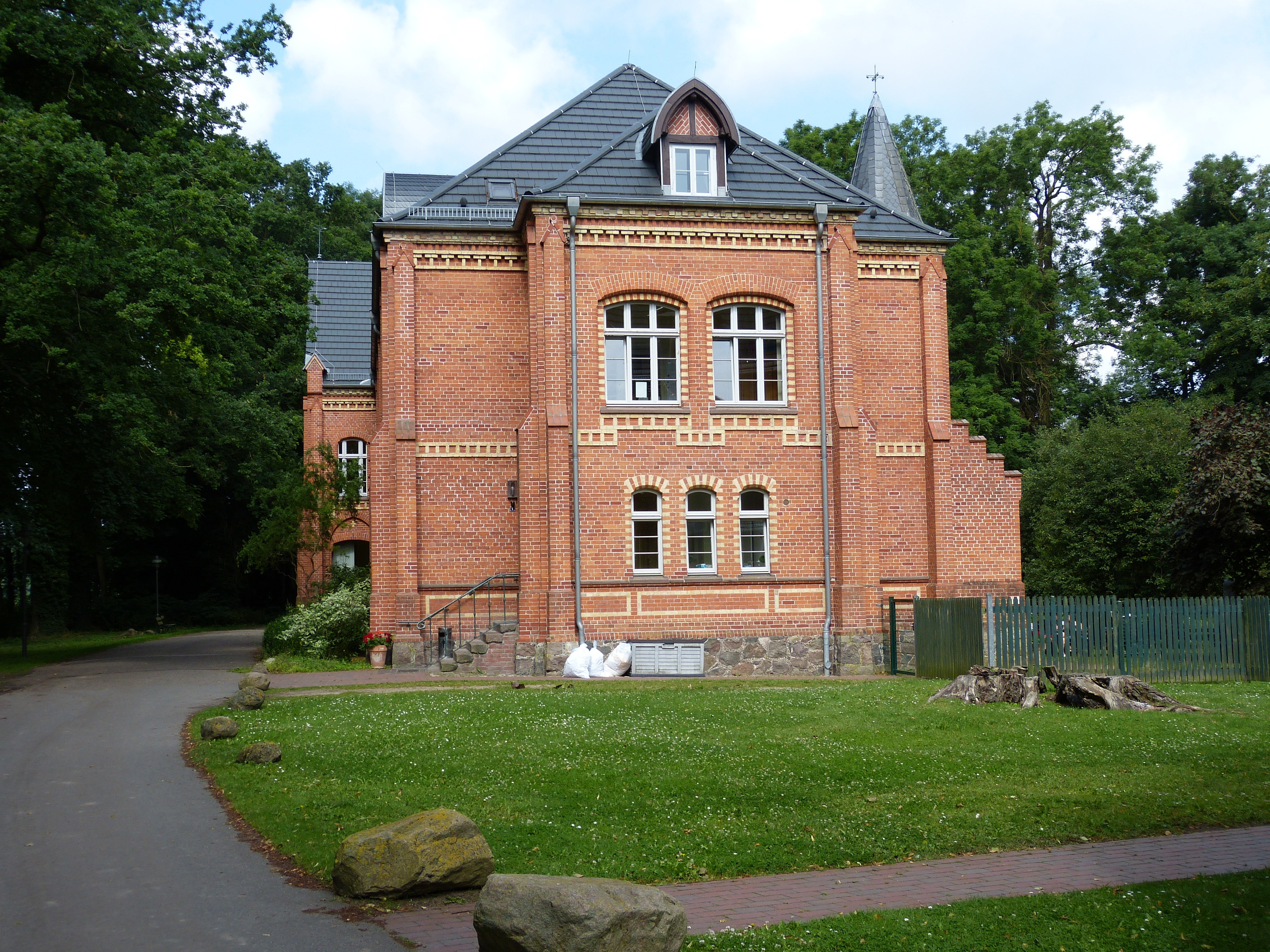
Damenhaus II. Ostgiebel (2017)

- 1862 Hofbaurat Baumeister Theodor Krüger aus Schwerin lieferte Anschlag und Risse für den Neubau von 2 Damenwohnungen auf 2 Etagen[323] (heute Haus II.) Bauunternehmer Kleinert aus Güstrow, Dachziegeldecker Klement aus Teterow, Kupferklempner Brandt aus Wismar für Reparaturen im Amtshaus, Ernst Brockelmann aus Güstrow lieferte gusseiserne Fenster. Neubau des Hauses mit drei Damenwohnungen auf zwei Etagen (heute Haus X.) wurde durch den Baumeister Rudeloff 1864 vollendet. Neben dem Dobbertiner Maurermeister Retzlaff und dem Zimmerermeister Dreyer mit Consorten waren am Bau noch die Tischlermeister Dieckmann und Hellmuth, der Schlossermeister Schwassmann, der Schieferdecker Klement aus Teterow und die Eisengießerei und Maschinenbauanstalt Heinrich Kaehler aus Güstrow beteiligt.[324][325] Timm war Pächter des Gasthofes zu Dobbertin. Historienmaler Gustav Stever erhielt den Auftrag für Entwürfe zur Predella des Altars und des vier seitlichen Chorfenster in der Klosterkirche,[326] die 1864 vollendet wurden.[327] Archivrat Lisch aus Schwerin ließ alte Klostersiegel in Holzschnitt fertigen, die im Mecklenburgischen Urkundenbuch abgedruckt wurden.[328] Grabungen an der Mildenitz zur Trockenlegung der versumpften Dobbertiner und Klädener Wiesen durch Bauunternehmen Kleinert aus Güstrow und Wasserbaumeister Garthe aus Parchim.[329] Tischlergeselle Carl Johann Heinrich Möller auf Wanderschaft.[330] Landrat Josias Helmuth Albrecht von Plüskow auf Kowalz war 28 Jahre Provisor und 50 Jahre Mitglied der Ritterschaft.[168]
- 1863 Ernst Gillmeister erhielt den Auftrag zur Ausführung der vier seitlichen Chorfenster mit Petrus und Paul, Augustinus und Luther in der Klosterkirche, die bis 1866 hergestellt wurden.[331] Klosterhauptmann Julius Freiherr von Maltzan mit Baumeister Rudeloff aus Güstrow, dem Dobbertiner Amtsmaurermeister Retzloff und dem Amtszimmerermeister Dreyer in den Kirchen Mestlin, Ruest, Lohmen und Kirch Kogel zur Revision. Schiffszimmermann Dethloff aus Warnemünde kam zur Reparatur der großen Damenboote und dem Boot des Holzwärters Müller auf dem Buchholz.[332] Die Handgärtnerei von Brocken in Lübeck lieferte Obstbäume für die angelegten Damengärten. Eisengießerei und Maschinenbauanstalt Heinrich Kaehler aus Güstrow lieferte schmiedeeiserne Kellerfenster und äußere Treppengeländer, Tischlermeister Dieckmann und Hellmuth aus Güstrow. Glasergeselle Hans Höning, auf einem mit Bleistift geschriebenen Text hinter der Eingangstür zum ehemaligen Pforthaus.[333] Schieferdachdeckermeister Klement aus Teterow verbaute die noch auf dem Kirchenboden lagernden 3500 Schieferplatten auf dem Dach der Damenwohnung Haus X.[334] Mühlenbauer Jacobs aus Lübeck baute die neue Wassermühle mit Turbinen gegenüber dem alten Mühlenhaus, heute ein Hotel.[335] Amtsjäger war Agatz. Etliche Inschriften an der Holztür zwischen Aufgang im Kirchturm zu den Gewölben: Arbeitsmann Wulff aus Goldberg, 22. September 1863. Hofrat und Bürgermeister Carl Friedrich Hermes zu Röbel war 17 Jahre Klosterdyndicus in der Sandpropstei.[336] Tischlergeselle Carl Johann Heinrich Möller aus Dobbertin auf Wanderschaft.[337]
- 1864 Historienmaler Gustav Stever aus Hamburg malte das Abendmahl in der Predella des Altars für 600 Gold und lieferte Entwürfe als Farbskizzen für die Glasmalereien der vier Chorfenster in der Klosterkirche. Amtsmaurermeister Retzloff, Amtszimmerermeister Dreyer für die Aufstellung und Abbau der Rüstung an den Fenstern für 31,25 Courant, Glaser Köhnke aus Goldberg für das Herausnehmen der alten rechteckigen Glasscheiben und das Einsetzen der gemalten Fenster 15,10 Courant, Glasermeister Gillmeister aus Schwerin erhielt für den Petrus und Paulus darstellende Glasmalereien 1200 Courant und für den David und Elias darstellende Glasmalereien 1299 Courant, der Schlosser Kohlbeck für das Schutzgitter 37 Courant. Tischler Petrow und Larisch, Maler Trenek, Böttcher Stiegmann, Töpfer Schulz, Rademacher Moltzahn und Putzbach, Scheider Koch, Barbier Köncke, Zimmerergeselle Fründt, Koch und Willgohs, Maurergeselle Eckelberg, Ullerich und Retzloff, Nachtwächter Roloff und Büth. Landbaumeister Richter aus Schwerin.
- 1865 Oberstleutnant Heinrich von Bülow auf Camin war bis 1880 Provisor, lehnte danach eine Wiederwahl ab.[338][298] Wege- und Wasserbaumeister, Wasserbaudirektor Garthe aus Parchim, Baumeister Jaacks und Hoffmann an der Wassermühle, Forstinspektor Theodor Garthe. Das Pächterhaus in Mestlin wurde durch den Amtsmaurermeister Retzloff aus Dobbertin vollendet.[339] Baumeister Hoffmann baute den Ringofen der Ziegelei Mestlin.
- 1866 Drost Bogislaw Wilhelm Theodor von Liebeherr auf Steinhagen war bis 1869 Provisor.[340][298] Klosterarzt Sponholz wurde nach seiner schweren Erkrankung eine Beihilfe vom Klosteramt gewährt. Amtsjäger Agatz, Postmeister Wiese, der erblindete Küchenmeister Johann Christoph Friedrich Behrens war gestorben und hinterließ fünf unverheiratete Töchter, von denen zwei zurzeit in England waren.[341] Der Sohn von Ludwig Lierow, Gustav Carl Friedrich Conrad Lierow war 18 Jahre Amtsschreiber im Klosteramt.
- 1867 Architekt und Landbaumeister des Distrikts IX Lübz Paul Dreyer baute bis 1868 ein Viehhaus in Neuhof. Konventualin von Lützow war Vorsteherin der Kleinkinderschule in Dobbertin.[342] Schornsteinfeger Stolz aus Goldberg für Fegen der Schornsteine und Reinigung der Öfen. Klostergärtner Pech wurde gekündigt, weil er sich dem Trunke im höchsten Grade ergeben habe und kein Mittel ihn von diesem Laster zurück zubringen gefruchtet habe. An seine Stelle kam der unverheiratete Gärtner Wagner aus Diestelow.[343]
- 1868 Architekt und Landbaumeister Paul Dreyer lieferte Zeichnungen für ein neues Krankenhaus in Dobbertin.[344] Prüfung und Gutachten durch Baumeister Studemund zu Rostock. Hofglockengießer Peter Martin Hausbrandt aus Wismar. Seit 1864 bis 1868 rege Bautätigkeit durch Amtsmaurermeister Retzloff und Amtszimmerermeiste Dreyer am Pächterhaus und dem Neubau des Schulhauses in Groß Breesen. Amtsjäger Kabow.[345]
- 1869 Architekt Peters aus Schwerin wurde zu Zimmerbesichtigungen und zur Revision der Reparaturen in den Klostergebäuden engagiert.[346] Uhrmacher Esch aus Goldberg, Pachtvertrag mit Wilhelm Bütow als Parkwächter. Hofzimmerermeister Lemcke aus Schwerin und Maurermeister Herr aus Sternberg mit Gutachten zur Absenkung des Dobbertiner Sees. Im Frühsommer 1869 bezog Mathilde von Rohr aus Berlin als Konventualin ihre Klosterwohnung im Dobbertiner Damenstift.[347] Posteleve Wilhelm Paschen.
- 1870 Der neue Klosterhauptmann Christian Joachim Hugo von Bernstorff auf Ventschow und Wahrstorff wurde am 7. Februar 1870 feierlich in sein Amt eingeführt.[348][349] Zimmerermeister E. Virck im Kloster Malchow. Am 1. August 1870 besuchte Theodor Fontane erstmals seine engste Vertraute, Mathilde von Rohr, im Klosters Dobbertin.[350] Friedrich Carl Heinrich Westphal aus Spendin und Carl Christoph Friedrich Sternberg aus Dobbin waren in der Schlacht von Orléans gefallen, die Gedenktafel hängt auf Veranlassung von Pastor Pleßmann seit 1873 in der Klosterkirche.
- 1871 Der Maurermeister Reincke aus Friedland wurde als Hilfe in der Beaufsichtigung der Bauten und Reparaturen im Klosteramt eingestellt und erhielt für seine Wege zu den Klosterdörfern vom Klosteramt ein Reitpferd. Auch seine Verheiratung wurde ihm gestattet.[351] Entwurf zum Orgelprospekt in der Dorfkirche Kirch Kogel. Klosteramtsarzt wurde ab 9. September August Havemann aus Sülz und in Lübz als Physikus des Kreises Parchim anerkannt, er blieb bis 1905. Apotheker Eichbaum aus Goldberg mit Zweigstelle in Dobbertin.[352] Ludwig Kobow war Amtsjäger in Kläden.
- 1872 mit dem Glockengießerei Gustav Collier aus Berlin-Zehlendorf wurde im Kloster Dobbertin ein Kontrakt zur Lieferung von drei neuen Glocken geschlossen.[353] Architekt Gotthilf Ludwig Möckel aus Dresden und Historienmaler Karl Christian Andreae aus Dresden restaurieren bis 1874 die innere Patronatskirche in Lohmen. Zur Erledigung seiner Dienstaufgaben benötiget der Klosterhauptmann Joachim Graf von Bernstorff immerhin sechs Pferde im Kloster mit genügend Hafer.[354] Post-Praktikant Ludwig Kols. Dem 1871 eingestellten Bauaufseher Reincke wurden nach Verheiratung in Dobbertin neben seinem Gehalt ein Deputat von freier Wohnung mit Garten, Feuerung, Haltung einer Kuh in der Klosterherde sowie Roggen, Gerste, Hafer und Erbsen bewilligt.[355] Aufseher im Armenhaus neben dem alten Krankenhaus war Roggentin mit seiner Frau.
- 1873 Zimmerermeister Johann Virck aus Malchow war in der Sandpropstei tätig. Postanwärter Albert Nebe, Amts- und Stationsjäger Stange. Fritz Biermann gab mit 82 Jahren sein Amt als Dorfschulze ab, Stellvertreter war der Klosterpastor Friedrich Pleßmann.

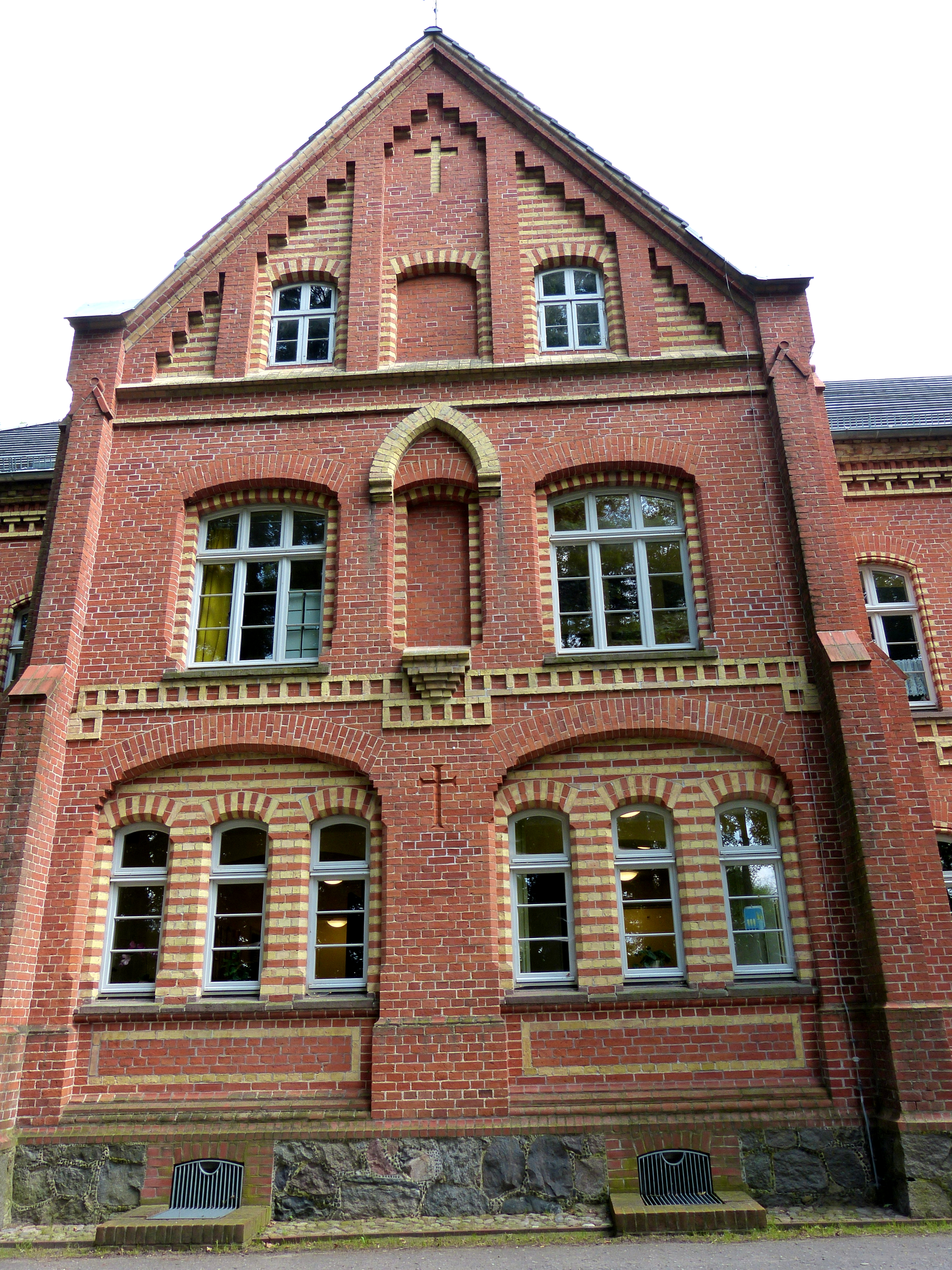
Schmuckgiebel 1876 durch Handwerker vom Klosterbauhof errichtet (2014)

- 1875 Ernestine Hedwig von Schack aus Pankelow bei Dummerstorf war 31 Jahre Domina. Zu ihrem 25-jährigen Jubiläum verlieh ihr am 5. Juli 1900 der Herzogregent Johann Albrecht zu Mecklenburg das goldene Amtskreuz mit Kette. Diese wurde vom Schweriner Hofjuwelier Richard Ratfisch angefertigt.[356] Bau des Damenhauses mit zwei Wohnungen auf zwei Etagen durch den Landbaumeister Paul Dreyer vom Distrikt IX. aus Lübz wurde 1876 vollendet. (heute Haus VII.)[357] Zimmerermeister Heinrich Dreyer übernahm die Kloster-Ziegelei am Hellberg. Friedrich Goldberg war bis 1885 Zieglermeister in der klostereigenen Ziegelei zu Lohmen.[358]
- 1876 Bau des Damenhauses mit drei Wohnungen auf zwei Etagen durch den Landbaumeister Paul Dreyer wurde 1877 vollendet. (heute Haus I.)[359] 1876 Neubau eines zweigeschossigen Krankenhauses in Dobbertin durch den Landbaumeister Paul Dreyer,[360] 1877 Hauptgebäude vollendet.[361][362] Zimmerermeister Wilhelm Rohlack aus Friedland, Post Gehülfe Hermann Arendt mit Landbriefträger Joachim Kröger. Amtsmaurermeister Carl Retzloff wurde in die Schützengilde aufgenommen.
- 1877 Barbier Köhncke hatte Schulden beim Klosteramt.
- 1878 Maurermeister Reincke baute eine dreihischige Kate in Spendin. Amtsjäger Zebuhr.
- 1879 Gerichtsdiener Höfke wurde auf Grund seines hohen Alters (angeblich über 80 Jahre) pensioniert, wohnte bei seinem Sohn Förster Höfke in Mestlin.[363]
- 1880 Baukondukteur und spätere Geheime Baurat Gustav Hamann aus Schwerin lieferte den Entwurf und Anschlag für den Anbau an der südöstlichen Ecke der Klausur, der 1882 vollendet wurde.[364] Dobbertiner Mühlenpächter Paetow verstorben. Kantor Arendt, Krugpächter Struck, Schneider Hagen, Dorfschulze Fritz Biermann und sechs Hauswirte (Bauern) Mauck, Gehlke, Clevenow, Fründt, Meyer, August Fründt und Biermann. Hof-Klempner Peters aus Rostock mit Entwurf einer Zierkuliereinrichtung für die Badewanne im Badehaus der Konventualinnen. Badeordnung durch August Havemann.[365][366]
- 1881 Der Landrat Diederich von Mecklenburg war bis 1889 Provisor.
- 1882 Der Großherzoglich Mecklenburg-Strelitzer Kammerherr und Landrat Wilhelm Fritz Julius Thedwig von Oertzen war bis 1894 Klosterhauptmann. Er engagierte sich besonders für die Verbesserung des Schulwesens in den Klosterdörfern mit den 27 Schulen und ließ 1886 eine Schulordnung erstellen. Bauführer Bosow ist verstorben, die Arbeit wurde dem Amtszimmerermeister Dreyer übertragen. Ingenieur und beeideter Feldvermesser F. Mumm führte die Vermessung für das Dobbertiner Krug- und Mühlengehöft durch. Privatlehrerin Fräulein Mahn war die Tochter des Dobbertiner Pastors Christian Heinrich Mahn.[367] Postgehilfe Heinrich Burmeister. Geheime Hofrat und Bürgermeister Franz Friedrich Paschen zu Bützow war 38 Jahre als Syndicus im Klosteramtsgericht tätig.[368][369]
- 1883 Ingenieur I. Müller aus Magdeburg baute unter Sakristei eine Kirchenheizung für die Nonnenempore. Dazu wurde an der Südwand das Gestühl entfernt, auf einer Platte fand man 2019 die Inschrift: Carl Fründt, Zimmergesell in Dobbertin in September 1884 sind diese Stühle abgenommen und wieder angemacht wegen der Dampfröhre. Landbaumeister Leitner aus Schwerin beim Chausseebau Güstrow–Dobbertin–Goldberg und von Schwinz nach Bossow. Vertrag als Amtszimmerermeister mit Wilhelm Rolack aus Friedland in Dobbertin.[370] Bauschreiber und Bauführer für die Klostergüter wurde Amtsmaurermeister Andreas.[371] Als Amtsmaurermeister erhielt Carl Virck aus Malchow eine Anstellung für die Vordere Sandpropstei. Postgehilfe Hugo Zebuhr war schon Post-Assistent in Goldberg. Dorfschulze wurde der Hauswirt (Landwirt) Heinrich Biermann. Neuer Klostersyndicus wurde der Geheime Hofrat und Bürgermeister Franz Friedrich Paschen aus Bützow.[372]
- 1884 Oberbaurat Georg Daniel aus Schwerin hatte Zeichnungen, Risse und Anschläge für die auszubauende Domina-Wohnung mit dem sogenannten Dominagiebel vorgelegt.[373] Frau Domina Hedwig von Schack hatte das Haus 1886 bezogen. Krugpächter Heinrich Zenker aus Goldberg war bis nach 1900 in Dobbertin. Postverwalter Bernhard Stehlmann blieb bis 1919, wurde 1905 Postsekretär und bekam 1915 das Verdienstkreuz in Silber. Er komponierte Lieder, spielte Klavier bei den Klosterdamen und betrieb naturwissenschaftliche Forschungen in der Dobbertiner Umgebung.[374] Kostenanschlag durch Zimmerermeister Rolack für die Mühle zu Dobbertin. Amtsmaurermeister Rolack baute Hühnerstall in Neuhof. Verpachtung des Kruges und Bauhofes an Heinrich Zenker bis 1900.
- 1885 Baumeister Dörflein aus Berlin lieferte die Zeichnungen für die beiden Kronleuchter in der Klosterkirche, die der Berliner Kunstschlosser Marcus fertigte.[375] Schmiedemeister Fritz Hagen hatte einen Pachtkontrakt bis 1897. Inschrift am Mauerziegel Fritz Possehl aus Woosten. Maler Trenck und Kaufmann Bornemann in Dobbertin. Forstinspektor Garthe im Klosterforstamt. Hofuhrmacher Friedrich Dreyer aus Schwerin. Holzvogt Krüger im Buchholz.
- 1886 Amtsmaurermeister Andreas hatte sich vermessen, die schmiedeeisernen Kronleuchter für die Klosterkirche waren zu groß und kamen nicht durch die Tür.[376] Andreas baute einen Schafstall in Gerdshagen und ein Wagenschauer in Lenzen. Kunstschlosser Arnheim aus Berlin lieferte für 500 Mark einen Geldschrank zur Einschließung aller Wertpapiere.[377] Durch die Klostervorsteher Landrat und Klosterhauptmann Wilhelm Thedwig von Oertzen auf Lübbersdorf und den Provisoren Landrat Josias von Plüskow auf Kowalz und Kammerherr Diederich von Mecklenburg auf Wieschendorf wurde am 13. August 1886 eine Schulordnung mit 34 Paragraphen für die Ortschaften Dobbertin und Spendin erlassen.[378] Am 13. September 1886 wurde der Landwirt Ludwig Fründt mit Eid durch den Klosterhauptmann Thedwig von Oertzen als Dorfschulze eingesetzt. Privatlehrerin Mahn zu Dobbertin erhielt vom Klosteramt freie Wohnung mit Gartenland und Haltung einer Kuh.[379]
- 1887 Schlossermeister Paulus Jahr aus Prenzlau verkleinerte die Kronleuchter für 1000 Mark.[380][381] Nach Fertigstellung der 10 km langen Chausseestrecke von der Straßenkreuzung von Goldberg nach Güstrow bis zur Weiche bei Bossow wurde der Landbaumeister von Leitner aus Schwerin mit der ständigen technischen Beaufsichtigung beauftragt.[382]
- 1888 Amtsarzt Medizinalrat August Havemann. Amtsmaurermeister Andreas liefert Zeichnungen mit Grundriss, Giebel mit Schild KLAD und Vorderansicht auf Karton für dreihischigen Kathen in Bossow.[383] Groß-, Hof- und Steinmetzmeister Scheinpflug aus Waren.
- 1889 Gustav Ludwig Theodor Schulze aus Parchim wurde aus 25 Bewerbungen zum Küchenmeister bestellt.[384] Nach 27 Amtsjahre mit dem Titel als Rechnungsrat pensioniert.[385][386] Landbaumeister Prahst.
- 1890 Rittmeister, Kammerherr, Zeremonienmeister und Landrat Ernst von Gundlach auf Mollenstorf war bis zur Auflösung des Klosteramtes 28 Jahre Provisor. Lehrer, Küster, Kantor und Organist Ahrend wurde pensioniert, an seine Stelle wurde Lehrer Giese aus Rostock eingestellt.[387] Schulmeister Köhn in Klaeden war unheilbar schwer erkrankt und gänzlich dienstunfähig.[388] Förster Georg Kaphengst aus Schwinz seit 37 Jahren in klösterlichen Diensten, bat um ein Dienstpferd für sein 9 km langes Revier.[389]
- 1891 Neubau Schweinehaus am Forsthof Darze durch Landbaumeister Hamann. Amtsmaurermeister Rolack lieferte Zeichnung und baute Rinderstall in Sehlstorf. Postgehilfe Rudolph Busch.
- 1892 Die Orgel von Sauer in der Klosterkirche war mangelhaft, Revision erfolgte durch den Oberbaurat Georg Daniel aus Schwerin und den Musikdirektor Maschmann aus Wismar.[390]
- 1893 Die neue Orgel wurde durch die Orgelbauanstalt Schlag & Söhne aus Schweidnitz in Schlesien am 13. August 1893 eingeweiht.[391] Landbaumeister Gustav Hamann baute zweihischigen Katen (eingeschossiges Gebäude mit zwei Wohnungen) in Bossow. Landreiter Dähling war verstorben, als neuer Amtslandreiter wurde der Sergeanten Paul Sievert vom 2. Mecklenburgischen Dragoner-Regiment Nr. 18 zu Parchim berufen.[392]

Cuno Graf von Bassewitz um 1910

- 1895 Cuno Graf von Bassewitz auf Perlin war der letzte Provisor vor Auflösung des Klosters Dobbertin.[393] Landbriefträger Joachim Zimmermann hatte zwei Post-Hilfsboten. Der Pachtkontrakt mit Schmied Hagen wurde auf sechs Jahre verlängert.[394] Rats-Protokollist Arthur Engel aus Grevesmühlen ist 1900 durch Kündigung aus dem Amt geschieden. Pastor Wilhelm Burchard war vorher Rektor in Grabow.
- 1896 Kupferschmiedemeister K. Jonas aus Malchow. Medicinal-Rath Havemann war 25 Jahre als Arzt in Dobbertin tätig. Revierförster Kapenhengst aus Schwinz in Ruhestand. Fischer Koebke aus Dobbertin befischte weitere sechs Jahre den Dobbertiner See, Gardener und Lohmer See.[395]
- 1897 Amtsmaurermeister Andreas baute Schweinehaus in Gerdshagen.
- 1898 Landbriefträger Johann Gildemeister. Schuhmacher Witt zu Dobbertin. Diener Lenz war Privatdiener des Klosterhauptmanns Erblandmarschalls Karl Friedrich Ludwig von Lützow und erhielt für sich und seine Familie vom Kloster freie Wohnung nebst Kuhhaltung und Gartenland.[396]
- 1899 Feldvermesser Ingenieur Guthke aus Bützow. Ernst Christian Müller war Amtsbäckermeister. Schulmeister Witt in Dobbertin bekam einen Anbau an der Wohnung.[397]

### 20. Jahrhundert

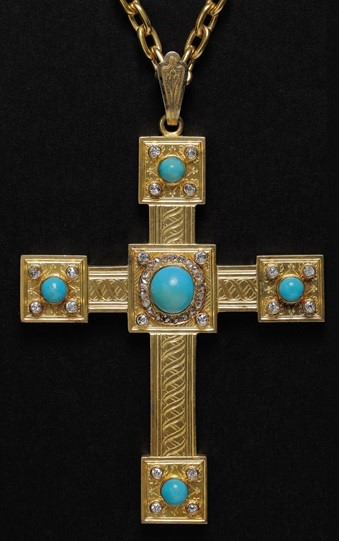
Dominakreuz (1900)

- 1900 Amtszimmerermeister Heinrich Dreyer gründete 1886 ein Holzgeschäft in Goldberg, erhielt 1883 den Titel Hofzimmerermeister und starb am 9. März 1900. Im Auftrag von Herzogregent Johann Albrecht fertigte der Schweriner Hofjuwelier Richard Ratfisch das Dominakreuz mit goldener Amtskette, dass er am 25. Juli 1900 der Domina Hedwig von Schack zu ihrem 25-jährigen Amtsjubiläum schenkte.[398] Amtsmaurermeister Andreas, seit 1883 als Bauschreiber in Dobbertin tätig, übernahm ab 1900 die Beaufsichtigung und Verwaltung der klösterlichen Hellberg-Ziegelei.[399] Malermeister Gustav Ludwig Karl Friedrich Awe aus Dobbertin. Verpachtung des Kruges und des Bauhofes an Johann Waack bis 1910. Carl Possehl war als Bürodiener im Klosteramt angestellt und sein Vertrag wurde bis 1920 verlängert.[400] Bestallung von Ludwig Roloff zum klösterlichen Amts- und Gerichtsdieners.[401] Landbriefträger Johann Gildemeister und Wilhelm Boldt. Anbau Pächterhaus in Darze durch Maurermeister Andreas. Am 1. Oktober 1900 wurde Martin Herrmann Heinrich Kleesath als ehemaliger Angestellter der Ritterschaftlichen Brandversicherungsgesellschaft in Rostock als Amtsschreiber in der Klosteramtsverwaltung eingestellt.[402]
- 1901 Pastor Karl Weinreben war vorher Rektor in Ribnitz.[403] Schlossermeister Carl Bech wurde Ältermann der Schützengilde.
- 1902 Ziegler Gillmeister für weitere 12 Jahre Pächter der Ziegelei Mestlin, Maurermeister Carl Rehberg aus Malchow, Amtsmaurermeister Andreas lieferte Bauzeichnungen (Transparent) für den Kornspeicher und eine Scheune in Bossow. Damendiener Johann Friedrich Christian Clasen, Post-Schaffner Johann Wüstenberg, Forstinspektor Karl Holstein.
- 1903 Landbriefträger Wilhelm Friedrich Bolt, Schumacher Hellmuth Albert Ludwig Witt, Schmied Hagen. Forstinspektor Garthe wurde im hohen Alter nach schwerer Erkrankung pensioniert, der Großherzogliche Forstassessor Karl Regenstein sein Nachfolger, zur Bereisung der klösterlichen Reviere auch der Vorder- und Hinter-Sandpropstei hatte er ein Dienstfuhrwerk und drei Dienstpferde.[404]
- 1904 Johann Friedrich Wilhelm Adler, Kalkbrenner Mevius in Dobbin, Krug- und Bauhofpächter Johann Heinrich Carl Waack in Dobbertin, Forstinspektor Karl Holstein, der bisherige Revierjäger Sauer wurde zweiter Stationsjäger für das Schwinzer Revier.[405] Am 13. Oktober 1904 besuchte die Königin Wilhelmina der Niederlande mit Prinzgemahl Heinrich zu Mecklenburg das Kloster Dobbertin.[406] Im Gästebuch des Klosterhauptmanns Erblandmarschall Carl Friedrich Ludwig von Lützow auf Eickhof hatten sich nach der Königin Wilhelmina ihr Adjutant van Grovestins und ihr Kammerherr und Jägermeister van der Oye eingeschrieben.[407]
- 1905 Postsekretär Bernhard Stehlmann erhielt das Verdienstkreuz in Silber, war Heimatforscher und Komponist. Amtsmaurermeister Andreas baute den Pferdestall in Groß Breesen. Schlachtermeister Putzbach aus Dobbertin wurde Schützenkönig.

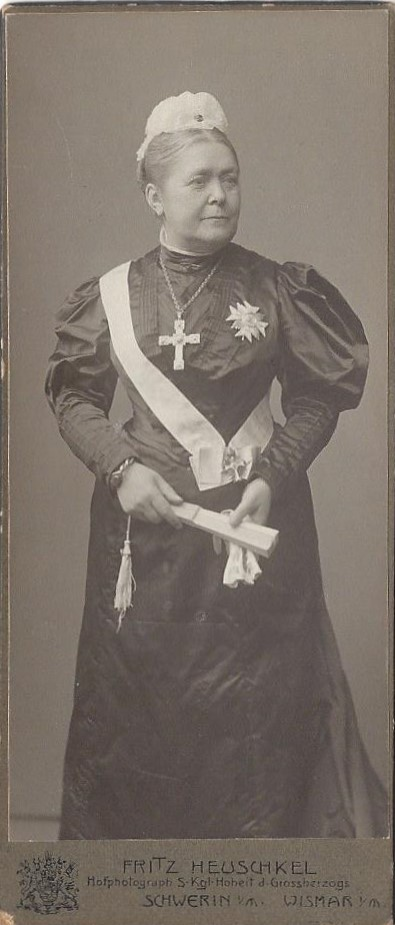
Domina Auguste von Bassewitz

- 1906 Domina im Damenstift war bis 1925 Auguste Elenore von Bassewitz aus Schwerin.[408] Amtsmaurermeister E. Virck aus Malchow. Mühlenpächter Ortmann, Kaufmann Otto Awe, Apotheker Carl Eichler kam aus Potsdam. Tischlermeister Roloff aus Dobbertin wurde Schützenkönig. Am 23. Oktober erhielten Friedrich Adolph August Schulz Nr. 28 und Mühlenpächter Adolf Friedrich Ernst Paetow Nr. 7. in Dobbertin Telefonanschluss. Durch Amtsmaurermeister Andreas wurde für den abgebrannten Pferdestall in Neuhof ein Neubau errichtet. Einstellung Wilhelm Liebeke als Holzvogt, Landbriefträger Hermann Ramm.
- 1907 Amtsmaurermeister Andreas baute den westlichen Anbau am Klosterhauptmannshaus, die Prüfung erfolgte durch den Großherzoglichen Distriktbaumeisters Voß.[409] Max Rolack übernahm Sägerei und Zimmerei in Goldberg in der sog. Rolacks-Kuhle. Er erhielt Telefonanschluss Nr. 37. Schlossermeister Carl Friedrich Bech, Amtsschmied Friedrich Wilhelm Christian Hagen, Forstschreiber Mahnke wurde Stationsjäger, preußische Forstgehilfe Kroll wurde Forstschreiber in Dobbertin, Peters wurde Amtsjäger, Förster Zebuhr in Schwinz und Kobow in Kläden.
- 1908 Am 25. Juli 1908 besuchte Großherzog Friedrich Franz IV. mit seiner Gemahlin Alexandra erstmals das Kloster Dobbertin. Zimmermann Heinrich Carl Friedrich Gaetke und Maurergeselle Fritz Eickelberg aus Dobbertin. Stellmachermeister Hartwig Johann Wilhelm Maltzahn, Otto Johann Albrecht Udem ist Apotheker in Dobbertin. Amtskutscher Adolf Karl Heinrich Rode, Amtsgärtner Otto Hans Gottfried Rohr.
- 1909 Fuhrmann Carl Friedrich Johann Mevius aus Dobbin war früher dort Kalkbrenner, danach war Carl Friedrich Johann Petrow, genannt Rohde, Kalkbrenner. Maurergeselle Friedrich Johann Mohr und Zimmererpolier Johann Friedrich Heinrich Krüger aus Dobbertin.
- 1910 Maurergeselle Johann Ferdinand Willgohs (Vater Georg war Wundarzt im Klosteramt), Kaufmann Otto Friedrich Awe. Krugpächter war der Landwirt Walter Burchard aus Lübz bis 1915. Amtslandreiter Paul Friedrich Carl Theodor Sievert war der klösterliche Polizist. Amtsmaurermeister Andreas baute Schweinestall in Spendin. Robert Mahncke war in Kläden Stationsjäger, ab 1911 Förster, Revierförster und Oberförster. Briefträger Köpke, Amtstagelöhner Karl Martin Eickelberg war ab 1912 Gartenarbeiter und 1915 im Ersten Weltkrieg in Frankreich.
- 1911 Postsekretär Bernhard Heinrich Stehlmann, Schmiedemeister Heinrich Friedrich Hausmann, Böttchermeister August Heinrich Stiegmann, Kloster-Nachtwächter Fritz Weltzien, Krugpächter Landwirt Walter Burchard aus Lübz hatte vom Pächter Johann Heinrich Carl Waack auch den Bauhof übernommen.[410] Fischer Köpcke. Amtsjäger wurde der bisherige Stationsjäger Fischer aus Rum Kogel, Förster in Schwinz war der bisherige Amtsjäger Sauer, Förster Zebuhr schied nach 39-jährige Dienstzeit aus. Amtslandreiter Paul Sievert, seit 1909 schwer krank, bat 1912 um Pensionierung.
- 1912 Friedrich Theodor Karl Blumenthal war Kuhhirte der Klosterdamen, Landreiter Möller, Amtsjäger Linshöft, Schuhmachermeister Hellmut Witt aus Dobbertin wurde Schützenkönig.
- 1913 Amtsmaurermeister Anderas übernahm die Beaufsichtigung und Verwaltung der klösterlichen Hellberg-Ziegelei. Amtsgärtner Hans Otto Rohr wurde Schützenkönig.
- 1914 Georg Carl Ernst (genannt Jürgen) von Flotow auf Stuer wurde im Ständehaus[411] zu Rostock durch die Ritterschaft zum Klosterhauptmann gewählt.[412] Der Königlich Preußische Militär-Bausekretär Retzloff, Sohn der Kleinkinderschullehrerin Retzloff und des verstorbenen Amtsmaurermeisters Retzloff aus Dobbertin wurde eingestellt.[413] Amtsarzt wurde Ernst Ebeling, da  Schulz in Lübz eine größere Praxis übernahm. Landbaumeister Gustav Voß aus Güstrow. Klosterbote Fritz Johann Heinrich Wollschläger, Bürodiener Carl Possehl. Schornsteinfegermeister Friedrich Facklam aus Goldberg. Willy Milies aus Lüssow wurde b 1. April 1914 neuer Amts- und Gerichtsdiener.[414] Für die pensionierte Privatlehrerin Caroline Mahn wurde zu Osten 1914 die Lehrerin Fräulein Erna Junge aus Ludwigslust eingestellt. Kantor und Organist Schröder war schwer erkrankt.
- 1915 Amtsmaurermeister Retzloff eignet sich nicht für die Verwaltung, nur für ländliche Verhältnisse und wurde gekündigt. Dafür wurde Maurermeister Heinrich Einkopf aus Marnitz eingestellt.[415] Der Geheime Baurat Gustav Hamann aus Schwerin sollte mit einem Techniker die Rechnungen des Amtsmaurermeisters a. D. Retzloff prüfen. Krugpächter mit dem Bauhof war vom 1. August 1915 mit Pachtvertrag bis 1920 Otto Karl August Friedrich Albrecht aus Wismar. Landbriefträger war Paul Wüstenberg mit einer Gehilfin. Friedrich Johann Theodor Mohr war Maurergeselle. Böttchermeister Stiegmann, Gerichtsdiener Willy Millies wurde im September 1914 zum Heeresdienst einberufen und war Anfang November 1914 in Belgien gefallen.[416]
- 1916 Schlossermeister Karl Bech und Schmiedemeister Hausmann aus Dobbertin, Kantor und Schullehrer Schroeder, neu wurde Kantor Schmidt eingeführt.[417] Maurermeister Einkopf und Retzloff bauten in Neuhof einen dreihischigen Kathen. Beamte, Angestellte und Konventualinnen konnten im Amtsviehhaus eine oder mehrere Kühe halten. Amtssekretär Kleesath, Amtsaktuar Angerstein, Amtsgärtner Rohr, Landreiter Paul Möller, Maler Awe, Kutscher Rode, Damendiener Clasen, Amtsbäcker Müller, Landreiterwitwe Dähling, Stationsjäger Ewert, Postsekretär Stehlmann. Lehrerin Fräulein Junge hatte sich verheiratet und ihr wurde gekündigt, dafür wurde Fräulein Dolberg, die Tochter des Pastors zu Barkow eingestellt. Kuhhirte Johann Peters[418] Hebamme Ahrens, Maurer Lepel, Zimmermann Gaedtke.[419] Großherzoglicher Hof-Bootsbaumeister Julius Mellfs aus Schwerin baute das letzte Damenboot.[420][421] Hofmaurermeister Frindt aus Goldberg. Aus 112 Bewerbungen wurde der Marine-Intendantur-Sekretär Karl Reckling für die Küchenmeisterstelle angenommen und war 1922 der letzte Küchenmeister.[422]
- 1917 Am 18. Januar 1917 wurde Hellmuth Otto Maria von Prollius auf Stubbendorf als Klosterhauptmann eingeführt. Pachtkontrakt für die Mühle zu Dobbertin lief mit dem bisherigen Pächter Müllermeister Friedrich Ortmann aus.[423] Krugpächter Otto Karl August Friedrich Albrecht. Friedrich Georg Karl Spattholz war Zimmerergeselle in Dobbertin, Küster und Schullehrer Schmidt. Das Lokalkommitte des Landtages mit seinem Vorsitzenden Kammerherr Graf von Bernstorff auf Wedendorf war am 1. November 1917 im Kloster Dobbertin, weitere Teilnehmer waren Major a. D. von Langen auf Wedendorf, Major a. D. von Levetzow auf Lelkendorf, Freiherr von Brandenstein auf Hohenstein, Bürgermeister Schlüter zu Wittenburg.
- 1818 Provisoren waren Landrat von Gundlach auf Mollenstorf und Graf von Bassewitz auf Perlin. Klosterhauptmann war bis zur Auflösung des Klosteramtes am 12. November 1918 Hellmuth Otto Maria von Prollius auf Stubbendorf.[424][425] Der Staatsminister Sivkovich erschien mit fünf Soldaten aus Schwerin und erklärte die Klosteramtsverwaltung für aufgelöst, doch sie hatten die Geschäfte weiter zuführen.[426] Als Forstschreiber wurde der Kriegsbeschädigte Konstantin Franke aus Kölzow eingestellt. Klosternachtwächter Otto Roloff, Malermeister Gustav Awe, Amtsmaurermeister Retzloff zum Heeresdienst einberufen, Landbriefträger Paul Friedrich Wilhelm Wüstenberg, Schmiedemeister Friedrich Wilhelm Christoff Hagen, Maurermeister Einkopf, Oberforstmeister a. D. Friedrich Freiherr von Maltzan.
- 1919 Landbaumeister Zingelmann aus Lübz als Klosteramts-Baubehörde Dobbertin-Lübz eingesetzt. Amtsarzt Ernst Ebeling, Amtsdiener Adolf Rode wurde Gutsinspektor[427] Amtsgärtner Otto Rohr, Amtslandreiter Döhling, Amtsdiener Clasen, Klosterbote Heinrich Köpke, Postbote Weltzin, Maurer Ortmann, Töpfermeister Lange, Schneidermeister Möller, Schlossermeister Blech, Stellmachermeister Malzahn, Kuhhirte Köpke. Im Klosteramt Dobbertin waren nun Staatsarbeiter beschäftigt: im Amtsgarten 3, im Park und den Klosteranlagen 7, bei der Straßenreinigung 4, in der Hellberg-Ziegelei 4, in der Kalkbrennerei 2, sowie auf dem Klosterbauhof zur Acker- und Gartenbestellung, Holzanfuhr und zerkleinern beim Konvent, Klosterwäsche und Säcke flicken, Baufuhren, Friedhofsarbeiten, Glocken läuten, Kirche reinigen, Kühe hüten 33. Chausseewärter war Adolf Hans Karl Ehmke und Carl Eschenburg aus Dobbertin. Lehrer, Küster und Kantor war Hugo Karl Martin Bernhard Schmidt in Dobbertin. Im Dobbertiner Arbeiterrat waren Amtsaktuar Angerstein, Schäfer Kröger von der Armenpflege, Dorfschulze Duncker und Hauswirt Weltzien.[428] Für das Reinigen der Schornsteine im Kloster war der Schornsteinfegermeister Friedrich Facklam aus Goldberg zuständig.[429][430] Die Dobbertiner Mühle pachtete der Dobbertiner Schlachtermeister Ortmann bis 1926.[431] In den Vorstand der Schützengilde wurden gewählt: 1. Ältermann Kaufmann Gustav Awe, 2. Ältermann Dorfschulze Willi Duncker, Schlossermeister Bech und Schulze Roloff aus Oldenstorf.[432]
- 1920 Dem Amtsmaurermeister Heinrich Einkopf wurde wegen ungenügender Leistung bei der Bauausführung gekündigt. Oberforstmeister von Maltzan forderte einen Baubeamten aus Lübz. Reinigung der Orgel durch den Orgelbauer Börger aus Rostock-Gehlsdorf und Kantor Lehrer Schmidt aus Dobbertin.[433] Am 17. September wurden aus dem Amtshaus (Klosterhauptmannshaus) Möbel bis zum Tintenfass und Wandspruch an die Staatliche Gutsverwaltung in Redefin übergeben.[434] Am 30. Oktober übernahm Kantor Schmidt die Möbel des aufgelösten Klosteramtsgericht für die hiesige Schule.[435] Amtslandreiter Siewert, Parkarbeiter Weltzien. Der Gerichtsdiener Hoefke war neben dem Aufziehen der Turmuhr auch für das Läuten der Glocken zuständig.[436] Das Boot des früheren Klosterhauptmanns wurde nun durch den Oberforstmeister Freiherr von Maltzahn, Küchenmeister Reckling, Amtssekretär Kleesath und Amtsaktuar Angerstein genutzt. Das frühere sogenannte Beamtenboot wurde durch den Verwaltungsaktuar Ehlers, Amtsschreiber Busch, Bürohilfsarbeiter Schefe, Müller und Awe, Amtsgärtner Rohr, Amtsdiener Rode, Förster Paul Linshöft und Forstschreiber Konstantin Franke genutzt.[437] Apotheker Udem, Gärtner Rohr, Gartenarbeiter Johann Kröger, Arbeiterin Anna Klevenow. Wegen schlechter Schulverhältnisse übergaben die Dobbertiner Bürger Köhn, Garling, Hausmann, Schneider, Lepel, Meyer und Bünger am 13. August 1920 eine Bittschrift an das Klosteramt.[438]
- 1921 Seit dem 1. April 1921 hatte die Gemeinde eine eigene Feuerwehr, in der Spritzenmannschaft waren Rohrführer Gaetke als Zimmermann und Ahrens, Spritzenmänner Bünger, Lepel, Maltzahn und Wendt mit den Ersatzmännern Lange und Possehl, Schlossermeister Bech und Bote Gaetke.[439] Zimmermann Johann Lange und Zimmermann Hermann Albert Wilhelm Blumenthal aus Dobbertin, Maurerpolier Karl Friedrich Hans Engel, Maurerpolier Bünger, Mühlenpächter war Schlachtermeister Ortmann, Postschaffner Gielow, Damendiener Johannes Claasen, Fischer Fritz Meyer und Johann Joachim Heinrich Engel, Amtsdiener Roloff, Kuhhirte Köpke, Stationsjäger Strecker, Hebamme Luise Bütow aus Mestlin. Bildung der SPD-Ortsgruppe Dobbertin am 7. Juli 1921 mit Fritz Meyer als Vorsitzender und Quittenstedt und Eickelberg aus Dobbertin, Adler aus Altenhagen, Staas und Rath aus Lohmen, Möller aus Lähnwitz, Hamann aus Garden, Zimmermann aus Kleesten, Freitag und Witt aus Kläden, Engel aus Dobbin, Möller aus Jellen, Hermann aus Schwinz und Koop aus Oldenstorf für die früheren klösterlichen Ortschaften.[440] Beim Gastwirt Albrecht brannte der Viehstall ab.
- 1922 Die Klosterbauverwaltung leitete Heinrich Wehmeyer, in der neuen Staatlichen Klosterverwaltung waren Ökonomierat Steinmann auf Hof Lalchow, Ökonomierat Reckling, Ökonomierat Jerichau, Oberverwaltungssekretär Kleesath.[441] Klosteramtsarzt Dr. Ebeling, Hochbautechniker Vick, Tischlergeselle Karl Friedrich Teegler, Schlossermeister Bach, Maurergeselle Wilhelm Lepel, Hebamme Ahrens, Fischmeister Kühl, Dorfschäfer Kröger. Der Kuhhirte Prosch hatte innerhalb von 10 Tagen seine Wohnung zu räumen.[442] Apotheker Otto Wem, Pachtvertrag Bäckermeister Ernst Müller mit Ministerium für Landwirtschaft, Domänen und Forsten zur Nutzung der Amtsbäckerei. Schumacher Hermann Lube war bis 1945 Dobbertiner Wehrleiter der Feuerwehr, Stellmachermeister war Maltzahn erster Spritzenführer, Schumachermeister Rath war der Vertreter, zweiter Spritzenführer war Zimmerer Wendt, Vertreter waren Maurer Quittenstädt, Maurer Leppel und Töpfer Ahrendt.[443] Lehrer Schmidt. Der seit 1911 tätige Amtslandreiter Siewert wurde pensioniert.[444] Parkarbeiter Weltzien.
- 1923 Die Oberleitung der Staatlichen Klosterverwaltung hatte Rittmeister a. D. Troll, Oberbausekretär Franz Westphal, Klosterbauverwaltung Regierungs-Baumeister Heinrich Wehmeyer, Maurerpolier Johann Bünger und Maurergeselle Wilhelm Lepel aus Dobbertin. Parkwächter Bütow, Bürodiener Carl Possehl wurde Angestellter, dafür der Klosterbote abgeschafft.[445] Damendiener Clasen, Amtsdiener Rhode war früher Amtskutscher, Klosterbote Wollschläger, Amtslandreiter Dähling, Amtskuhhirte Prosch, Postagent Hermann Ernst, Förster Paul Linshöft, Klosteramtsarzt Ebeling. Teerschweler Kriegsbeschädigter Werner Lange und Paul Bollhagen in Jellen.[446]
- 1924 Zimmerermeister Abraham[447] Maurerpolier Johann Bünger, Schmiedemeister Boy aus Nossentiner Hütte, Nachtwächter Otto Roloff, Postschaffner Rudolf Soltow, Bauhofarbeiter Gustav Büscheck, Parkarbeiter Weltzien, Parkwächter Bütow im Buchholz, Gemeindediener Hermann Karl Heinrich Albert Köhn. Lehrer und Kantor Hugo Schmidt. Schlossermeister Bech, Tischlermeister Roloff.
- 1925 Maurermeister Heinrich Einkopf aus Marnitz lieferte eine Skizze für den Neubau des Spritzenhauses in Dobbertin.[448] Parkarbeiter Kröger, Rademacher Maltzahn, Postschaffner Soltow, Maurer Lepel und Ortmann, Töpfermeister Lange, Schuhmacher Lube, Bauunternehmer Sames, Sattler Ahrens, Administrator Welck, Maurer Bünger, Zimmerermeister Vick, Zimmermann Lange, Zimmerermeister Friedrich Theodor Abraham aus Rostock war am 9. August im Dobbertiner See ertrunken. Landbaumeister Zingelmann vom Hochbauamt Lübz, Entwurf eines Altenheimes in Dobbertin durch Regierungs-Baurat Heinrich Wehmeyer.[449] Sieler.
- 1926 Regierungs-Baurat Heinrich Wehmeyer war noch bis 1950 für alle Bauangelegenheiten im Kloster Dobbertin zuständig.[450] Um die Damenhäuser nicht weiter zu verwechseln, schlug er eine Nummerierung der Damenhäuser vor. Vermessungsrat Möller aus Lübz, Amtsmaurermeister Heinrich Einkopf, Zimmermann Wilhelm Friedrich Clasen, Schmiedemeister Hausmann. Parkwächter Bütow meldete vom Buchholz, das Damenboot sei seit sechs Jahren nicht mehr gestrichen und geteert worden.[451] Müllermeister Otto Demant aus Goldberg pachtete die Dobbertiner Mühle.
- 1927 Parkwächter Bülow, Tischlermeister Heinrich Roloff, Schuhmachermeister Heinrich Rathke, Kaufmann Awe, Schlachtermeister Reinhold Strübing, Arbeiter Büschek, Zimmermann Wendt, Maurermeister Georg Sames, Maurer Wilhelm Lepel, Malermeister Gustav Awe.[452]
- 1928 Zimmerermeister Max Rolack aus Goldberg, Klosterbote Fritz Wollschläger, Forstarbeiter Brasch jun. wurde Parkwächter im Buchholz. Am 11. Juni 1928 trat in Dobbertin die Sonderbauverordnung[453] in Kraft.[454] Apotheker Otto Udem, Forstmeister Karl Beese. Tischler Wilhelm Roloff wurde Dorfschulze.
- 1929 Regierungs-Baurat Heinrich Wehmeyer fertigte die Zeichnungen für Reparaturen der Fialtürme an der Klosterkirche.[455] Er war bis 1956 im Kloster Dobbertin für alle Baumaßnahmen und Wohnungsangelegenheiten verantwortlich. Malermeister Gustav Awe, Tischlermeister Heinrich Roloff, Schuhmachermeister Rathke, Stellmachermeister Maltzahn, Schuhmachermeister Lube, Töpfermeister Lange und Ahrendt, Maurermeister Sames und Heinrich Einkopf, Maurer Otto Asmus, Glaser Wulf, Schlossermeister Bech, Postschaffner Moldt und Wüstenberg, Gemeindediener und Nachtwächter Köhn, Stellmachermeister Maltzahn, Lehrer Schultz. Oberstallmeister a. D. Johann-Bernhard Freiherr von Maltzan zu Wartenberg und Penzlin war vorher Landstallmeister in Redefin und Großherzoglicher Oberstallmeister im Marstall zu Schwerin.[456] Martin Garling mit Inschrift an der Rückseite der Orgel.

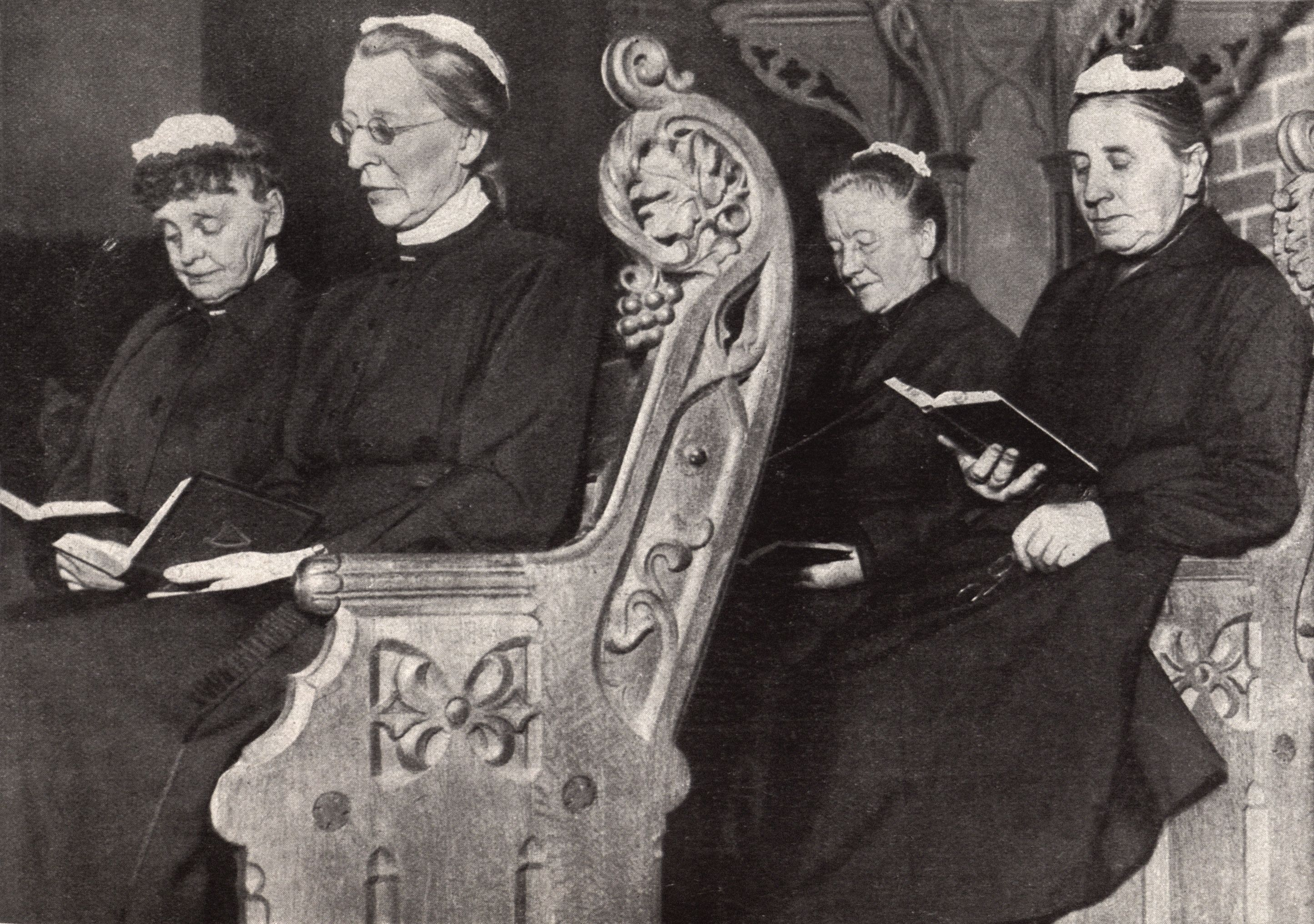
Konventualinnen bei der Andacht (1932)

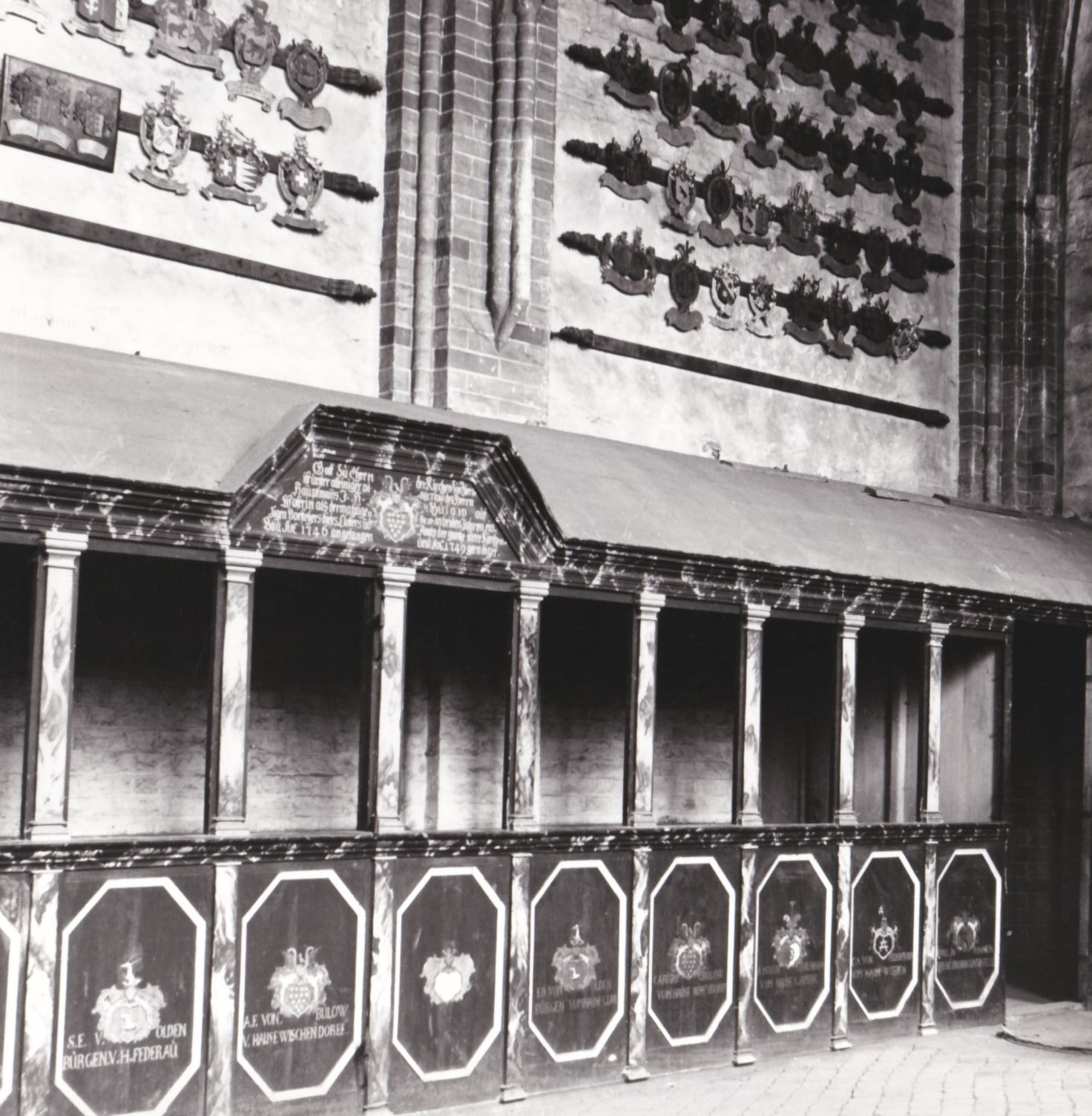
Gebetsloge mit Bildwappen und Wappenfelder auf der Nonnenempore um 1930

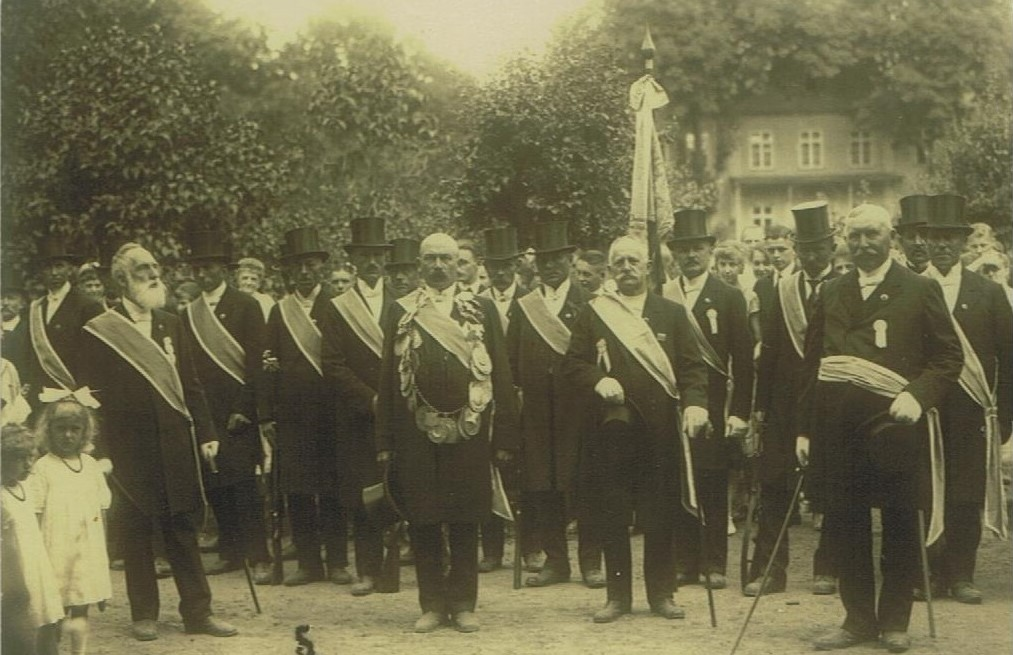
Aufstellung der Dobbertiner Schützengilde im Kloster vor dem Dominahaus, links Schlosser Bech, links neben dem Schützenkönig Schröder aus Below Bauer Georg Kluth, rechts ohne Zylinder Kaufmann Otto Awe, daneben Tischlermeister Roloff, ganz rechts mit Scherpe und ohne Zylinder Dorfschulze Wilhelm Duncker (1930)

- 1930 Adolf Rode, vormals Gärtner und Kutscher im Klosteramt, wurde Hofverwalter der Staatlichen Gutsverwaltung in Dobbertin. Maurermeister Friedrich Westphal aus Dobbin. Schornsteinfegermeister Erdbahn aus Goldberg.
- 1931 Adolf Friedrich Lorenz betreute als Regierungs-Baumeister und Denkmalpfleger das Kloster Dobbertin, Skizze von der Klosterkirche in seinem Tagebuch am 12. März 1931. Tischlermeister Heinrich Wilhelm Ludwig Roloff und Amtsbäckermeister Ernst Christian Eduard Müller aus Dobbertin. Der Schornsteinfegermeister Friedrich Facklam aus Goldberg hatte 128 Schornsteine und Rauchkanäle im Kloster zu reinigen.[457] Pastor Ulrich Schliemann aus Ruchow wurde 1933 entlassen und ging nach Brasilien.[458] Schützenkönig Schmiedemeister Hausmann.
- 1932 Kantor Karl Eckelberg, Schlachtermeister Strübing, Schuhhändler Richard Schliemann, Schornsteinfegermeister Erdbahn aus Goldberg.[459] Auf dem Klosterbauhof waren u. a. tätig: Köhn, Fründt, Stiegmann, Prosch, Garling, Barwandt, Roloff, Berhard, Ortmann, Rhode, Lemke, Klewenow, Wiese und Gretzler. Am 24. August 1932 war der Parchimer Landrat Roschlaub mit der Kreisleitung NSDAP in Dobbertin.[460] Tischlermeister Heinrich Roloff, Chausseewärter Karl Eschenburg, Schlossermeister Bach und Ebeling waren im Kirchgemeinderat. Bauer und Hofbesitzer Ernst Biermann wurde Dorfschulze.
- 1933 Schneidermeister Karl Boy, Malermeister Gustav Awe, Tischlermeister Heinrich Roloff, Bäckermeister Ernst Müller, Straßenwärter Karl Eschenburg, Elektromeister Heinrich Fischer, Schmiedemeister Heinrich Hausmann, Zimmerer Paul Köhn und Wilhelm Klasen. Mühlenpächter Otto Demant, Auf dem Bauhof in Dobbertin gab es einen Großbrand, wo Gutsarbeiter Büschek mit verbrannte. Verwalter auf dem Bauhof war Adolf Rode. Pastor Martin Romberg kam aus Kirch Kogel, ist 1945 in Posen gefallen.[461] Kirchenjurat Heinrich Klasen. Oberstallmeister Bernhard von Maltzan, Postsekretär Bernhard Stehlmann, Oberforstsekretär Ludwig Voß, Gutsverwalter Adolf Rode, Wappengießer Fritz Commentz aus Güstrow.[462]
- 1934 veranlasste Friedrich Lorenz die Aufstellung der beiden ältesten Grabplatten in die Turmvorhalle der Klosterkirche.[463][464] Sie stehen heute im südlichen Kreuzgang am Eingang zum Refektorium. Eine Inschrift 1934 im Ziegel an der Nordseite des Kirchturms mit den Namen Lepel, Blumenthal, Rohlof und Wendt eingeritzt.[465] Fischereipächter Hübner hatte den Aalfang unter der Wassermühle.[466] Amtsbäckermeister Ernst Müller verlängert Pachtvertrag.[467]
- 1935 Gustav Schriever, Hilfsförster in Schwinz, wurde als Ortsgruppenleiter der NSDAP Revierförster.[468] Kirchendiener Eckelberg. Tischlermeister Heinrich Roloff aus Dobbertin fertigt Möbel für das Damen-Badehaus.[469] Ernst Biermann aus Dobbertin wurde Schützenkönig.

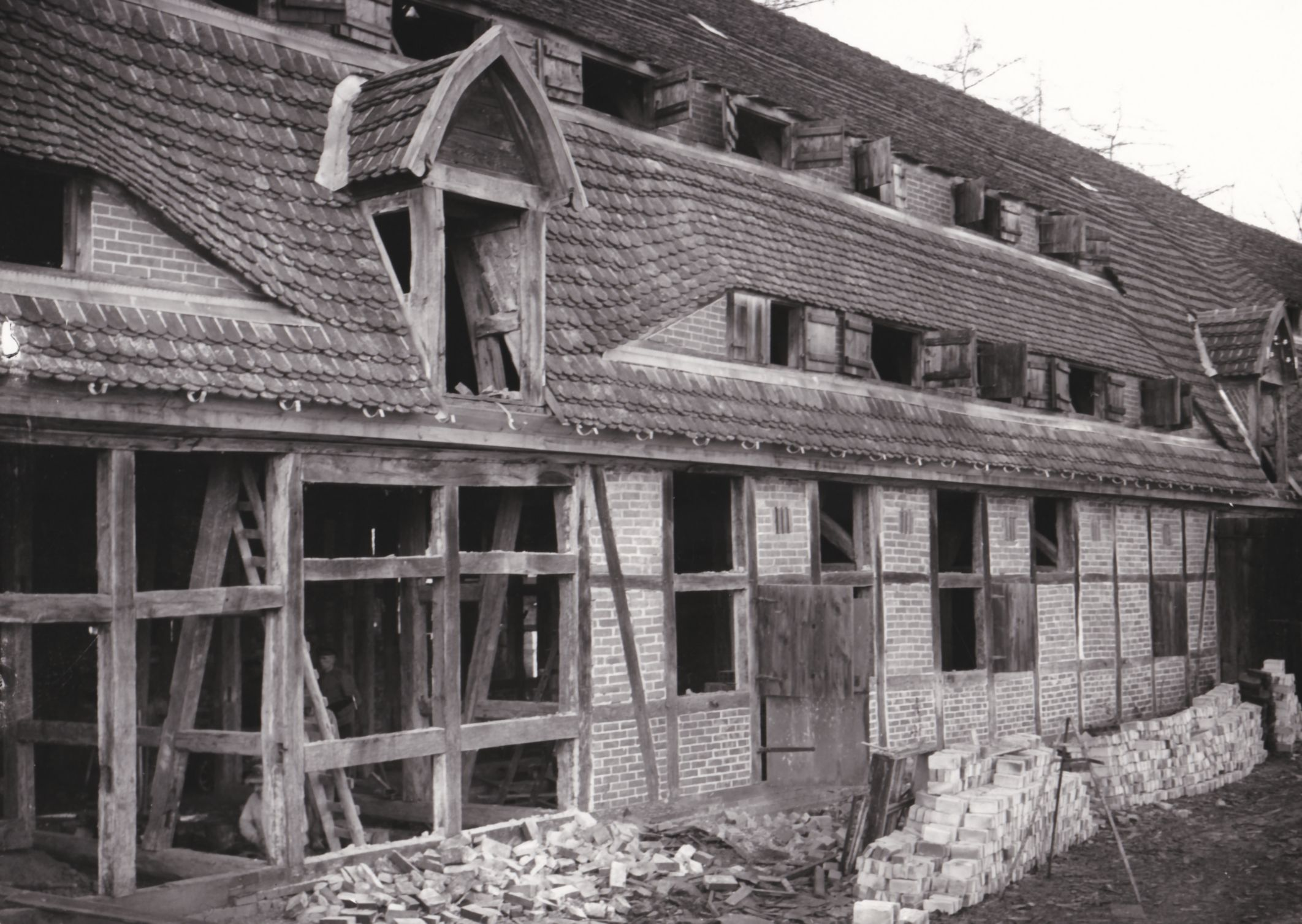
Umbau zur HJ-Schule (1938)

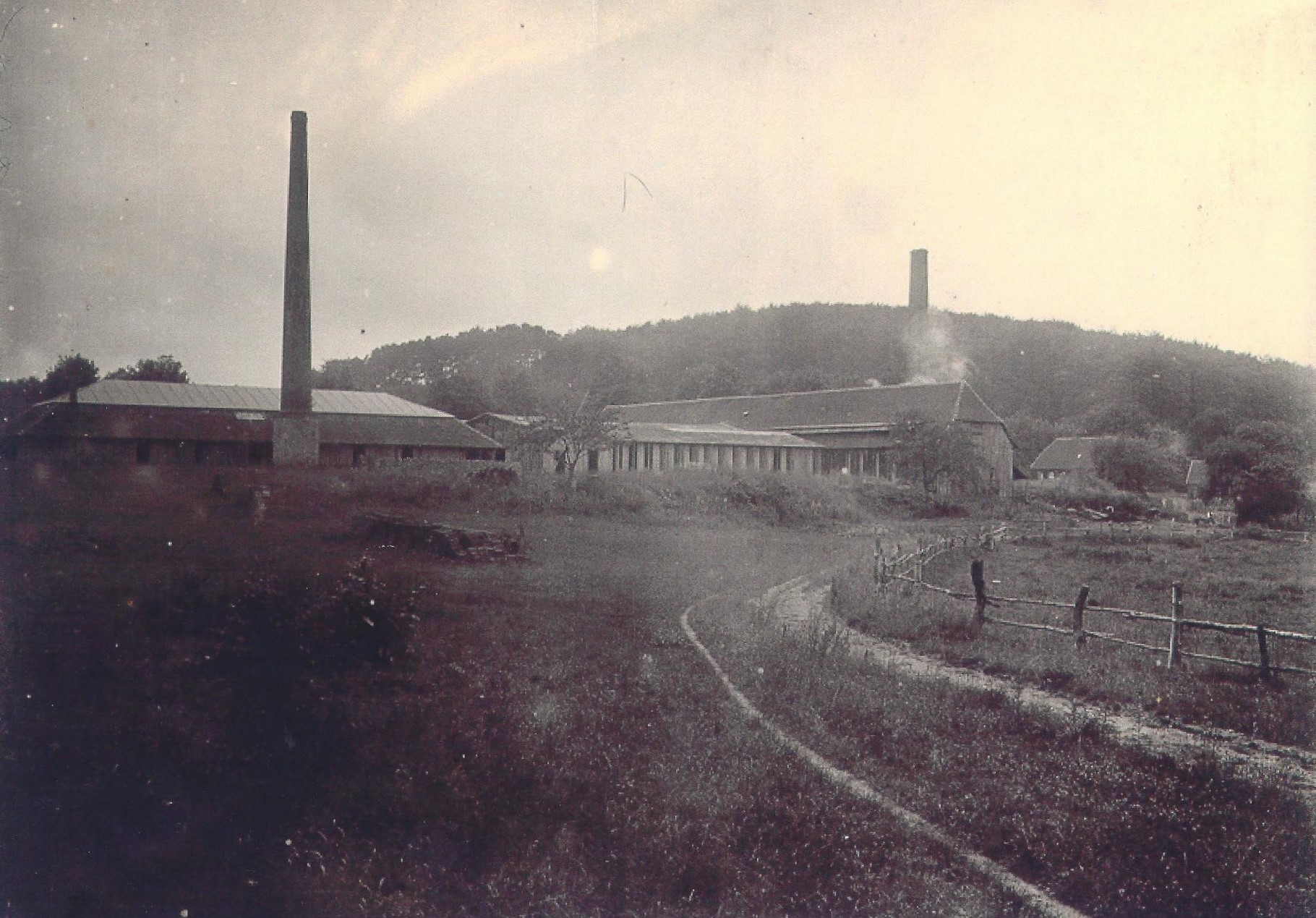
Hellberg-Ziegelei (1940)

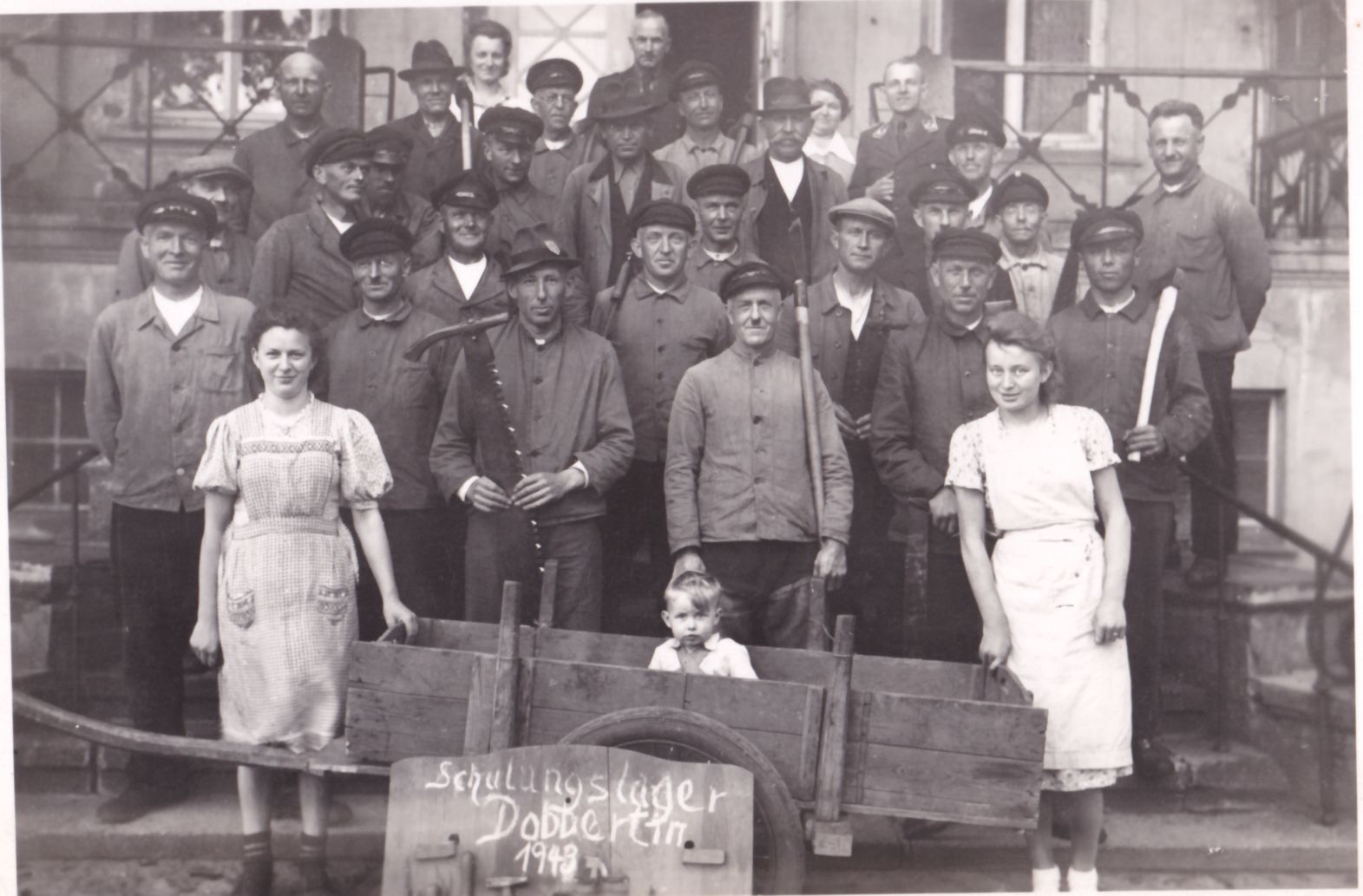
Waldarbeiterschule im Klosterhauptmannshaus (1943)

- 1936 Rechtsbeistand für den Klosterkonvent leistete bis 1945 der Rechtsanwalt Dietrich von Oertzen aus Rostock.
- 1937 Forstmeister Karl Heinrich Peter August Beese und Müllermeister Otto Demant in Dobbertin. Regierungs-Baumeister Heinrich Wehmeyer, Hochbauabteilung VI. Landratsamt Parchim sowie Regierungs-Inspektor Gaeth, Regierungs-Assistent Zachow, wissenschaftlicher Mitarbeiter von der Lancken für Kirchensachen.
- 1938 Agnes Dreppner geb. von Winterfeld wurde Organistin. Revierförster Beier aus Dobbertin leitete die Waldarbeiterschule im Klosterhauptmannshaus.[470][471]
- 1939 Schornsteinfegermeister Otto Baumann aus Goldberg.[472] Amtsarzt Sieler. Gartenmeister Ernst Moth aus Klink kaufte am 6. Februar die Amtsgärtnerei in Dobbertin.[473] Gutsverwalter Adolf Rode, Oberforstmeister Karl Beese.
- 1940 Adolf Rode wurde durch den Reichstatthalter Friedrich Hildebrandt in Schwerin zum Gutsinspektor ernannt.[474]
- 1944 Postamtsvorsteher war Gustav Wilhelm Goltz, Postbote Rossol und Ritter. Die Studienrätin Dittmer wurde mit der Leitung der Deutschen Heimschule beauftragt.[475] Horst Sieler, Hebamme Frau van den Borg. Flüchtlingspfarrer Carl Köhler aus Köln hatte ab Mai 1945 als NSDAP-Mitglied Predigerverbot.[476]
- 1945 Gutsinspektor Adolf Karl Heinrich Rode bekam ab 8. Januar 1945 eine höhere Besoldungsstufe von 3 850 Reichsmark, war Ende April vor den Russen geflohen und versteckte sich bei seinem Verwandten in Schwerin-Görries.[477] Statthalter Fritz Ortmann wurde festgenommen.[478] Schuhmacher Hermann Lube, Bäckermeister Ernst Müller, Bautechniker Frick, Maurermeister Samens, Maurer Baumgarten, Joachim Neumann war praktischer Arzt. In der zweiklassigen Schule waren ab Dezember 1945 die Lehrerinnen Frau Bronisch und Fräulein Schild für 160 Schüler zuständig. Clara Viereck, Studienrätin i. R., Flüchtlingspastor Carl Köhler (NSDAP-Mitglied) aus Köln predigte ohne Zustimmung. Am 1. Juni 1945 wurde der Inspektor Wilhelm Welk durch die sowjetische Administration als Bürgermeister eingesetzt, am 28. Februar 1946 abgelöst.
- 1946 Organistin Frau Dreppner geb. von Winterfeld starb im Frühjahr 1947, ab 1950 spielte Luise von Dewitz die Orgel, sie starb 1967. Schmied Walter Köhn war Wehrleiter der Feuerwehr, Tischlermeister Roloff fertigte Särge in Dobbertin. Herbert Lüders aus Goldberg hatte eine Kalkbrennerei in der Dobbiner Plage mit vier Öfen. Fischer Hübner in Dobbertin. Pastor ab 11. August 1946 Kurt-Vollrath Peters aus Hamburg.[479] Rentner Wilhelm Wendhausen wurde am 15. Juni 1947 Bürgermeister, im Juli 1948 abgelöst.
- 1947 Kostenschätzung durch Heinrich Wehmeyer zu den Brandschäden am 30./31. Oktober 1946 durch sowjetische Soldaten am südlichen Kirchturm und dem östlichen Klausurgebäude. Er war 1955 wegen Krankheit ausgeschieden, alle Zeichnungen nebst Dienstfahrrad hatte er dem Architekten Schlüter in Parchim übergeben.[480] Heinrich Prosch wurde Küster und Gastwirtin war Erna Albrecht, Gartenmeister Ernst Moth. Heinrich Wehmeyer vom Hochbauamt des Landkreises Parchim leitet ab Mai 1947 im Kloster Dobbertin die Umbauarbeiten zur Nutzung als Altersheim.[481] Karl Manzelmann aus Schwerin wurde in Anwesenheit des Landtagspräsidenten Carl Moltmann Leiter des am 2. November 1947 eröffneten Landesaltersheim im Kloster Dobbertin.[482] Stellvertreter war Heinz Hachert, Wirtschaftsleiter Otto Ringhard, Else Hünemörder war Heimleiterin.
- 1948 Töpfermeister Wilhelm Arendt, Holzschneider Hermann Blumental, Müllermeister Friedrich Bobzin, Elektromeister Walter Bünger, Schneidermeister Carl Boy, Mechanikermeister Erich Garling, Schlossermeister Otto Lube, Stellmachermeister Erich Ludwigs, Gartenmeister Ernst Moth, Klempnermeister Bruno Hausch, Bäckermeister Ernst Müller, Tischlermeister Heinrich Roloff, Maurermeister Georg Sames, Schmiedemeister Richard Schulzig, Malermeister Gustav und Paul Awe, Krugpächterin Erna Albrecht.[483] Lehrer waren Erich Schmidt, Elli Harndt, Otto Ehlers und Günter Krüger.
- 1949 Gärtnermeister Adolf Wolter, Revierförster Fritz Koppelow in Dobbin.
- 1950 Arbeiter Arthur Lemke wurde am 21. Dezember 1950 Bürgermeister, im April 1951 abgelöst.
- 1951 Baufirma Lüders aus Goldberg mit Reparaturarbeiten in den Kreuzgängen beauftragt. Volksbau Parchim arbeitet im nördlichen Klausurgebäude (Haus XII). Baurat Heinrich Wehmeyer, Gerd Baier vom Institut für Denkmalpflege, Außenstelle Schwerin.[484] EBM-Volkseigenes Entwurfs- und Bauleitungsbüro Mecklenburg, Nebenstelle Parchim, Bezirksbauleiter Harder. Frau Hünemörder war Leiterin des Landesaltersheim, Verwalter Herr Schonert. Schornsteinfegermeister Otto Baumann aus Goldberg, Oberförster Spillert. Bauer Walter Rogge wurde am 4. Mai 1951 Bürgermeister, am 30. Juni 1952 abgelöst.
- 1952 Orgelbau-Anstalt Alexander Schuke aus Potsdam reparierte die Orgel, Künstler Kurt Nitsche aus Schwerin spielte zu Ostern.[485] Oberförster Hensel. Am 2. Juli 1952 wurde Landwirt Karl Foitzik Bürgermeister, aber schon nach vier Monaten am 15. Oktober 1952 abgelöst. Malerfirma Cords aus Goldberg im Kreuzgang.
- 1953 Öberförster bis 1975 Gerhard Cornelsen. Am 25. April 1953 wurde Arbeiter Karl Becker Bürgermeister, am 25. April 1954 abgelöst. Hühnemörder war Leiter im Kreisfeierabendheim.
- 1954 Otto Köhn war Heimerzieher im Forstlehrlingsheim Theodor Körner in Dobbertin, dass 1967 geschlossen wurde. Die praktische Ausbildung erfolgte in den Forstrevieren Schwinz, Jellen, Kleesten und Kläden.
- 1955 Mantzelmann, Leiter im Landesaltersheim.
- 1956 Oberförster Wolfgang Gutsche. Vom 1. September 1956 bis 1. Juni 1957 war Rosemarie Koch Bürgermeisterin, danach unbekannt versetzt. Der ehemalige Hilfsförster und seit 1933 Ortsgruppenleiter der NSDAP Gustav Schriever verließ 1945 als Erster Dobbertin in Richtung Westen und begrüßte ab 1956 als berühmtester Elb-Kapitän vor Hamburg die Schiffe.[486]
- 1958 Hünermörder, Landesaltersheim.
- 1960 Schornsteinfegermeister Alfred Stargard aus Goldberg.
- 1961 Arbeiter Hans Barwandt war vom 17. September 1961 bis Februar 1965 Bürgermeister.
- 1962 Das Landesalters- und Pflegeheim wurde auf Anweisung des Rates des Bezirkes Schwerin als Außenstelle der Bezirksnervenklinik Schwerin in ein Spezialpflegeheim für psychisch Kranke umgewandelt.[487]  Ärztlicher Direktor Berthold. Förster Herbert Friedrich Wilhelm Krull in Kläden.
- 1964 Gutachter und Beratender Ingenieur Haker aus Schwerin-Zippendorf, Bausachverständiger für konstruktive Sicherung von Baudenkmälern  Wolfgang Preiss aus Dresden.  Serafin Polenz,  Herborn vom Institut für Denkmalpflege, Außenstelle Schwerin. Ortmann PGH Bauhandwerk Dobbertin, Döring als Technischer Direktor der BNK Schwerin.
- 1965 Erich Wendhausen war vom 1. März 1965 bis zum 17. März 1986 Bürgermeister und LPG-Vorsitzender.
- 1967 Revierförster Carl-Friedrich Clodius in Dobbin.
- 1974 Palesche BNK Schwerin.
- 1975 Tischler Manfred Splinter war Wehrleiter der Dobbertiner Feuerwehr.
- 1976 Verwaltungsleiter Heinz Oesterer, Bereichsleiter Rudi Dollase.
- 1978 Orgelbauer Wolfgang Nußbücker aus Plau, Orgelsachverständiger war Wolfgang Leppin aus Güstrow.
- 1983 Wolfgang Preis, Bausachverständiger für Denkmalschutz aus Dresden untersuchte den Zustand der Klosterkirche und der Klausurgebäude.
- 1986 Pastor Christoph Kleemann wurde 1988 beurlaubt.
- 1988 VEB Denkmalpflege Schwerin, Projektierungsatelier Architekt Eugen Rimpel, Frau Zander.
- 1989 Werner Panther, Facharzt für Neurologie und Psychiatrie, war leitender Arzt der Außenstelle der Bezirksnervenklinik Schwerin im Kloster Dobbertin.
- 1990 Dachdecker Plauer Bauhandwerker GmbH und Metallrestaurator Denkmalpflege Schwerin GmbH an der Klosterkirche, Münzfund in der Kugel.[488] Frau Renate Sommer, Kulturamt Lübz, Norbert Schilling, Baudezernat Lübz. Lehrer Ulrich Klatt wurde Bürgermeister in Dobbertin.
- 1991 Klosterbauleiter war bis zu seiner Pensionierung 2005 Horst Alsleben. Kunsthistoriker Horst Ende, Bettina Gnekow, Dirk Handorf, Achim Bötefür, alle vom Institut für Denkmalpflege Schwerin, Restaurator Andreas Baumgart aus Rethwisch. Carl-Heinz Pastor, Gerhard Lau vom Institut für Kulturbauten Berlin, Außenstelle Rostock.[489] Pastor Karl-Otto Paulsen als geschäftsführender Direktor und Aufsichtsratsvorsitzender und Herr Sievert von den Vorwerker Heimen aus Lübeck.[490] Museumsleiter Hans Hentschel aus Goldberg. Messbildstelle GmbH Berlin/Dresden. Deutsches Zentrum für Handwerk und Denkmalpflege Fulda,  F. Dietz, Denkmalpflege Mecklenburg GmbH Schwerin (ehemals VEB Denkmalpflege Schwerin). Architekt Peter Christian Thormann aus Lübeck mit bauvorbereitenden Maßnahmen an und in den Klausurgebäuden. Frau Krüger und Frau Pollatschek vom Sozialministerium in Schwerin. Der Dobbertiner Pastor Ulrich Palmer ging 1994 nach Hohen Sprenz.
- 1992 Architekten Dannien & Fendrich aus Lübeck, Ing, Büro Becker & Becker aus Braunschweig, Hans-Martin Meyer aus Hamburg, Ing. Büro für Elektrotechnik Thomas Hornecker aus Lübeck, Ing. Büro für Statik Mario Binder aus Schwerin waren alle an der Planung der neuen Behindertenwerkstatt beteiligt. Pastor Dieter Döring aus Hamburg und Kaufmann Hans Hopkes aus Aurich wurden Geschäftsführer des neu gegründeten Diakoniewerkes Kloster Dobbertin gGmbH. Am 20. März 1992 wurde der Verein zur Förderung des Klosters Dobbertin gegründet. Erster Vorsitzender wurde der ehemalige leitende Arzt des Klosters Dobbertin als Außenstelle der Bezirksnervenklinik Schwerin. Stellvertreter war Pastor Karl-Otto Paulsen als geschäftsführender Direktor der Vorwerker Heime in Lübeck.
- 1993 Abbau und Einlagerung des Pfeifenwerkes der nicht spielbaren Orgel durch Wolfgang Nußbücker vom Mecklenburger Orgelbau in Plau wegen beginnender Sicherungs- und Sanierungsarbeiten in der Klosterkirche. Lübeker Architekten Dannien und Fendrich, Bauleiter Peter Wlodarzek vom ReGo Bau aus Retzow. 1993 bis 1995 Erarbeitung einer Generalzielplanung für die gesamte Klosteranlage durch Rüppel & Partner, Architekten aus Kassel. Ziegelei Fuhrhop aus Lüneburg. Besuch des Ministerpräsidenten von Mecklenburg-Vorpommern Berndt Seite am 14. Februar 1993 in der Behinderteneinrichtung im Kloster Dobbertin.[491] Pastor Dieter Döring aus Hamburg übernahm im Kloster Dobbertin bis 1998 mit der Pfarrstelle die kirchliche Leitung der diakonischen Einrichtung.[492]

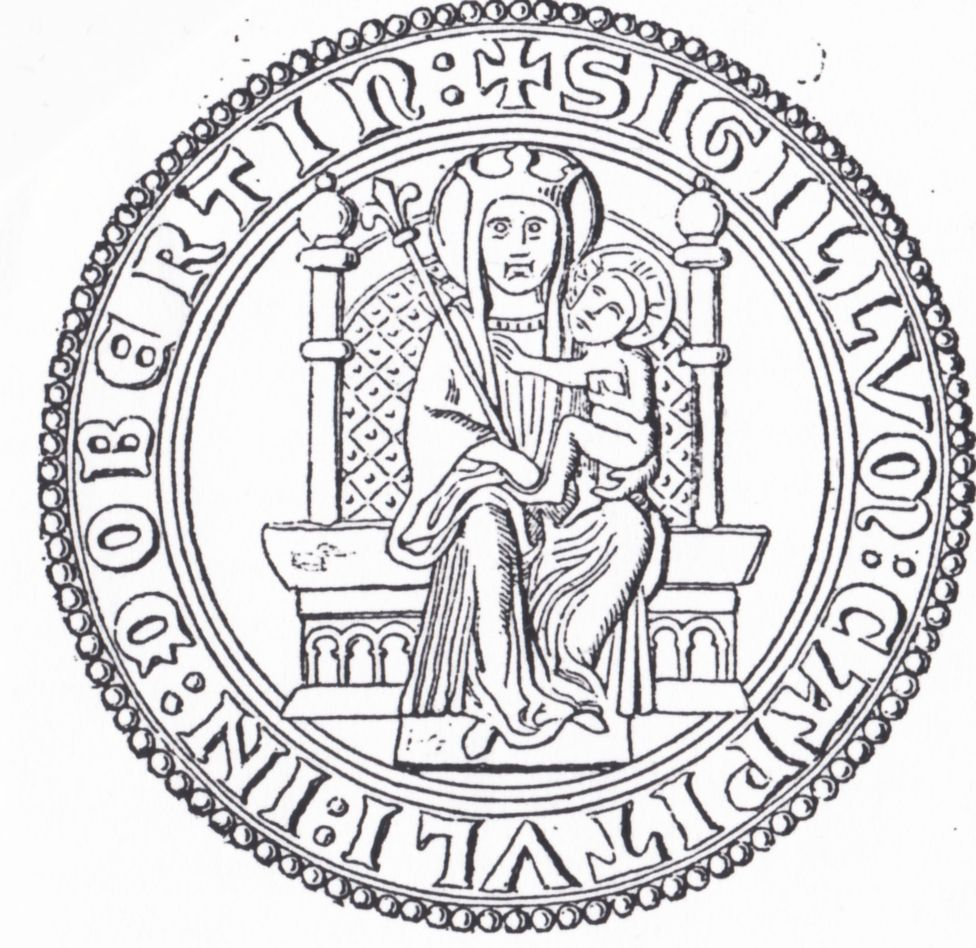
Erstes Klostersiegel von 1249

- 1994 Finanzministerium Mecklenburg-Vorpommern, Abt. 4 Referat Schlösser und Parkanlagen, Hans-Joachim Peters, Friedrich Preßler. Kunstschmied Gerd Müller aus Dümmer fertigte das erste Klostersiegel von 1249 aus Kupfer für das Klosterkaffee.[493] Ing. Büro Frank Hahn aus Sternberg sanierte die Einrichtungen in Bolz, Dessien, Wamckow, Ruest und Lindenhaus (ehemalige Klosteramtsscheune) in Dobbertin. Natursteinwerkstatt Walter Beckmann aus Plate fertigte neue Sandsteinplatten für die ausgeschlagenen Inschriften über den Eingängen vom Damenhaus X., Ziegelei Falkenlöwe aus Sonderborg in Dänemark fertigte Klosterformatsteine. Auch der Malermeister Heinz Selig aus Dobbertin und die Tischlerei WACO aus Lübz sanierten das ehemalige Pforthaus.[494] Hans Kanert wurde Bürgermeister, war zuvor 2. Geschäftsführer der Dobbertiner Agrargenossenschaft. Pastor Gerhard Voß aus Goldberg.
- 1995 Architekt Bent Böhnke aus Güstrow, Berliner Glaswerkstätten Horst Lehmann, Drachenberg von der Potsdamer Arbeitsstelle für Glasmalereiforschung, Gebietskonservator Johannes Voss vom Institut für Denkmalpflege Schwerin, Restaurator Andres Baumgart aus Rethwisch waren alle an der Klosterkirche tätig. Malermeister Heinz Selig aus Dobbertin, Elektromeister Peter Bockholdt, Tischler und Drechsler Schmidt aus Dobbertin, Gerüstbaufirma Günther aus Lübz, Lübzer Bau, Waco Tischlerei Walter und Colmsee aus Lübz. Klaus Suhr vom Tief- und Straßenbau Brüel. Frank Ladewig von IBUS Parchim. Andreas Preuß als ehrenamtlicher Bodendenkmalpfleger aus Goldberg.[495] Sozialminister Hinrich Kuessner am 27. Februar 1995 zur Einweihung der neuen Behindertenwerkstatt. Werkstattleiterin Gisela Hentschel.[496] An den 2. Dobbertiner Klostertagen am 22. und 23. Juni 1995 im alten Refektorium waren als hochkarätige Referenten Gottfried Kiesow als Vorstandsvorsitzender der Deutsche Stiftung Denkmalschutz aus Bonn, Fritz Wenzel von der Universität Karlsruhe und dem DFG-Sonderforschungsbereich 315, Helmuth Venzmer von der Hochschule Wismar und der Klosterbauleiter Horst Alsleben dabei. Teilnehmer waren u. a. Pastor Dieter Döring als Geschäftsführer des Diakoniewerkes Kloster Dobbertin und Werner Panther, Facharzt für Neurologie und Psychiatrie und Vorsitzender des Fördervereins Kloster Dobbertin.
- 1996 Fritz Wenzel und Jürgen Haller vom Büro für Baukonstruktion aus Karlsruhe, Firma Held & Franke aus Hamburg, Firma Landwehr aus Nordhausen, Institut für Massivbau und Baustofftechnologie der Universität Karlsruhe halfen bei der Sicherung und Sanierung der einsturzgefährdeten Gewölbe in der Klosterkirche.[497] Restauratorengemeinschaft Baumgart & Brandner aus Rethwisch und Rostock begannen mit Farbfassungsuntersuchungen. Bei der Beseitigung diverser Bau- und Dachschäden am Damenhaus X. waren die Dachdecker, Zimmerleute und Maurer vom Kupfer-Bau Lohmen, die Klempner vom Lübzer Bau, die Trockenbauer der Firma Pahl aus Plau am See, die Elektriker der Firma Peter Bockholdt und die Maler der Firma Heinz Seelig aus Dobbertin tätig.[498]
- 1997 Finanzministerium Mecklenburg-Vorpommern, Abt. 5 Staatshochbau, Referat Zuwendungsbau Kurt-Widow Borchard und Friedrich Preßler zur Koordinierung zwischen dem Kultus- und Finanzministerium der Generalzielplanung zur umfassenden Sanierung der gesamten Klosteranlage.[499] Firma Ochsenfahrt Restaurierung aus Lübeck in der Klosterkirche. Holzschutzgutachter Uwe Schümann aus Schwerin. Baufirma Graf aus Güstrow.[500] Erste Bergungs- und Dokumentationsarbeiten bei der Neuverlegung der Schmutz-, Regenwasser- und Trinkwasserleitungen im Nord- und Ostbereich der Klosteranlage durch Susanne Krönung vom Landesamt für Bodendenkmalpflege Mecklenburg-Vorpommern. Mönche waren wieder im Kloster Dobbertin, Pater Ulrich (OSB) Ulrich Faust von der Abtei Ottobeuren berichtete am 19. April 1997 auf einer Fachtagung im ehemaligen Refektorium über das heutige Leben der Benediktinermönche in einem Kloster. Christoph Römer aus Braunschweig[501] und Klosterbauleiter Horst Alsleben.[502] Pastorin Astrid Lüth.
- 1998 Planungsbeginn Sanierung Klausurgebäude durch ARGE Mikolajczyk, Kessler, Rimpel. IHB Ing. Büro Thomas Hornecker GmbH Lübeck, GETEC Ing. Büro für Haustechnik GmbH Andreas Ballentin Schwerin, Büro für Ingenieurvermessung Holger Döring Wismar, Ing. Büro für Holzschutz Uwe Schümann Schwerin, Ing. Büro für Baugrund Dr. Ing. Marquart/Birkenbusch Schwerin, Leezen. Ing. Büro für Bodenmechanik und Grundbau Prof. Reeck & Partner aus Wismar. Ulrich Diederichs Universität Rostock, FG Baustoffe. WAZ Wasser-/Abwasserzweckverband Parchim-Lübz. Landschaftsarchitekten Proske & Steinhausen Schwerin. Bauarchäologische Untersuchungen Antje Zimprich. Walfried Blume vom Archäologischen Landesmuseum MV mit anthrologischer Aufarbeitung im Kreuzgang geborgener Skelette. Frank Nikulka, Frank Wietrzichowski,[503][504] und Wolfgang Virk vom Landesamt für Bodendenkmalpflege.[505] Ernst Münch und Tilmann Schmidt vom Historischen Institut der Universität Rostock. Sozialwissenschaftler Stefan Domscheidt war bis 2001 Geschäftsführer im Diakonischen Werk des Klosters Dobbertin.
- 1999 Kupfer-Bau Lohmen mit Maurer Eckhard Möller und Piehl. Dachdeckermeister Ulrich Ritschel aus Sternberg. Baufirma Gehrmann aus Granzin, Dachdeckermeister Meyer aus Langenhagen, Zimmerei Kersting aus Waren. Malermeister Gartschok aus Krakow am See, Tief- und Straßenbau Brühl GmbH für Erschließungsarbeiten der technischen Ver- und Entsorgung mit Klaus Suhr, Jolitz Grünanlagen aus Tempzin, Bauleitung Klausurgebäude durch Architekt Stefan Rimpel aus Schwerin. Ab 1999 war Horst Tober 12 Jahre Bürgermeister und Vorsitzender des Kultur- und Heimatverein Dobbertin.

### 21. Jahrhundert

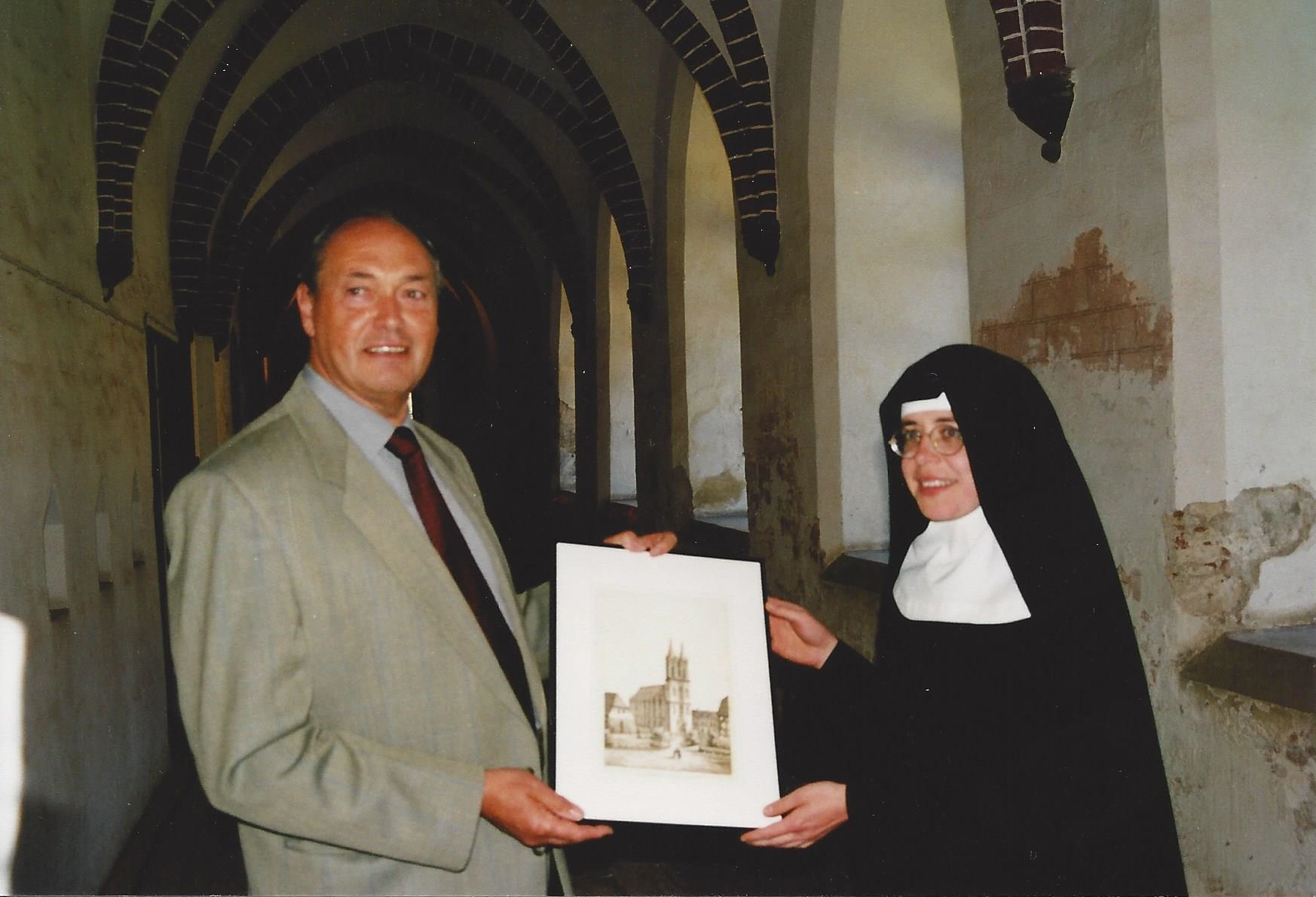
Klosterbauleiter Horst Alsleben und die Benediktinerin Sr. Beata vom Kloster Alexanderdorf, im südlichen Dobbertiner Kreuzgang (2000)

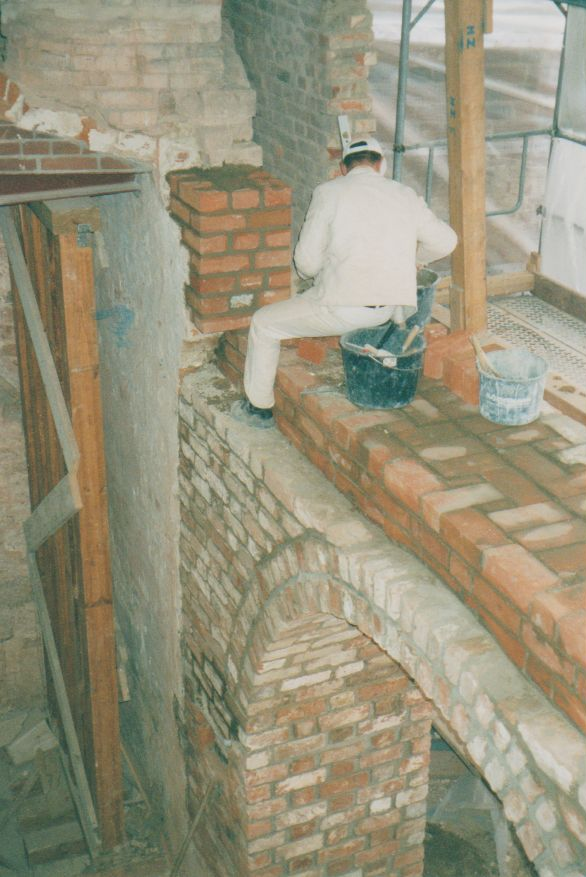
Maurer Hubert auf dem Eingangsbogen (2004)

- 2000 Nonnen waren wieder im Kloster, Benediktinerin Schwester Beate Reimers aus dem Kloster Alexanderdorf berichtete über das heutige Leben der Benediktinerinnen auf den 4. Dobbertiner Klostertagen im ehemaligen Refektorium. Die Referenten Fred Ruchhöft vom Geisteswissenschaftlichen Zentrum Geschichte und Kultur Ostmitteleuropas in Leipzig und der Klosterbauleiter Horst Alsleben berichteten über die derzeitigen bauarchäologischen Untersuchungen und Sanierungsarbeiten im Kloster Dobbertin.[506][507][508] Teilnehmer waren u. a. Tilmann Schmidt vom Historischen Institut der Uni Rostock, Christa Cordshagen als Vorsitzende des Mecklenburgischen Geschichtsvereins, Gerhard Schlegel als Vorsitzender des katholischen Geschichtsvereins Mecklenburg und Stephan Handy vom Thomas-Morus-Bildungswerk aus Parchim. Architektin Katharina Henze aus Güstrow betreute bei der Kirchensanierung bis 2003 die äußere Südfassade mit Sakristei. Bauherr LVVG Liegenschaftsverwaltungs- und Verwertungsgesellschaft des Landes Mecklenburg-Vorpommern mbH, Restaurator Andreas Baumgart aus Rethwisch, Bauhistoriker Dirk Schumann aus Berlin, GFDS GmbH Sachsen aus Chemnitz. Ziegelei GOLEM Kunst- und Baukeramik aus Jacobsdorf, OT Sieversdorf (Oder) fertigte und lieferte alle Formsteine und Terrakotten für die Südfassade mit Sakristei und die Doppelturmanlage der Klosterkirche. Frank Hahn aus Sternberg sanierte das ehemalige Seniorenheim, einst Klosteramtsscheune, HJ-Schule und Jugendherberge im Dorf zum Wohnheim für Behinderte.[509]
- 2001 Architekt Thomas Tillmann aus Lübeck war für Planung des ehemaligen Küchenmeisterhauses verantwortlich. Die Bauingenieure Karin Selke und Axel Petrowicz sanierten und restaurierten das 1825 in Dobbertin erbaute Samenhaus des Klosterforstamtes bis 2006 als Wohnhaus.[510] Garten- und Landschaftsarchitekten Proske & Steinhausen Schwerin. Harald Stümpel und E. Erkul vom Institut für Geowissenschaften der Christian-Albrechts-Universität zu Kiel erarbeiteten eine Geomagnetische Kartierung vom Klosterinnenhof und vor der Klosterkirche.[511] B. Heußner vom Deutschen Archäologischem Institut, Eurasien-Abteilung in Berlin erarbeitete das Dendrochonologische Gutachten für die Klausurgebäude. Frank Wietrzichowski vom Landesamt für Bodendenkmalpflege in Mecklenburg-Vorpommern war mit den archäologischen Bergungsarbeiten und wissenschaftlichen Dokumentationsarbeiten bis März 2002 im Kreuzganginnenhof beschäftigt.[512] Walfried Blume machte die anthropologische Aufarbeitung der geborgenen Skelettfunde bei den Grabungen im Kreuzgang. Firma Hermann aus Schwerin an der ehemaligen Remise. Am Technikgebäude Maurer der Granziner Baufirma Gehrmann, Dachdeckermeister Meyer aus Langenhagen, Zimmerleute der Firma Kersting aus Waren. Der Bundespräsident Johannes Rau besuchte am 4. Juli 2001 im Beisein von Ministerpräsident Harald Ringstorff und dem Landesbischof Hermann Beste das Kloster Dobbertin.[513] Anwesend waren Landrat Klaus-Jürgen Iredi, Bürgermeister Horst Tober und Geschäftsführer Hans Hopkes.

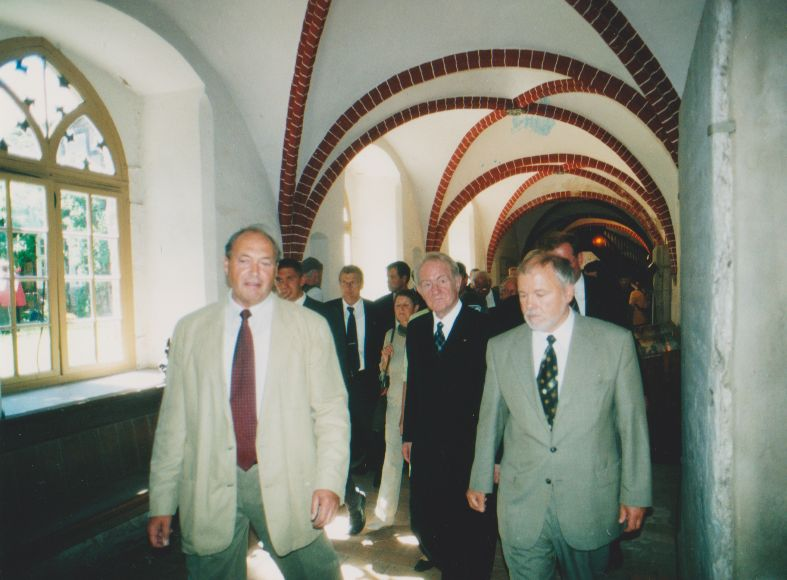
Bundespräsident Johannes Rau (mitte) und Ministerpräsident Harald Ringstorff (rechts) im östlichen Kreuzgang (2001)

- 2002 Christine Magin, Jürgen Herold, Marion Grether von der Arbeitsstelle Inschriften der Uni Greifswald,[514] Firma Garten- und Landschaftsbau H. P. Crull aus Tramm mit Ausschachtungsarbeiten im Kreuzganginnenhof und der Bergung historischer Grabplatten. Ausführung aller Maurerarbeiten an der Südfassade mit Sakristei und der Doppelturmanlage durch GFDS GmbH Sachsen aus Chemnitz mit Polier Bernd Schreiber.[515] Die Kreuze auf den beiden Turmhelmen vergoldete der Malermeister Siegfried Barten aus Zurow bei Wismar.
- 2003 Firma Stump, Spezialtiefbau GmbH Berlin, Fundamentsicherungen an den Klausurgebäuden. Rohbau Zaschke & Helbig aus Schwerin. Neumühler Bauhütte GmbH aus Schwerin. Klempner- und Installateurmeister Gerd Grade aus Techentin. Garten- und Landschaftsbau Jolitz & Söhne aus Tempzin. Glasmalerei Fred Köhnke aus Dresden restaurierte die Fenster in der Kirche. Beginn Sicherung, Sanierung und Umbau des ehemaligen Pferdestalls zum Therapiezentrum, Architekt Reinhardt Meller aus Plau am See, Statiker Mario Binder.[516] Firma Projektentwicklung und Komplettbau Reimershagen, Ing. Büro Frank Hahn aus Sternberg. Bezirksschornsteinfegermeister Schwebke aus Goldberg betreut die klostereigene umweltfreundliche Heizungsanlage mit drei Gaskesseln.[517]

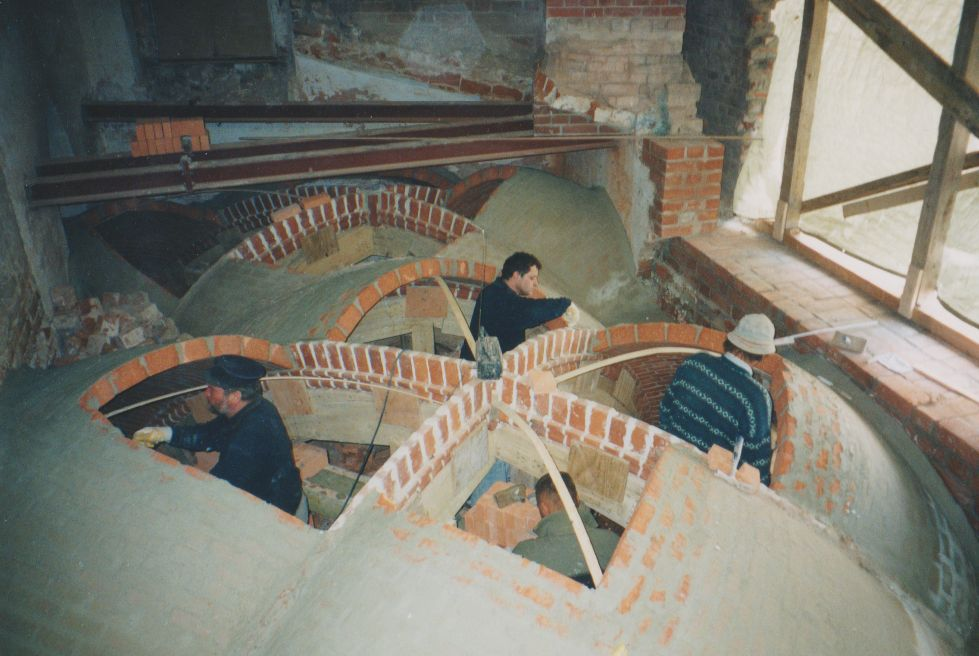
Ausmauern von zwei neuen Kreuzrippengewölbe im östlichen Kreuzgang (2004)

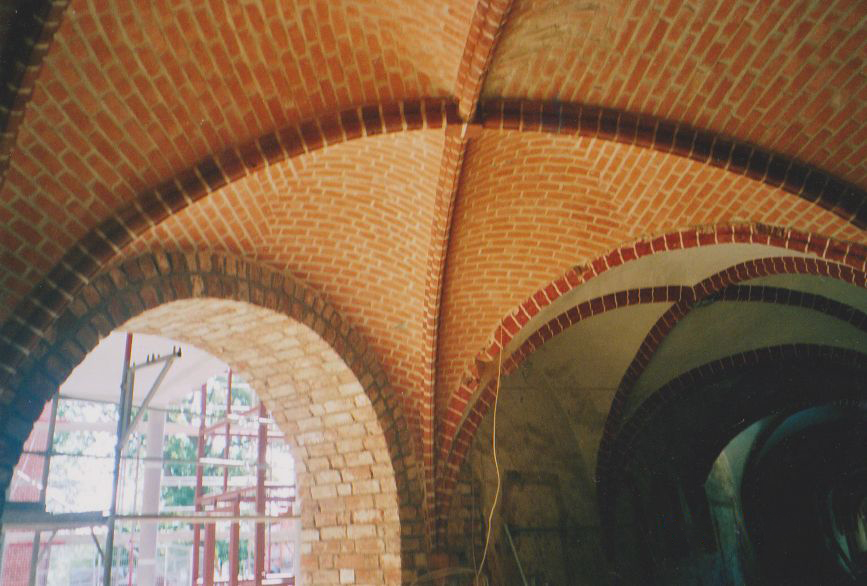
Gemauerter Eingangsbogen mit neuem Gewölbe im östlichen Kreuzgang (2004)

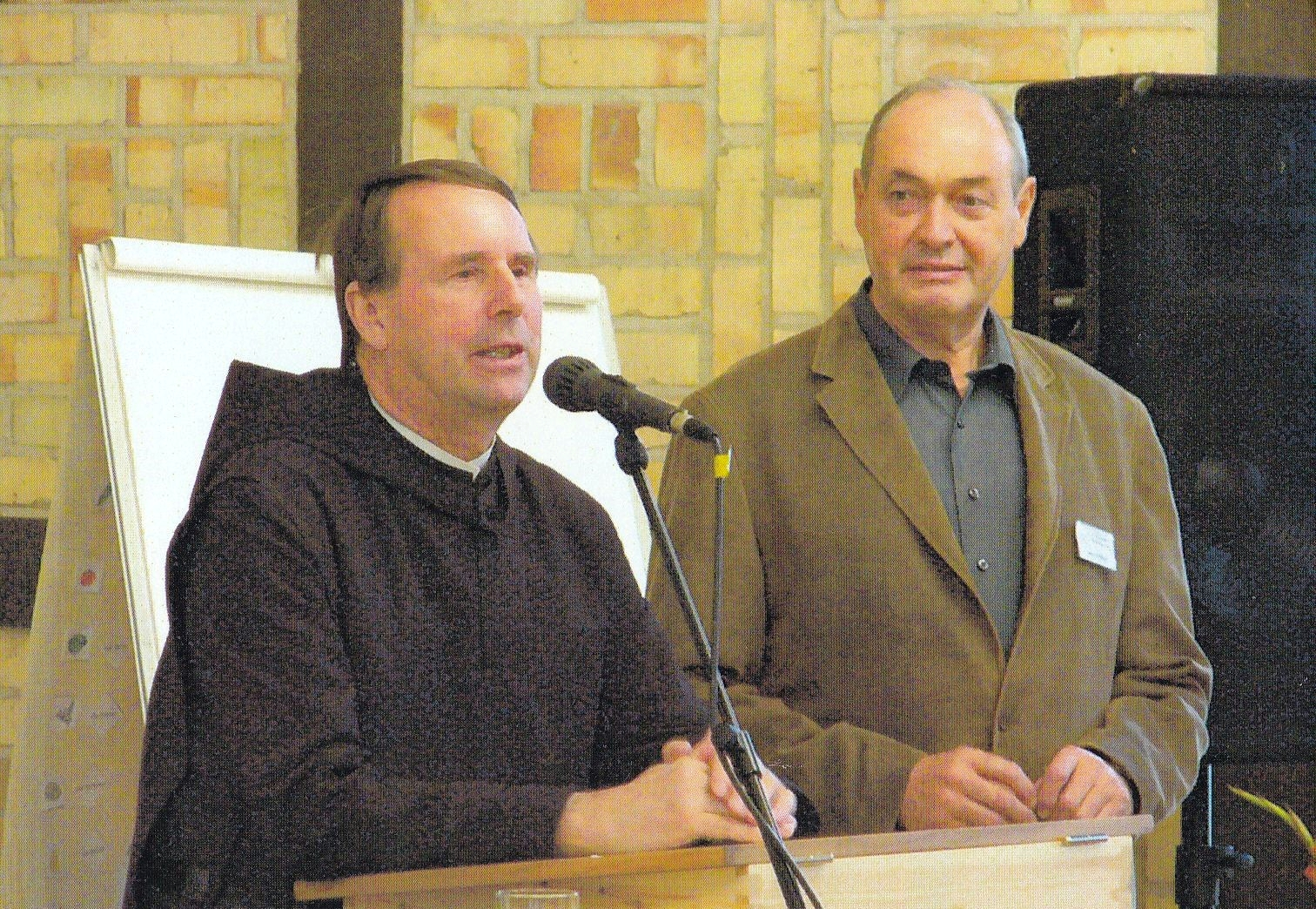
Pater Ulrich, OSB (Ulrich Faust) mit Klosterbauleiter Horst Alsleben (2004)

- 2004 Bauhistoriker Dirk Schumann aus Berlin, Bauhistorische Untersuchungen der Klausurgebäude. Nach Fertigstellung der sanierten Südfassade Abbau der Gerüste an der Klosterkirche.[518] Spezialmaurer der Bau-Union Wismar mauerten im östlichen Kreuzgang die zwei neue Kreuzrippengewölbe zum Eingang der Klosterkirche mit Ziegeln der Ziegelei Falkenlöwe aus Sonderborg in Dänemark. Sie hatten davor die Gewölbe in der Georgenkirche zu Wismar gemauert. Sicherung, Sanierung des ehemaligen Pferdestalles zu einem Therapiezentrum mit SALO & PARTNER aus Passow mit 40 arbeitslosen Jugendlichen und dem Bauleiter Jens Karsten. Architekt Reinhard Meller aus Plau, Sicherheitskoordintor Horst Alsleben vom Kloster Dobbertin, Uwe Schümann, Ing. Büro für Holzschutz aus Schwerin, Mario Binder, Ing. Büro für Tragwerksplanung aus Schwerin, CETEC Ing. Büro Andreas Ballentin aus Schwerin, IHB Ing. Büro Thomas Hornecker aus Lübeck, Bettina Gneckow, Landesamt für Denkmalpflege aus Schwerin, Restaurator Andreas Baumgart aus Rethwisch. Malermeister Siegfried Barten aus Zurow bei Wismar restaurierte die Schrifttafel am Turm.[519] Die 5. (und leider letzten) Dobbertiner Klostertage fanden am 14. und 25. September 2004 im großen Saal des Lindenhauses, der ehemaligen Klosteramtsscheune, statt. Als Referenten sprachen Archäologe Frank Wietrzichowski vom Landesamt für Bodendenkmalpflege Schwerin über bauarchäologische Untersuchungen in der Klausur und dem Klosterinnenhof, Historikerin Christine Magin von der Akademie der Wissenschaften Göttingen zu den Inschriften der mittelalterlichen Grabplatten, Bauhistoriker Dirk Schumann aus Berlin über neue Forschungsergebnisse zur Baugeschichte, Kunsthistorikerin Bettina Gnekow vom Landesamt für Kultur und Denkmalpflege über denkmalpflegerische Probleme bei der Sanierung der Klosteranlage, Restaurator Andreas Baumgart aus Rethwisch über mittelalterliche Malereien und Farbbefunde in der Klausur und der Klosterkirche, Architektin Katharina Henze aus Güstrow über die derzeitige Kirchensanierung und Architekt Miachel Mikolajczyk aus Schwerin über die denkmalgerechte Sanierung und Umnutzung der Klausurgebäude. Klosterbauleiter Horst Alsleben führte die Teilnehmer über die Klosterbaustellen und danach berichtete Pater Ulrich, OSB (Ulrich Faust) aus der bayerischen Benediktiner Abtei Ottobeuren vom Leben der heutigen Mönche.[520] Vom Verein für katholische Kirchengeschichte berichteten Reinhold Löschner über die Zeiten des Klosters Dobbertin zwischen den Weltkriegen und Gerhard Schlegel über Rühn als verkanntes Kloster der Benediktinerinnen.[521][522]
- 2005 Architekten Kröpelin & Spegel aus Parchim, Haus XI. Im Mai 2005 übernahm Lutz Camin die Klosterbauleitung. Steinrestaurierung & Steinbildhauerwerkstatt Andreas Artur Hoferick aus Berlin mit Maßwerken für die Klosterkirche. Bezirksschornsteinfeger Schwebke aus Goldberg.[523]
- 2006 Sanierung Klosterhauptmannshaus Haus XVI. begonnen. Architektenbüro Kirsten-Baldauf, Schwerin. Statik-Wärmeschutz Rainer Ohse, Schwerin. Vermessungsbüro Holger Döring, Wismar. Holzschutzgutachten Apitz, Schwerin. Elektro Bombowsky, Wismar. HLS GETEC Andreas Ballentin, Schwerin. Landschaftsarchitekt Matthias Proske, Schwerin. Restaurator Andreas Baumgart, Rethwisch. Gerüstbau Ritter, Perleberg. Abbrucharbeiten Frank Siewert, Torgelow. Dachdecker Gröger & Logge, Parchim. Zimmerermeister Michael Ertl, Boldela. Malermeister Eckardt Thiede Parchim, DMH Naturstein GmbH Schwerin, Fensterbau Menck Fenster GmbH Wittenförden. Die Holzimitationen an beiden Westtüren in der Kirche und der kleinen Nordtür zum Kreuzgang führte der Malermeister Siegfried Barten aus Zurow bei Wismar aus.
- 2007 Sanierung Haus XI. abgeschlossen. Architekt Kröpelin und Spegel, Baureparaturen Neubrandenburg GmbH, Dachdecker Gröger und Logge aus Parchim. Elektro Firma Dahnke aus Parchim, Sanitär Altenburg aus Pritzwalk, Heizung Madaus aus Goldberg, Fliesen Priwitzer aus Teterow, Außenanlagen Jolitz aus Tempzin.
- 2008 Sanierung Haus VII. Dendrochronologische Gutachten Tilo Schöfbeck aus Schwerin, Architekt Stefan Rimpel, Statiker Reinhard Ohse, HLS GETEC Andreas Ballentin, Holzschutzgutachter Ronald Apitz alle aus Schwerin, Vermesser Holger Döring und Elektroplanung Bombowsky aus Wismar, Restaurator Andreas Baumgart aus Rethwisch.
- 2010 Sanierung Haus X. Architekt Stefan Rimpel, Statiker Reinhard Ohse, Holzschutzgutachter Ronald Apitz, HLS GETEC Andreas Ballentin alle aus Schwerin, Restaurator Andreas Baumgarten aus Rethwisch, Vermesser Holger Döring aus Wismar, Messbildstelle Dresden, Gerüstbau Ritter aus Perleberg, Maurer Zaschke und Gabler aus Schwerin, Zimmerer Ertl aus Boldela, Dachdecker Gröger und Logge aus Parchim. Sanierung Haus III. Architekten Kröpelin & Spegel aus Parchim, Archäologische Untersuchungen im Innern des ehemaligen Brau- und Brennhauses durch Marc Kühlborn vom Landesamt für Denkmalpflege aus Schwerin.
- 2011 Dirk Schumann, Bauhistoriker aus Berlin am Brau- und Brennhaus (Haus 3). Andreas Ballentin getec aus Schwerin, Architekten Stefan Rimpel & Leifels aus Schwerin, Reinhardt Ohse Tragwerksplanung aus Schwerin, Grünanlagen Proske & Steinhausen aus Schwerin, Elektro Mathias Bombowsky aus Wismar, Sanierung und Umbau Haus X. beendet. Baugrundgutachten für Haus X. durch IGU Ingenieurbüro für Grundbau und Umwelttechnik Schwerin-Wittenförden. Dirk Mittelstädt wurde zum Bürgermeister in Dobbertin gewählt.
- 2012 Axel Ulrich übernahm die Klosterbauleitung. Innenarchitekt Baldauf aus Schwerin am Brenn- und Brauhaus. Ing. Büro Frank Hahn aus Sternberg am Haus I. Elektromeister Peter Bockholdt und Tischlermeister Potröck aus Dobbertin, Zaschke und Gabler aus Schwerin, Dachdecker Parlowski aus Plau am See, Maler Badura und Thiede aus Parchim, Heizung und Sanitär Gerd Grade aus Techentin, Fliesenmeister Pluschkat aus Brüel. Abschluss Sanierung Haus VI. Architektin Katarina Henze aus Güstrow, Statiker Reinhard Ohse, Holzschutzgutachter Apitz, HLS GETEC Andreas Ballentin alle aus Schwerin, Restaurator Andreas Baumgart aus Rethwisch, Außenanlagen Proske und Steinhausen aus Schwerin, Abbrucharbeiten Michael Kunst aus Mustin, Dachdecker Grögger und Logge aus Parchim, Gerüstbau Ritter aus Perleberg, Zimmer- und Holzbau Michael Ertl aus Boldela.
- 2013 Restaurator Andreas Baumgart betreut die Instandsetzungsarbeiten an der äußeren Nordfassade der Kirche bis 2014 für den Betrieb für Bau und Liegenschaften Schwerin als Eigenbetrieb des Landes Mecklenburg-Vorpommern. Neumühler Bauhütte Schwerin mit Maurermeister Jörg Dietrich, Malermeister Peter Rauch. Sanierung Haus V. abgeschlossen. Architekt Wolfram Keßler, Statiker Reinhard Ohse, Holzschutzgutachter Ronald Apitz, HLS getec Andreas Ballentin, Landschaftsarchitekt Mattias Proske alle aus Schwerin, Vermesser Holger Döring und Elektroplanung Bombowsky aus Wismar, Restaurator Andreas Baumgarten aus Rethwisch, Gerüstbau Sörgel und Bunsen aus Fahrbinde, Maurer Zaschke und Gabler aus Schwerin, Abbrucharbeiten Hagemann aus Rostock, Zimmererarbeiten Wagner aus Schönhausen, Dachdecker Gröger und Logge und Thomas Klein aus Parchim, Stuck- und Putzarbeiten Bauhof Gadebusch, Estricharbeiten ANDIC Bau Berlin, Fliesen Gernot Füchsel aus Teterow, Tischlerarbeiten Dähne aus Havelberg und IRB Metallbau aus Lubmin, Schlosserarbeiten Bauschlosserei Jürgen Bertz aus Waren (Müritz), Maler Bergel aus Lübz, Trockenbau Brabänder aus Güstrow, Elektro Peter Bockholdt aus Dobbertin, HLS Gerd Grade aus Techentin. Ab 1. März 2013 ist Pastor Christian Hasenpusch aus Goldberg für die Kirchgemeinde Goldberg-Dobbertin zuständig.
- 2015 Metallrestaurator Thomas Fischer aus Mühlen Eichsen bei Reparaturen am Wetterhahn auf dem Dach der Klosterkirche. Ärztin Heli Laube hat ihre Praxis in der Krugscheune eröffnet.
- 2016 Sanierung Haus IV. abgeschlossen. Architekt Wolfram Keßler, Statiker Rainer Ohse, Holzschutzgutachter Ronald Apitz, HLS GETEC Andreas Ballentin alle aus Schwerin, Restaurator Andreas Baumgart aus Rethwisch, Elektroplanung IEP Bombowsky aus Wismar, Vermessung Holger Döring aus Wismar, Gerüstbau Carl Schütt aus Lübz, Rohbau Michael Gabler aus Schwerin, Zimmerer und Dachdecker Gröger und Logge aus Parchim, Stuck und Putz IHB Potsdam, Estrich-Bau Harm aus Neu Broderstorf, Fliesen Carl Schütt aus Lübz, Maler Bergel-Bau aus Lübz, Trockenbau Lars Schams aus Neubrandenburg, Metallbau und Schlosser MMS Stahl- und Anlagenbau Rudolstadt, Tischlerei Thomas Fischer aus Schwerin, Fenster und Türen Mrowiec aus Fresenbrügge, Aufzüge Garaventa Lift aus Köln, Elektro Dahnke aus Malchow, HLS Gerd Grade aus Techentin.
- 2017 In der Klosterkirche Tischlermeister Nils Fischer aus Schwerin, Elektromeister Arno Gotham aus Wittenburg, Anbringen der Wappen der Konventualinnen auf der Nonnenempore durch Maler Günter Mausolf und Peter Rauch von der Bauhütte Neumühle in Schwerin[524] Metallrestaurator Thomas Fischer restauriert die beiden schmiedeeisernen Radleuchter.[525] Aufzugsanbau Haus I. Ing. Büro Frank Hahn aus Sternberg, Zimmerer und Dachdecker Gröger und Logge aus Parchim, Maurerarbeiten Michael Gabler aus Schwerin und Michael Kunst aus Mustin, Heizung und Sanitär Gerd Grade aus Techentin, Malermeister Trümmer aus Goldberg, Metallbau Specht aus Rostock, Aufzug Firma Otis aus Berlin. Teilumbau zur Wohngemeinschaft für Kinder und Jugendliche im Haus VIII. Baugeschäft Kunst aus Mustin, HLS Graack und Muchow aus Parchim, Elektrotechnik Jennerjahn aus Neukloster, Güstrower Trockenbau, Zimmerei Stefan Müller aus Dobbertin, Stuck und Putz Joachim Manske aus Güstrow.
- 2018 Neumühler Bauhütte aus Schwerin, Glaserei Luise Brüggemann aus Schönfeld-Mühle, Lichtdesigner Andreas Ermisch aus Schwerin in der Kirche. Tischler Kay Potröck, Tischler Jörg Fischer und Tischler Schmidt aus Dobbertin. Elektriker Udo Böttcher und Elektrotechnik Peter Bockholdt aus Dobbertin.
- 2019 Elektrotechnik Arne Gotham aus Wittenburg, Glaserei Luise Brüggemann aus Schönfeld-Mühle, Tischlerei Thomas Fischer aus Schwerin. Gärtner Volker Moth, Tischlerei Krüger aus Dobbertin, Heimwerkerbedarf Karl-Heinz Dworschak und Eiscafé Kentzler aus Dobbertin.

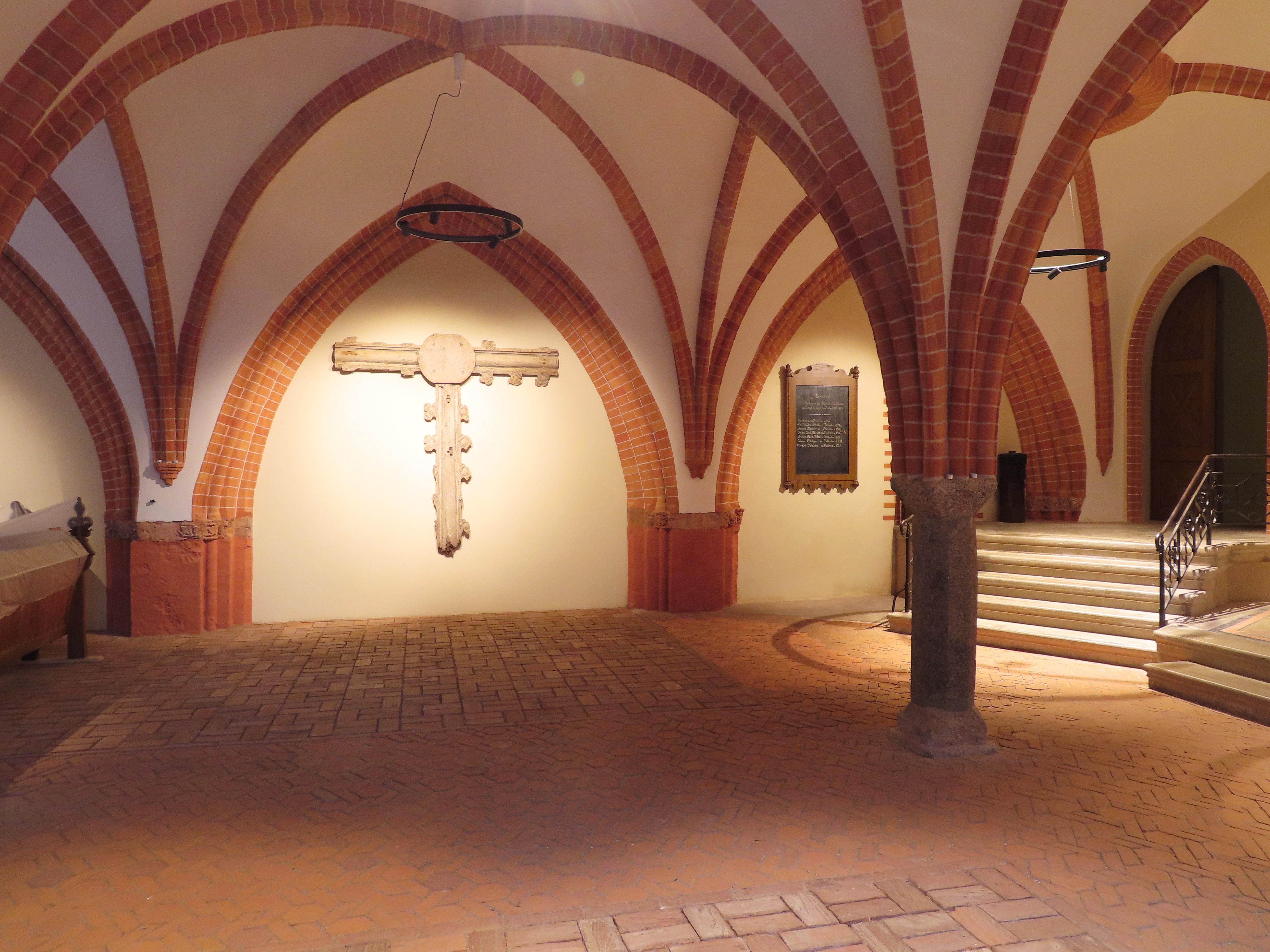
Restaurierte Unterkirche mit dem Rest des Triumphkreuzes um 1315 (2020)

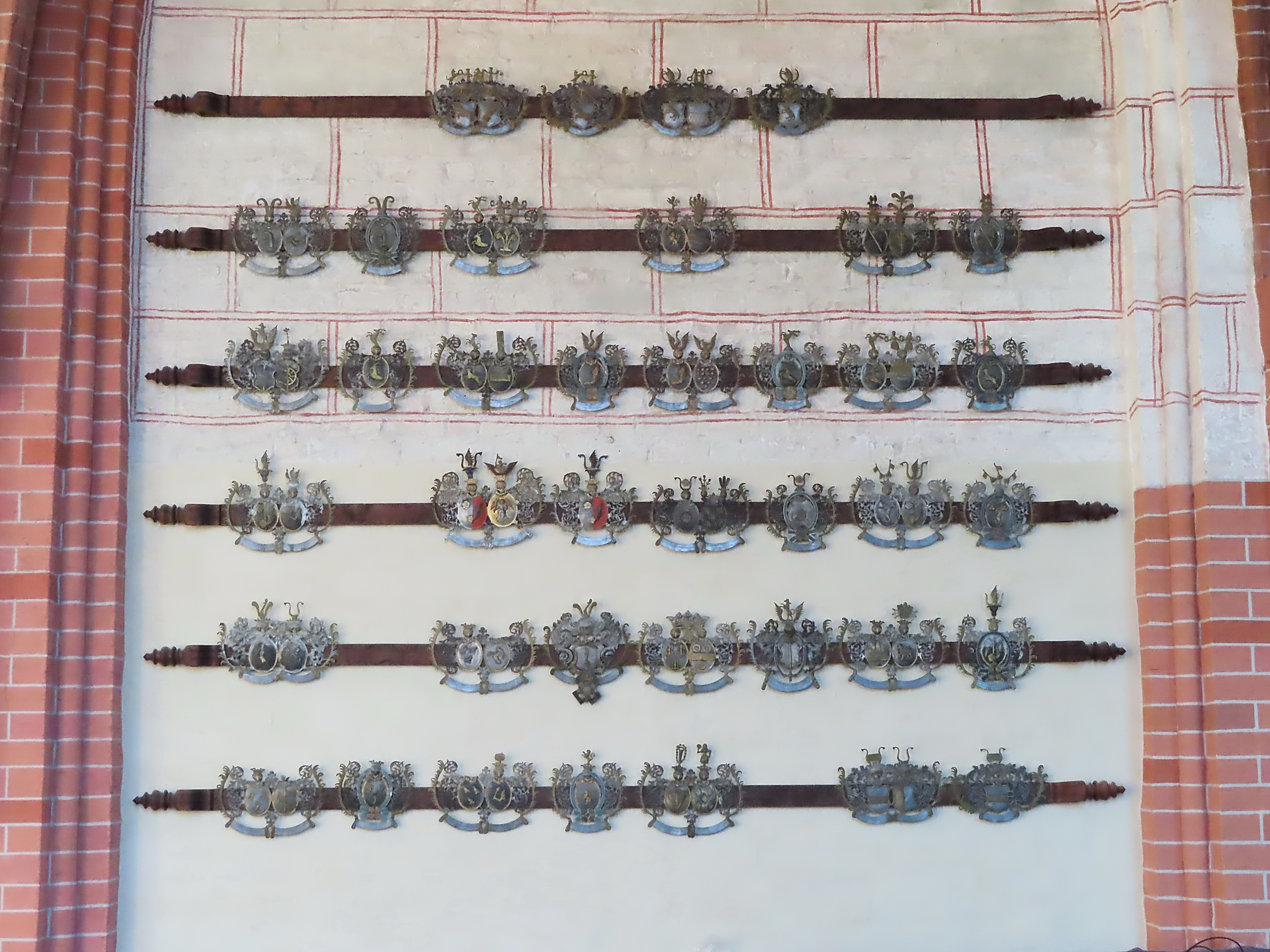
Restaurierte Metallwappen der Konventualinnen auf der Nonnenempore (2020)

- 2020 Holzbildhauerin Mandy Breiholdt aus Schwerin fertigte die neue Taube auf dem Eichendeckel der Tauffünte in der Klosterkirche. Fachliche Beratung und Baubetreuung aller Restaurierungsarbeiten in der Klosterkirche durch den Restaurator Andreas Baumgart aus Rethwisch. Dendrochronologische Untersuchungen an den Resten des mittelalterlichen Triumphkreuzes durch den Schweriner Bauforscher Tilo Schöfbeck. Maurer und Maler der Neumühler Bauhütte aus Schwerin restaurierten die Unterkirche und den Nonnenchor, die Sakristei erhielt eine neue Kellerdecke. Entwurf der Leuchter in der Turmvorhalle durch Restaurator Andreas Baumgart und Lichtdesigner Andreas Ermisch. Korpus durch Glaserei Luise Brügemann aus Schönfeld-Mühle und Thomas Fischer aus Mühlen Eichen. Elektro Arne Gotham aus Wittenburg, Ausführung durch Firma Diodela GmbH Berlin. Am 18. Mai 2020 hatte der Orgelbaumeister Andreas Arnold mit seinem Mitarbeiter Christian Henkels aus Plau am See im Beisein von Pastor Christian Hasenpusch mit dem Einbau der neuen Orgel in der Klosterkirche begonnen.[526] Am 13. August 2020 erfolgte im Beisein von Pastor Christian Hasenpusch und dem neuen Kirchenmusiker und Kantor Christian Heinz Heinrich Wiebeck durch den Orgelbaumeister Andreas Arnold die Intonation der neuen Orgel.[527] Am 5. November 2020 erfolgte durch den Orgelsachverständigen der Nordkirche Friedrich Dreese die die Orgelabnahme und am 29. November 2020 in einem sehr kleinen Kreis die Orgelweihe.[528]
- 2021 Restaurierung und Rekonstruktion der Farbfassung Mitte des 19. Jahrhunderts in der Sakristei durch die Neumühler Bauhütte aus Schwerin. Herstellung eines Leuchters nach Idee und Entwurf vom Restaurator Andreas Baumgart aus Rethwisch und dem Lichtdesigner Andreas Ermisch aus Schwerin, Ausführung durch den Metallrestaurator Thomas Fischer aus Mühlen Eichsen, der Glaserei Luise Brügemann aus Schönfeld-Mühle und der Firma Diodela GmbH Berlin. Restaurierung des Kanzelaltars und der Logen auf der Nonnenempore durch die Bauhütte Neumühle aus Schwerin und dir Holzrestauratorin Andrea Jorke aus Bliesekow.

### Historische Quellen
- Mecklenburgisches Urkundenbuch (MUB)
- Mecklenburgische Jahrbücher (MJB)
- Grossherzoglich Mecklenburg-Schwerinsche Staatskalender, Schwerin, 1776–1930.

### Ungedruckte Quellen

#### Landeshauptarchiv Schwerin (LHAS)
- LHAS 1.5-4/3 Urkunden Kloster Dobbertin.
- LHAS 2.12-3/2 Klöster und Ritterorden, Dobbertin.
- LHAS 2.12-3/4 Kirchen und Schulen.
- LHAS 2.12-3/5 Kirchenvisitationen.
- LHAS 3.2-3/1 Landeskloster/Klosteramt Dobbertin.
- LHAS 3.2-4 Ritterschaftliche Brandversicherungsgesellschaft. (1782–1932)
- LHAS 5.11-2 Landtagsversammlungen, Landtagsverhandlungen, Landtagsprotokolle, Landtagsausschuß.
- LHAS 5.12-4/2 Mecklenburgisches Ministerium für Landwirtschaft, Domänen und Forsten.
- LHAS 5.12-5/1 Ministerium der Finanzen.
- LHAS 5.12-9/5 Landratsamt Parchim.
- LHAS 10.63-1 Verein für mecklenburgische Geschichte und Altertumskunde.

#### Landesamt für Kultur und Denkmalpflege (LAKD)
- Baudenkmalpflege, Ortsakten Dobbertin, Kloster Dobbertin, Bauhistorische Berichte.
- Archäologie, Ortsaktenarchiv Dobbertin, Grabungsdokumentationen.

#### Landesbibliothek Mecklenburg-Vorpommern
- Musikaliensammlung

#### Landeskirchliches Archiv Schwerin (LKAS)
- LKAS, OKR Schwerin, Specialia, Personalia und Examina, Otrtsakte Dobbertin und Kirchenbücher.
- LKAS, OKR Schwerin, Landessuperintendentur Parchim, Visitationsprotokolle.

#### Stadtarchiv Schwerin
- Rat der Stadt, Abteilung Inneres. Nr. 0774 Veranstaltungen mit kirchlichen Amtsträgern und Berichte über kirchliche Veranstaltungen, Dobbertiner Konferenzen von der Arbeitsgruppe Christliche Kreise beim Bezirksausschuss der Nationalen Front 1968–1981.

#### Landkreis Parchim
- Kreisarchiv, Stadt- und Gemeindekarte 1961, Gemeinde Dobbertin mit Ortsteilen Spendin, Neuhof, Kläden, Kläden Alte Mühle, Dobbin, Kleesten, Jellen, Neu Schwinz, Alt Schwinz
- Nr. 8000 Kirchenfragen, Dobbertiner Konferenzen 1967–1987.

#### Stadt Goldberg
- Stadtarchiv (StA) Goldberg, Museum Goldberg. Nr. 947 Passkarten-Register (1857–1860), Nr. 19079 Gerichtssachen 1752–1890.

#### Hansestadt Wismar
- AHW, Archiv der Hansestadt Wismar. Rats- und Prozessakten, Zeugebuch

#### Archiv der Hansestadt Lübeck (AHL)
- AHL, Altes Senatsarchiv, Externa, Lübecker Geschlechter

#### Universität Rostock
- Juristische Fakultät, Spruchakten von Hexenprozessen.

#### Universitätsbibliothek Rostock
- Abteilung Sondersammlungen

#### Stadtarchiv Rostock
- Polizeiamt, Pass- und Meldewesen

#### Stadt Ribnitz-Damgarten
- Stadtarchiv Ribnitz, Bestand Kloster Ribnitz, Nr. 44 D, Kloster Dobbertin 1612–1891.

#### Dänisches Reichsarchiv
- Mecklenburgica, Stifts arkiv Kloster Dobbertin.